# Biserica fortificată din Ighișu Nou

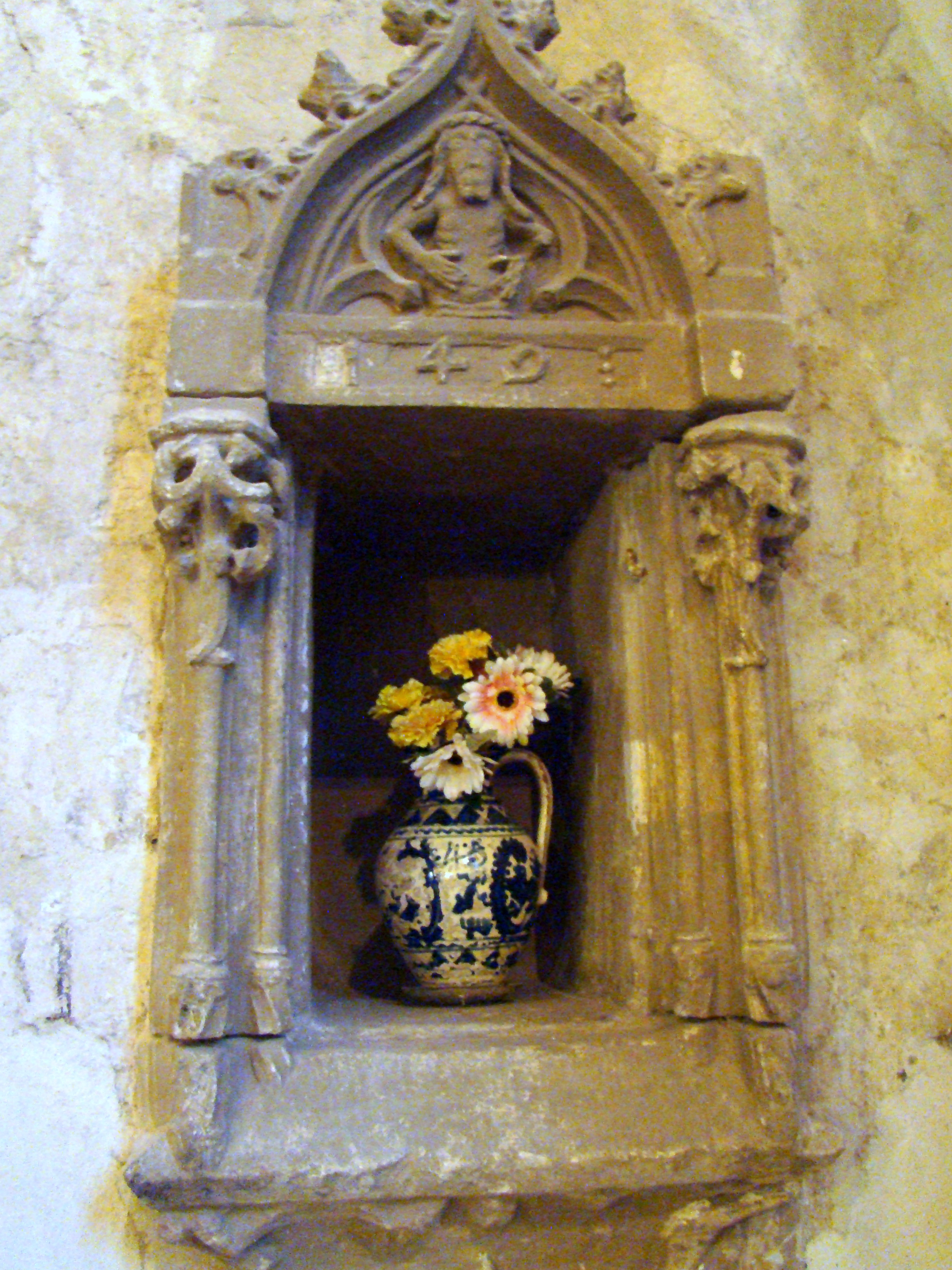
Tabernacol medieval. Balamalele fostei uși pot fi observate în dreapta imaginii.

Biserica evanghelică fortificată din Ighișu Nou, județul Sibiu, a fost construită în secolul al XIV-lea. Biserica figurează pe lista monumentelor istorice 2010, cod LMI SB-II-a-A-12403, cu următoarele obiective:
- cod LMI SB-II-a-A-12403.01 - Biserica evanghelică fortificată, secolul al XIV-lea - al XVIII-lea;
- cod LMI SB-II-a-A-12403.02 - Incintă fortificată, cu turn de poartă, bastion, turnul semicircular și zwinger, secolul al XVI-lea.

## Localitatea
Ighișu Nou, mai demult Ibișdorful Săsesc, Ibișdorf, Ighișdorful Săsesc (în dialectul săsesc Eibesterf, în germană Sächsisch-Eibesdorf, Eibesdorf, Abesdorf, în maghiară Szászivánfalva, Ivánfalva, Izséptelke) este o localitate în județul Sibiu, Transilvania, România. 
Ighișu Nou a fost amintit pentru prima oară într-un document din 1305 al Capitulului  de Alba Iulia, în care comitele Gregor, fiul lui Apa, și un alt Gregor, fiu al lui Nicolae, își împart câteva pământuri și sate. În acea vreme, așezarea se numea Isantelke pentru ca o jumătate de veac (1359) mai târziu numele ei să fie Villa Ysopis, adică "orașul Ysop[is]". Numele actual în limba germană are etimologie necunoscută, dar poate avea o legătură cu "satul [lui] Ybes" pentru a forma numele de Eibesdorf.
Astăzi, preotul local a organizat într-o clădire aflată lângă biserică în partea sud-vestică, un muzeu care prezintă publicului larg o mulțime de exponate donate de către familiile sașilor care au părăsit satul.
Ighișul Nou face parte din orașul Mediaș.

## Biserica

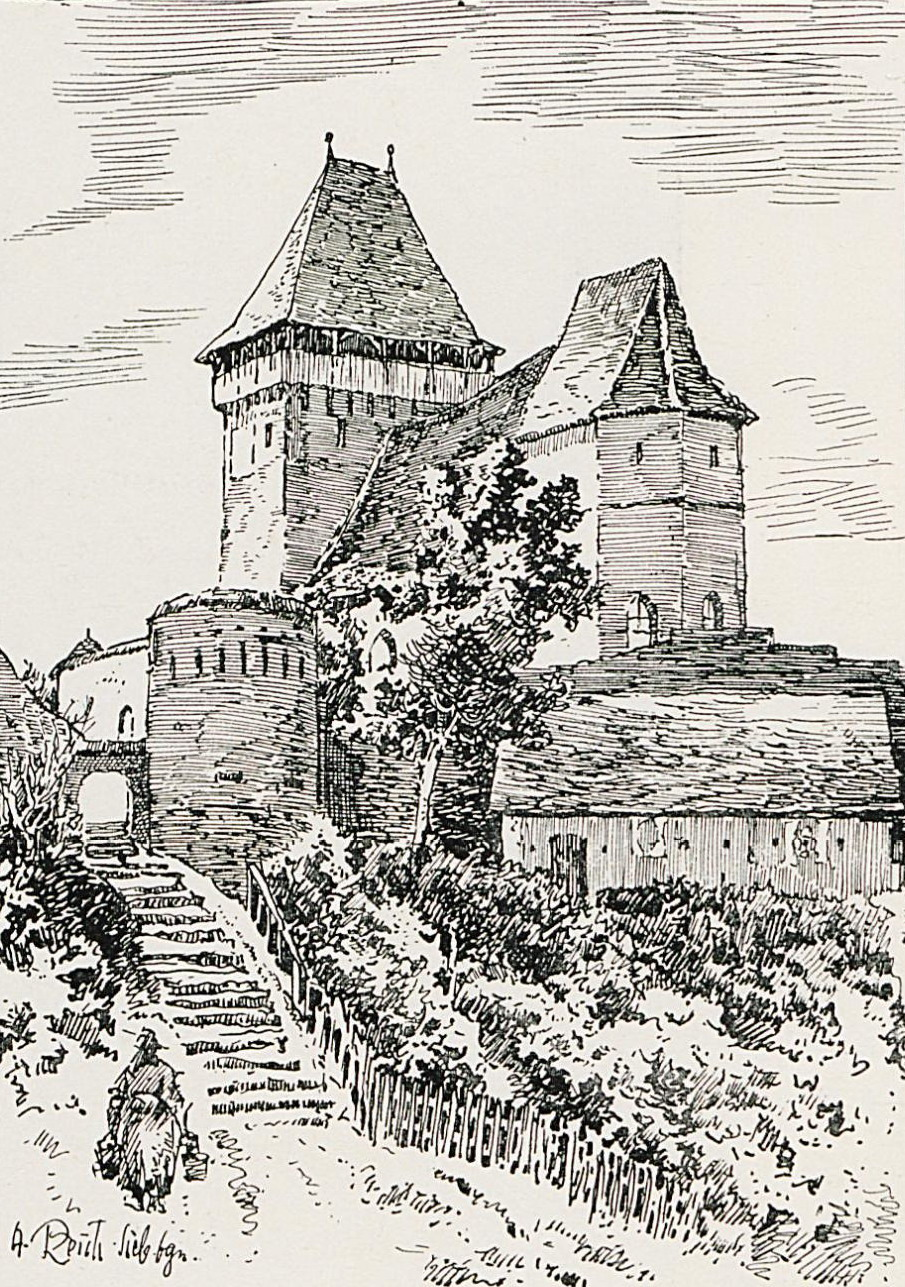
Gravură de Albert Reich, 1916

Biserica evanghelică este așezată în interiorul unei incinte. Pe vremuri, intrarea în biserică se făcea prin intermediul portatului vestic care afișează cinci arcuri frânte susținute de colonete ce se termină cu capiteluri ornamentate cu movite vegetale. Odinioară, portalul avea o hersă și ușa putea fi blocată cu un par transversal, capetele lui fixându-se pe locașuri care s-au păstrat până astăzi. În prezent intrarea în biserică se face prin latura sudică. Pereții au o grosime considerabilă de circa doi metri, acest lucru putând fi observat în golul ferestrei sud-estice.
După 1970 nava bisericii a fost reamenajată prin adăugarea unui tavan cu stucaturi;  corul păstrează vechea  boltă cu penetrații, care se sprijină pe colonete bogat decorate. Pe peretele nordic se află un tabernacul decorat cu motive vegetale. Tabernaculul aflat pe peretele de pe latura nordică este opera unui meșter necunoscut, același care a efectuat lucrări și la bisericile de la Boian, Dupuș, Valea Viilor și Bazna. Tabernaculul afișează motive vegetale, deasupra sa existând un Vir Dolorum.

## Fortificația
Bastionul rotund din colțul de sud-est al incintei, construită în 1515 și supraînălțată în secolul al XVII-lea, domină panta domoală a colinei. Meterezele ultimului său etaj sunt mascate de frontoane ornamentale, compuse din cărămizi zidite oblic, la fel ca în cazul Turnului Olarilor din Sibiu.
Unul din clopotele aflate în turnul vestic a fost făcut în anul 1496, dovadă stând inscripția existentă pe el. Toate cele șase niveluri ale turnului erau prevăzute cu guri de tragere.

## Imagini din exterior (ploaie torențială)

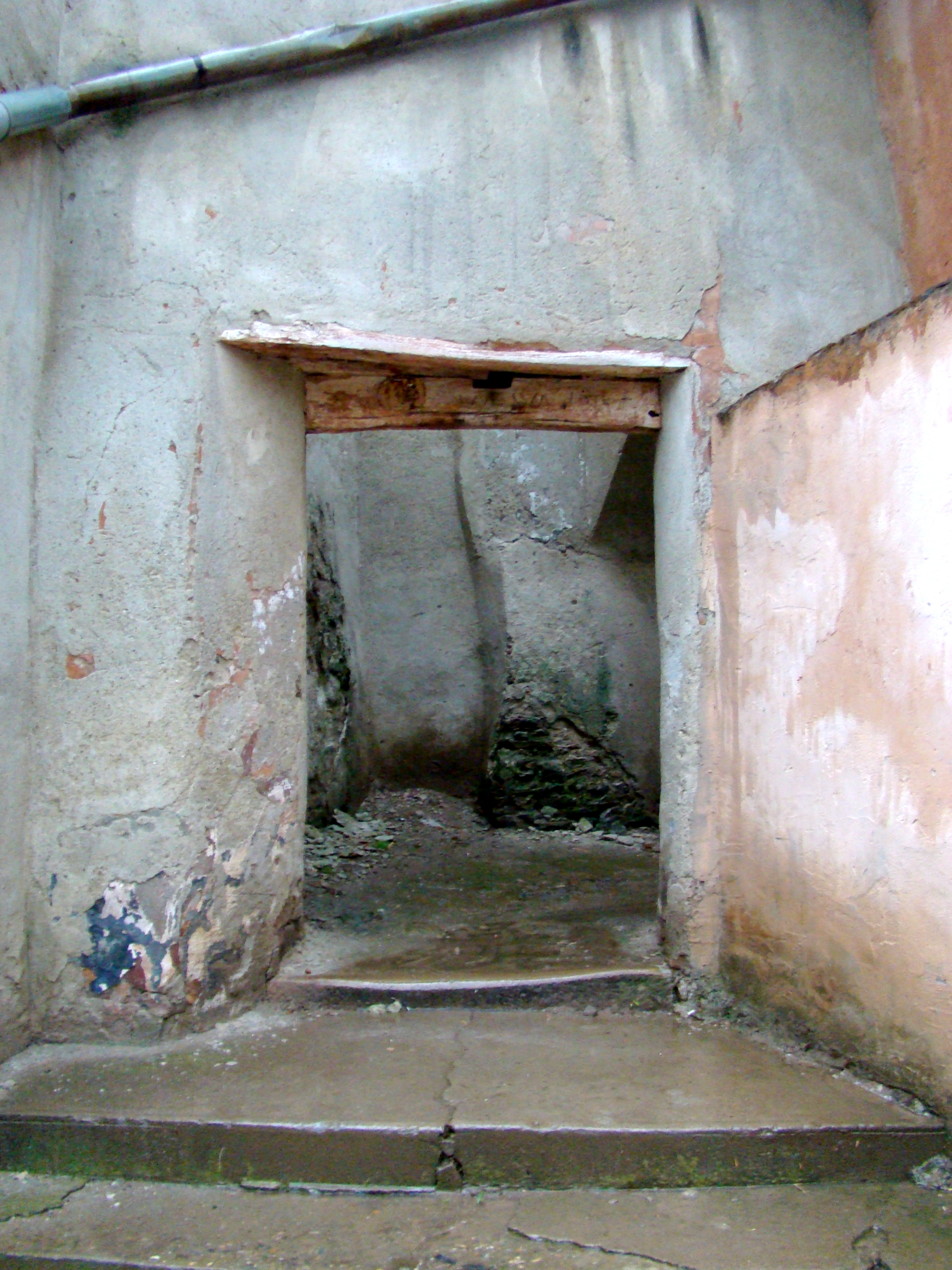
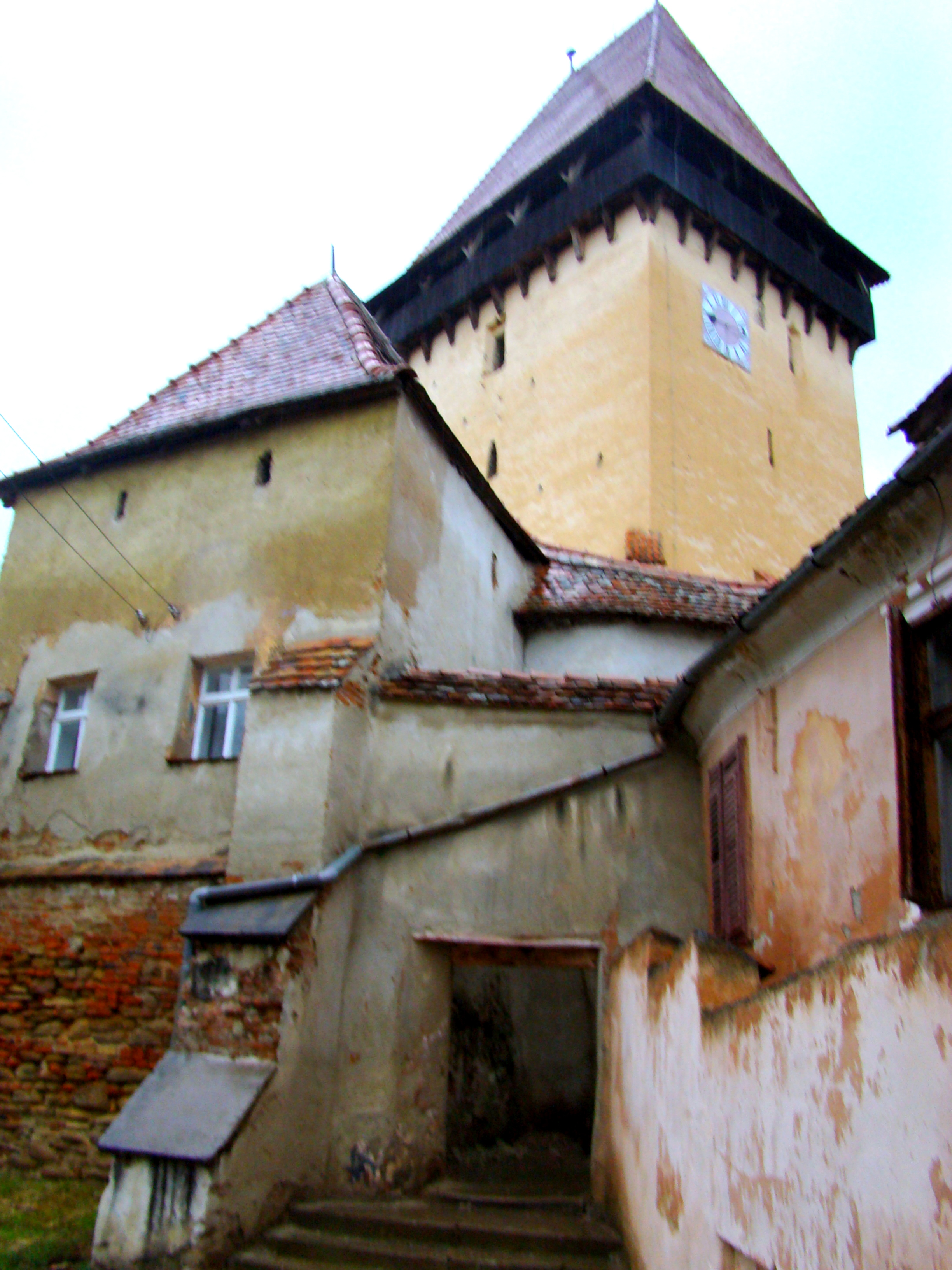
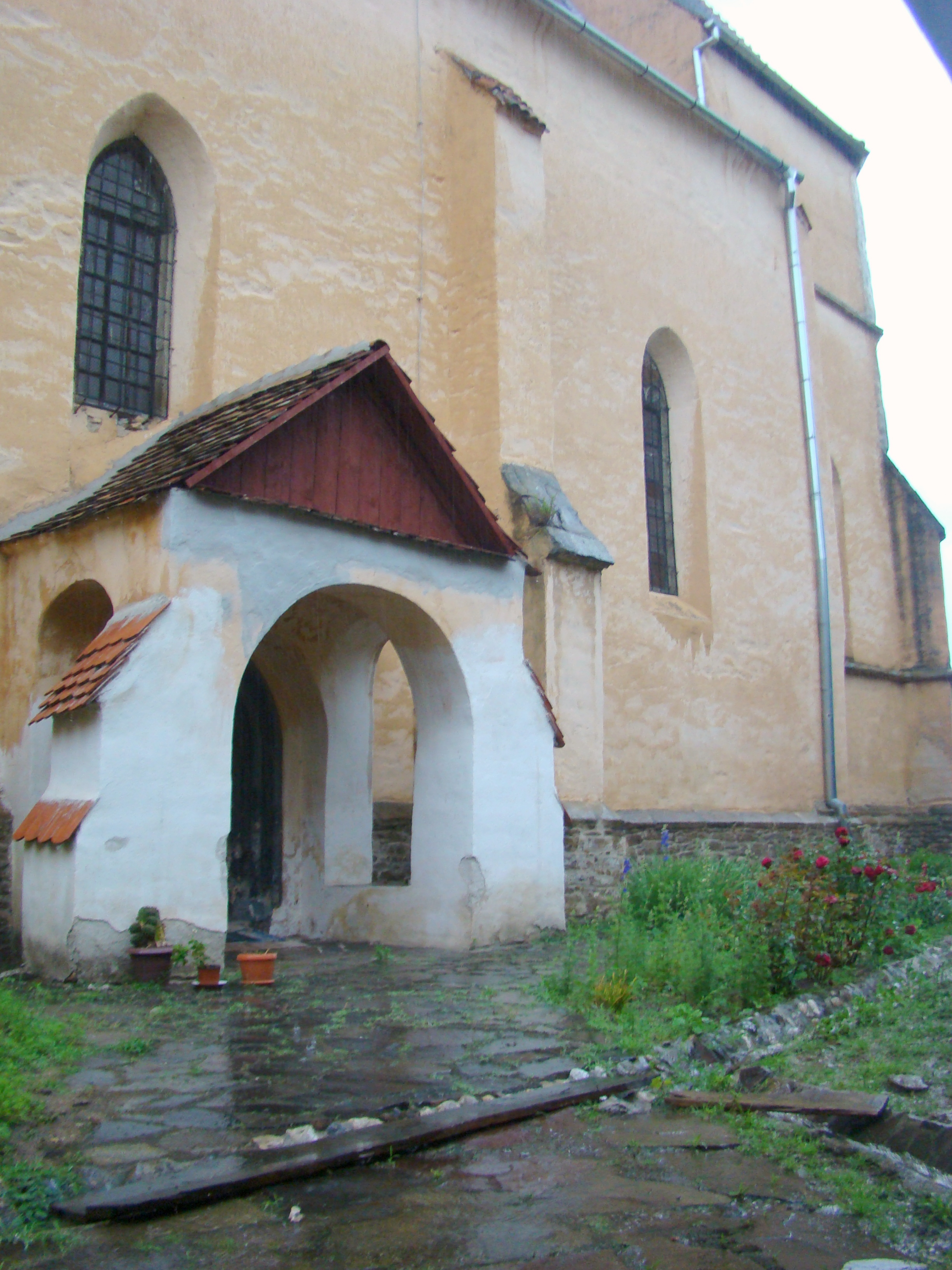
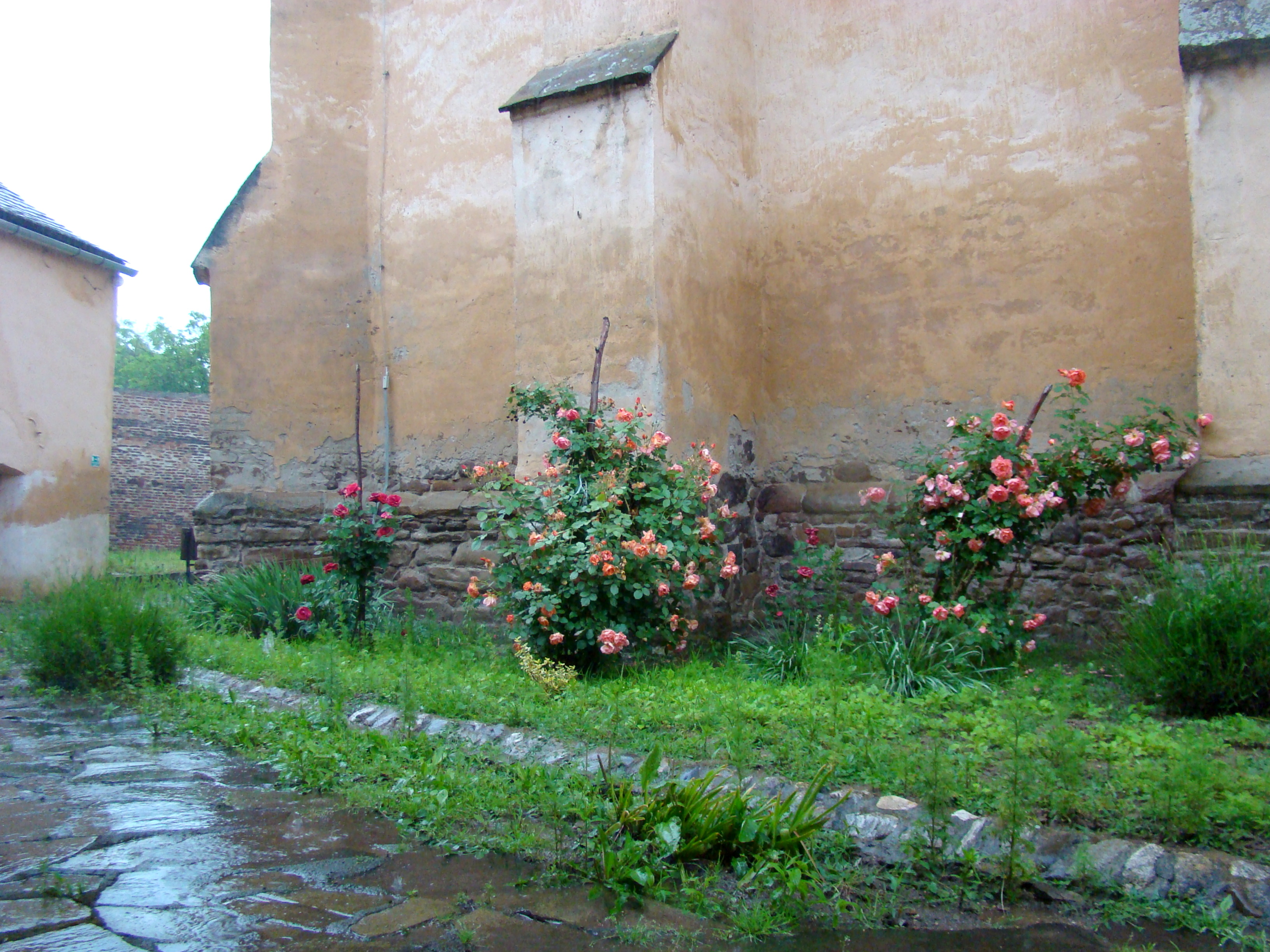
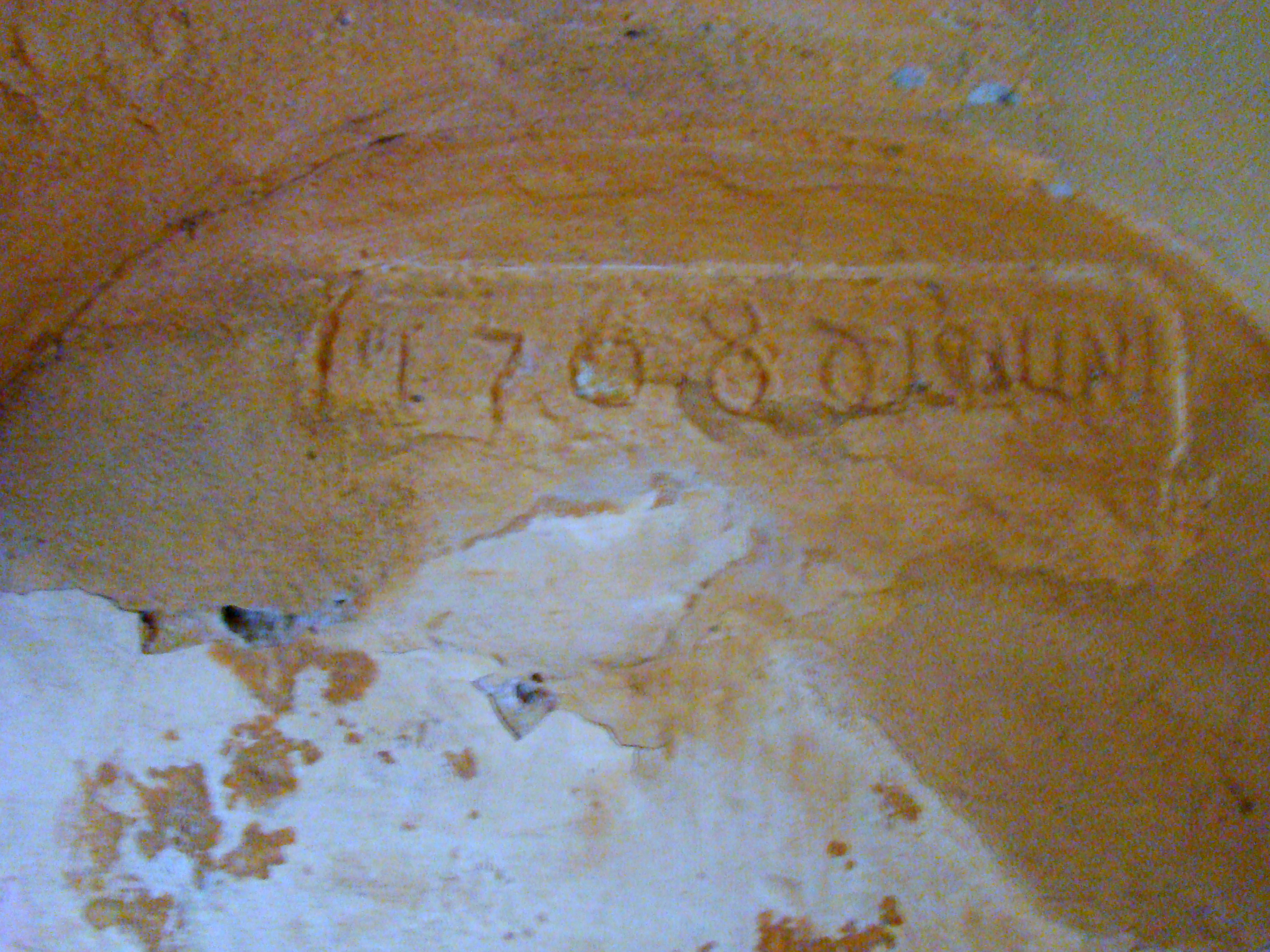
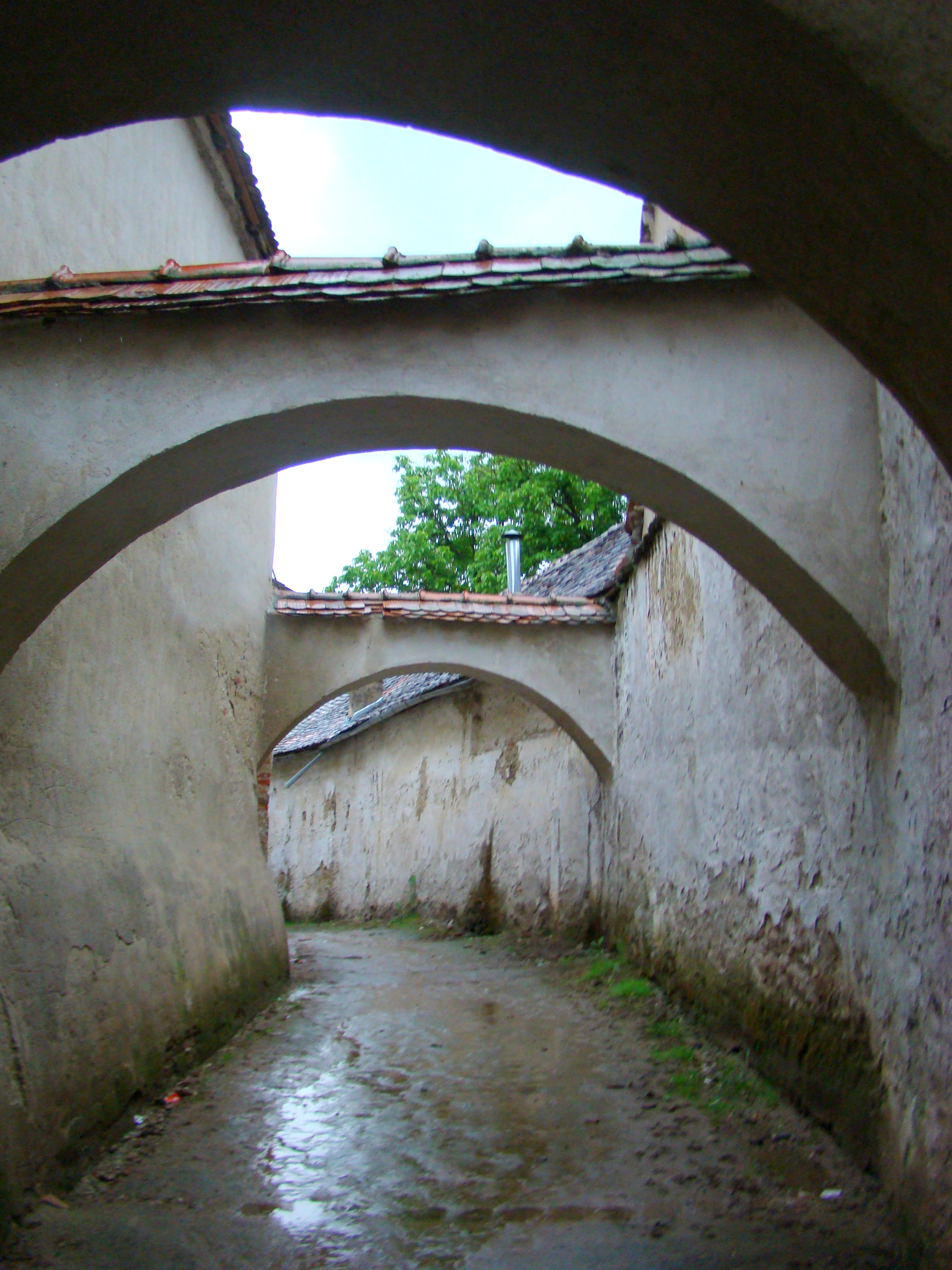
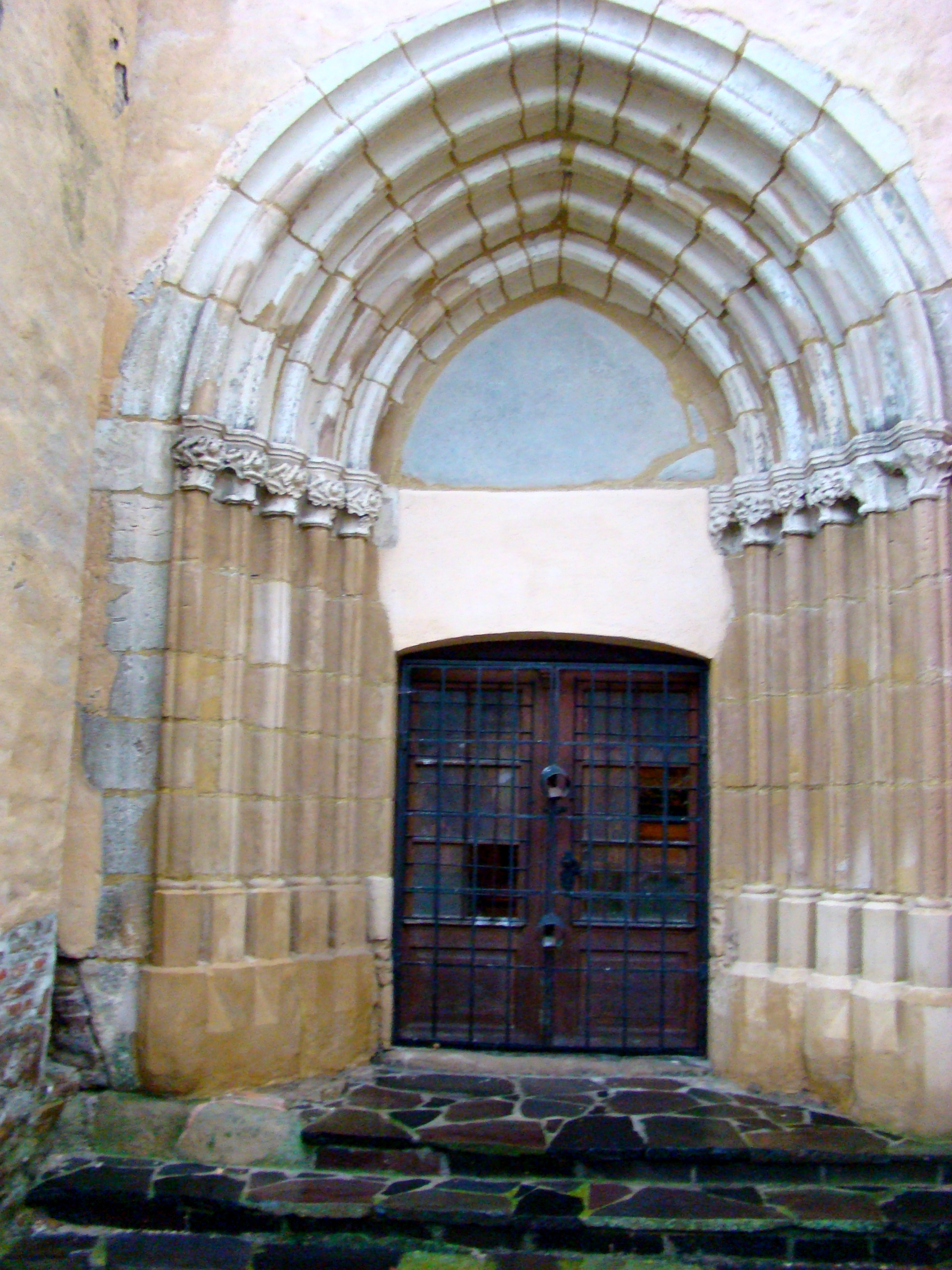
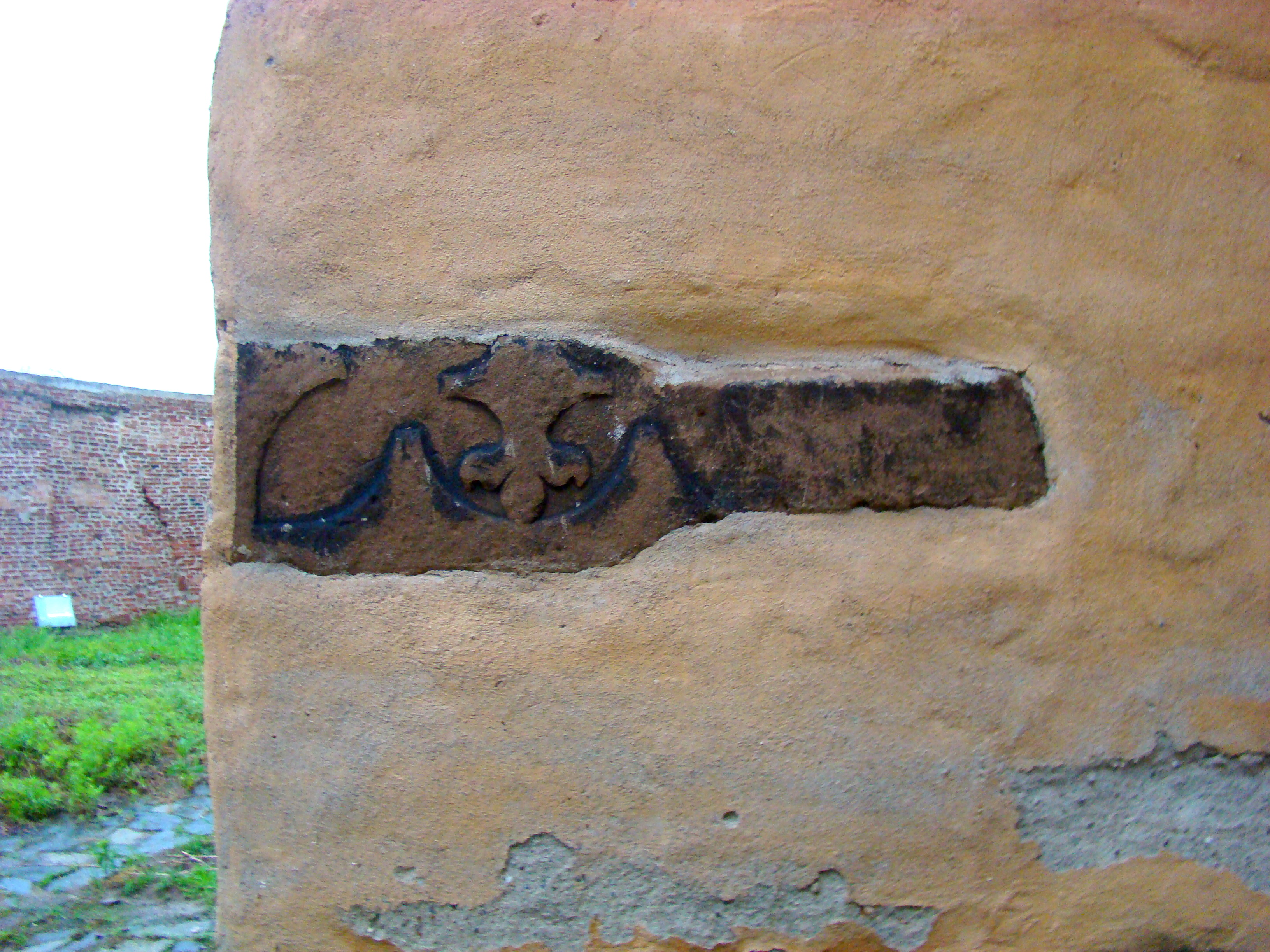
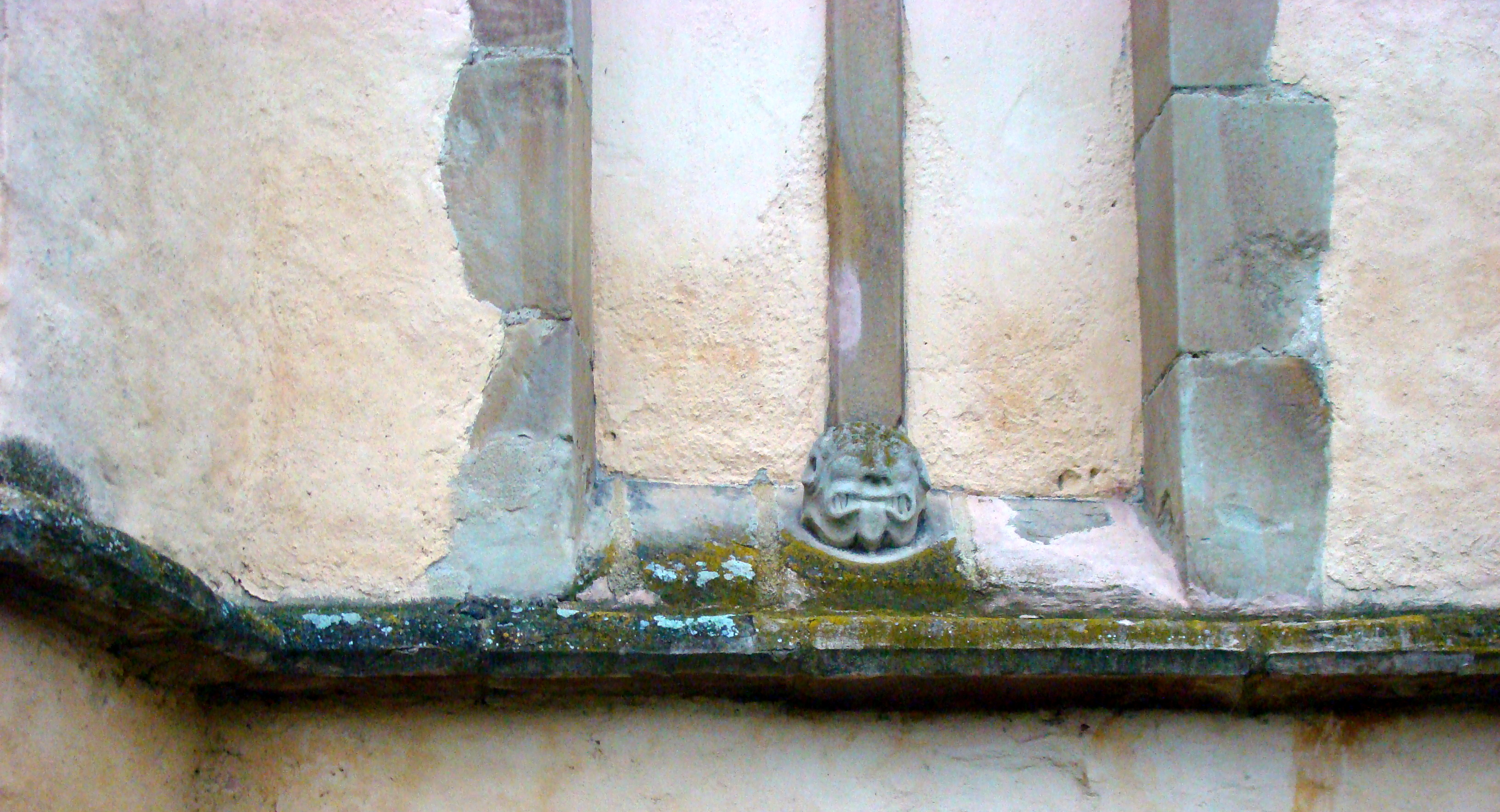
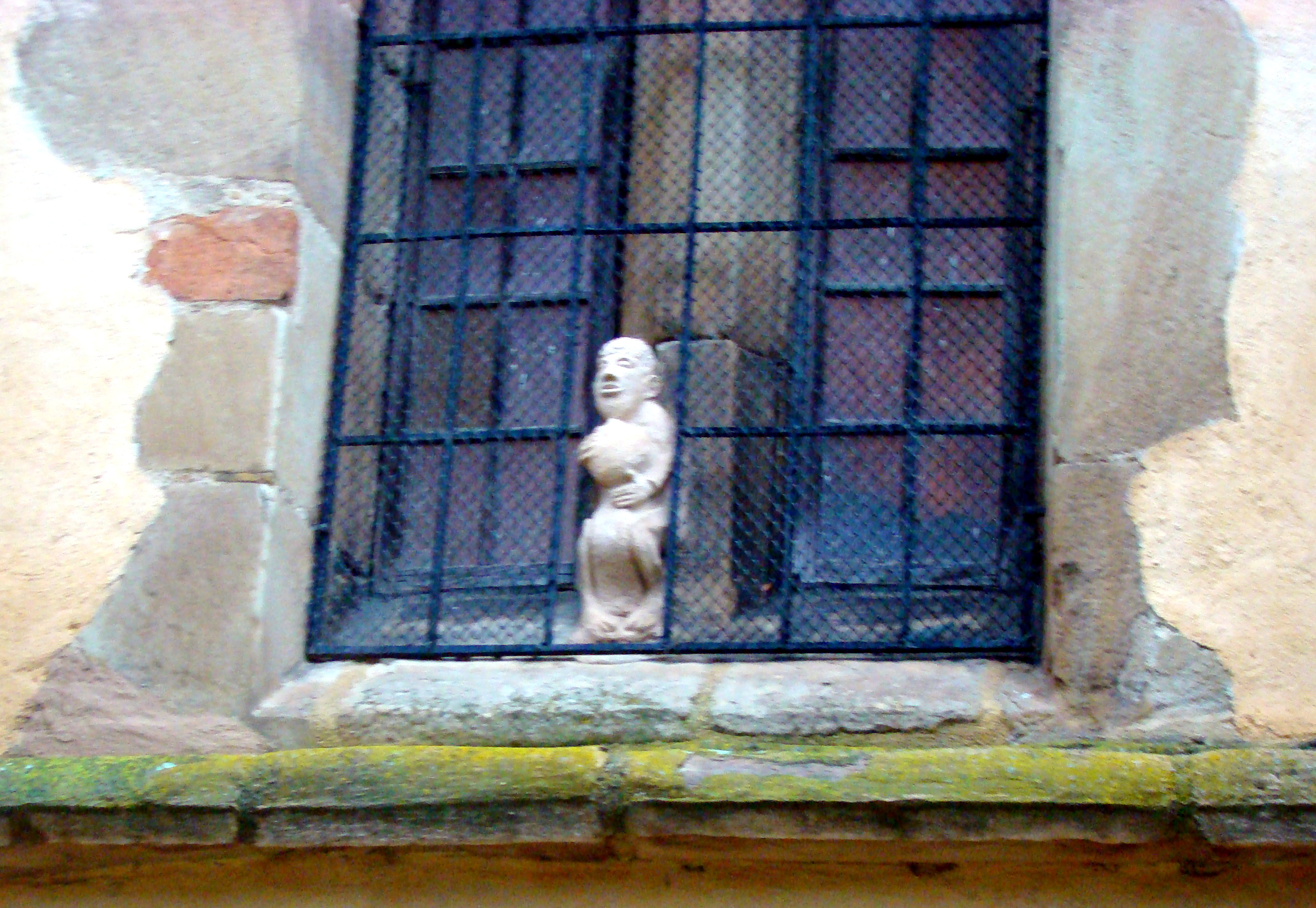
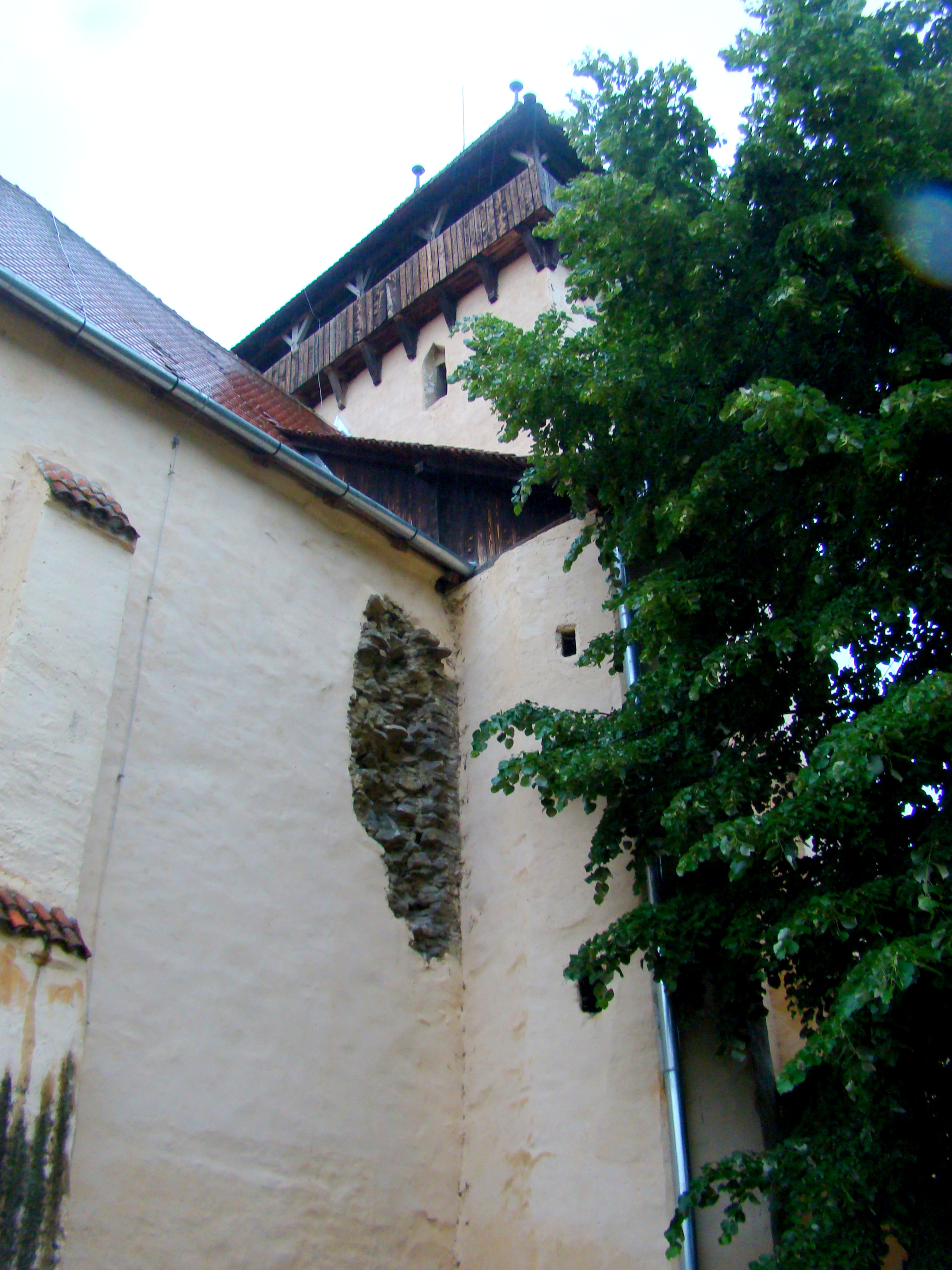
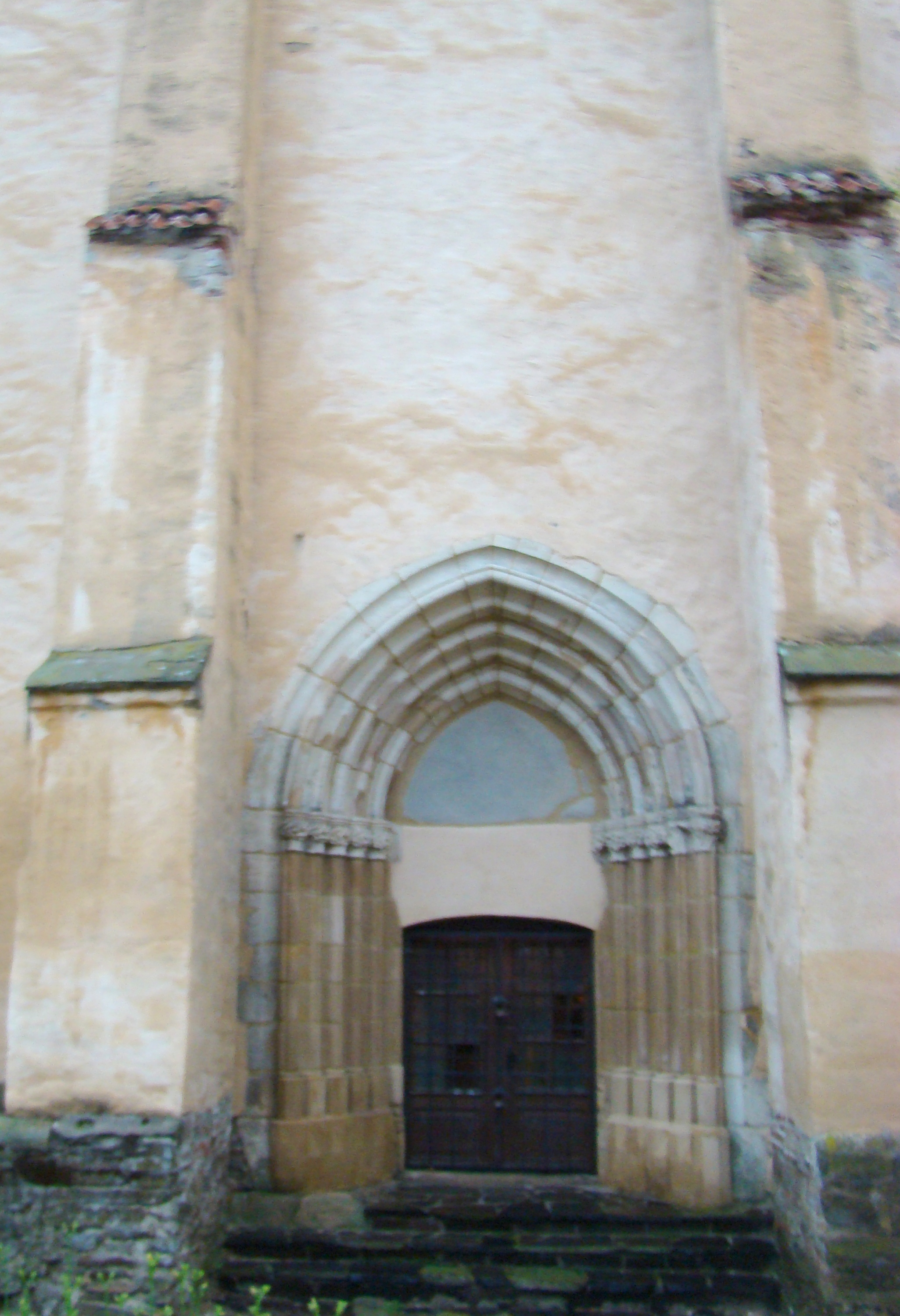
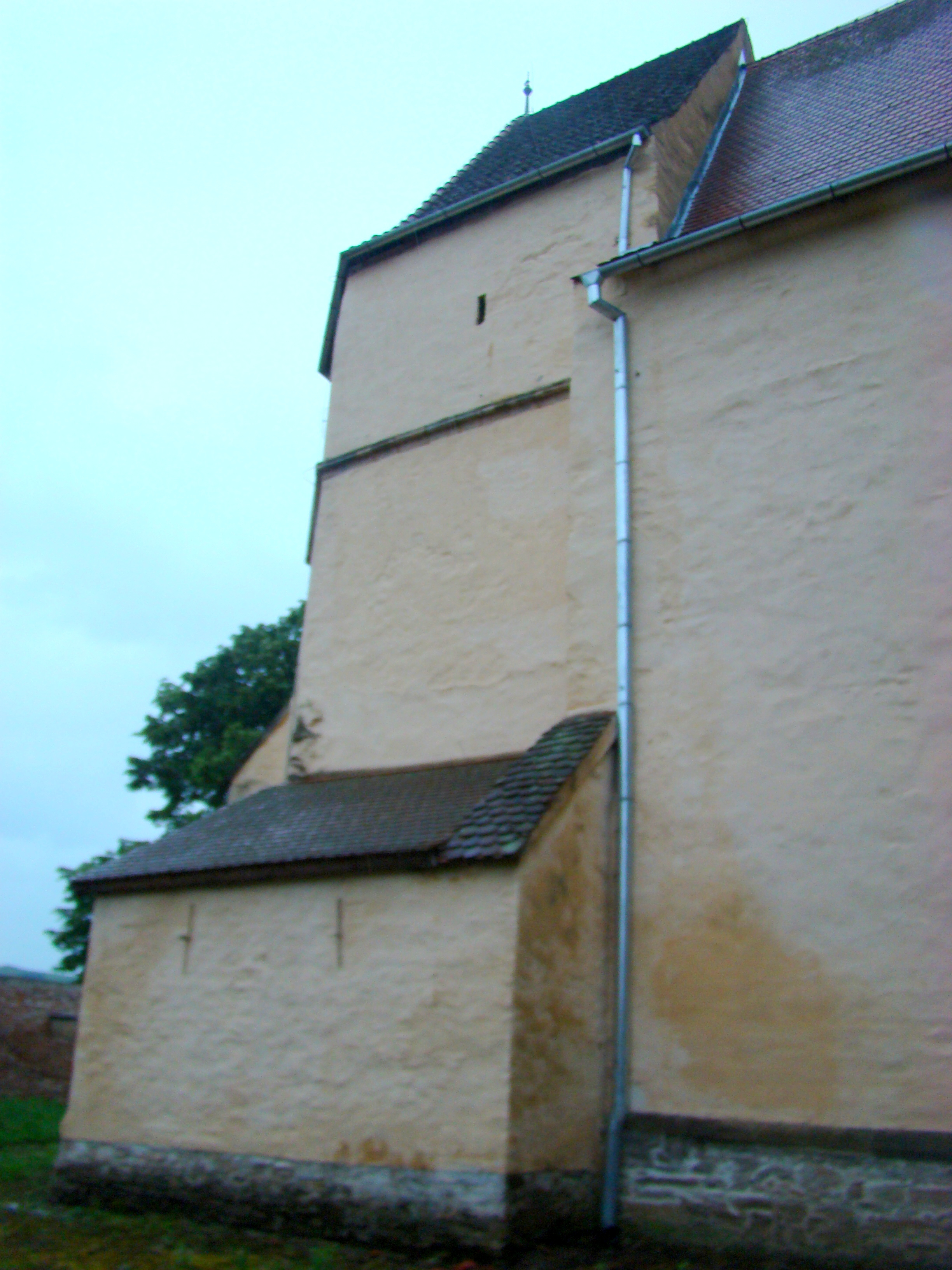
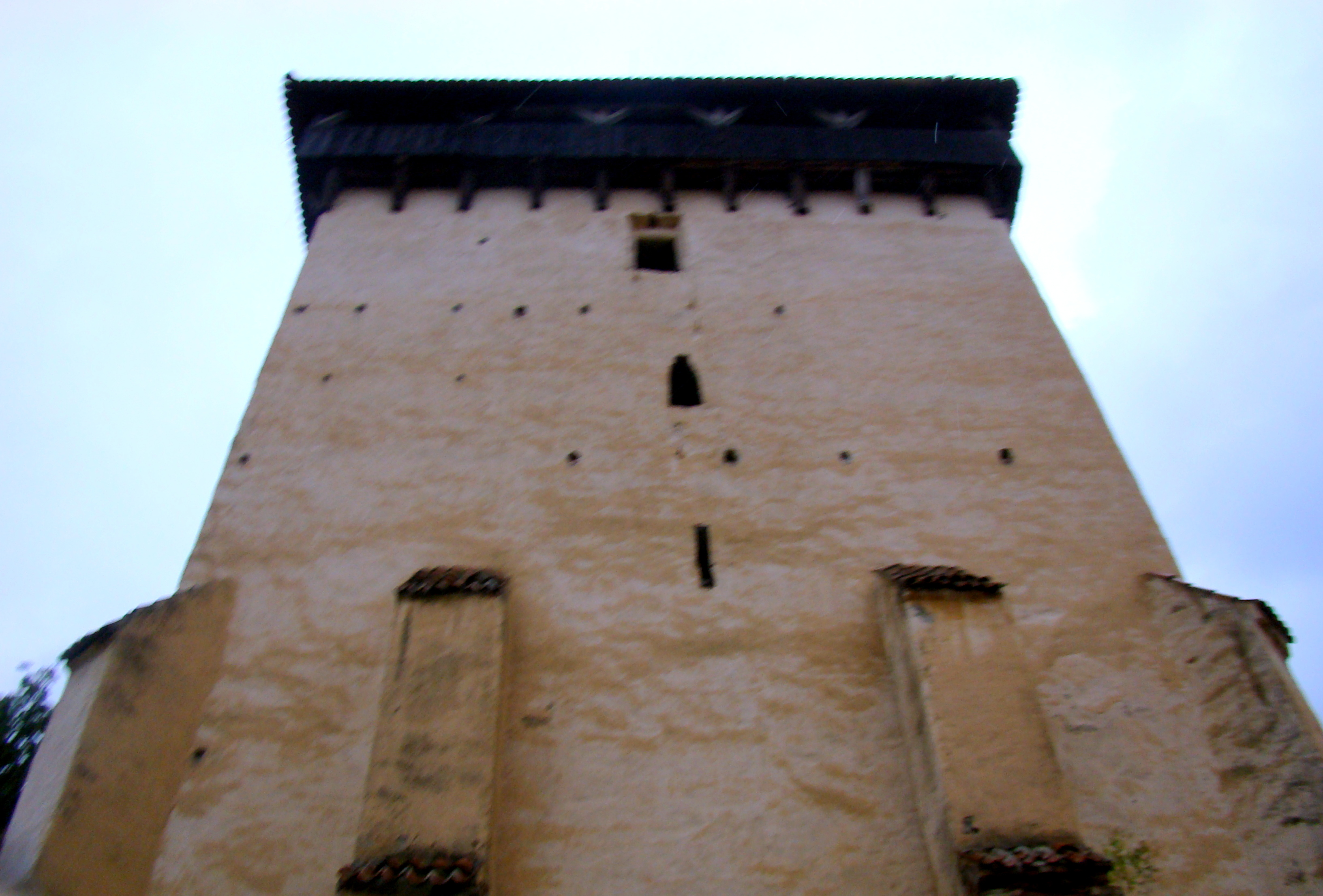
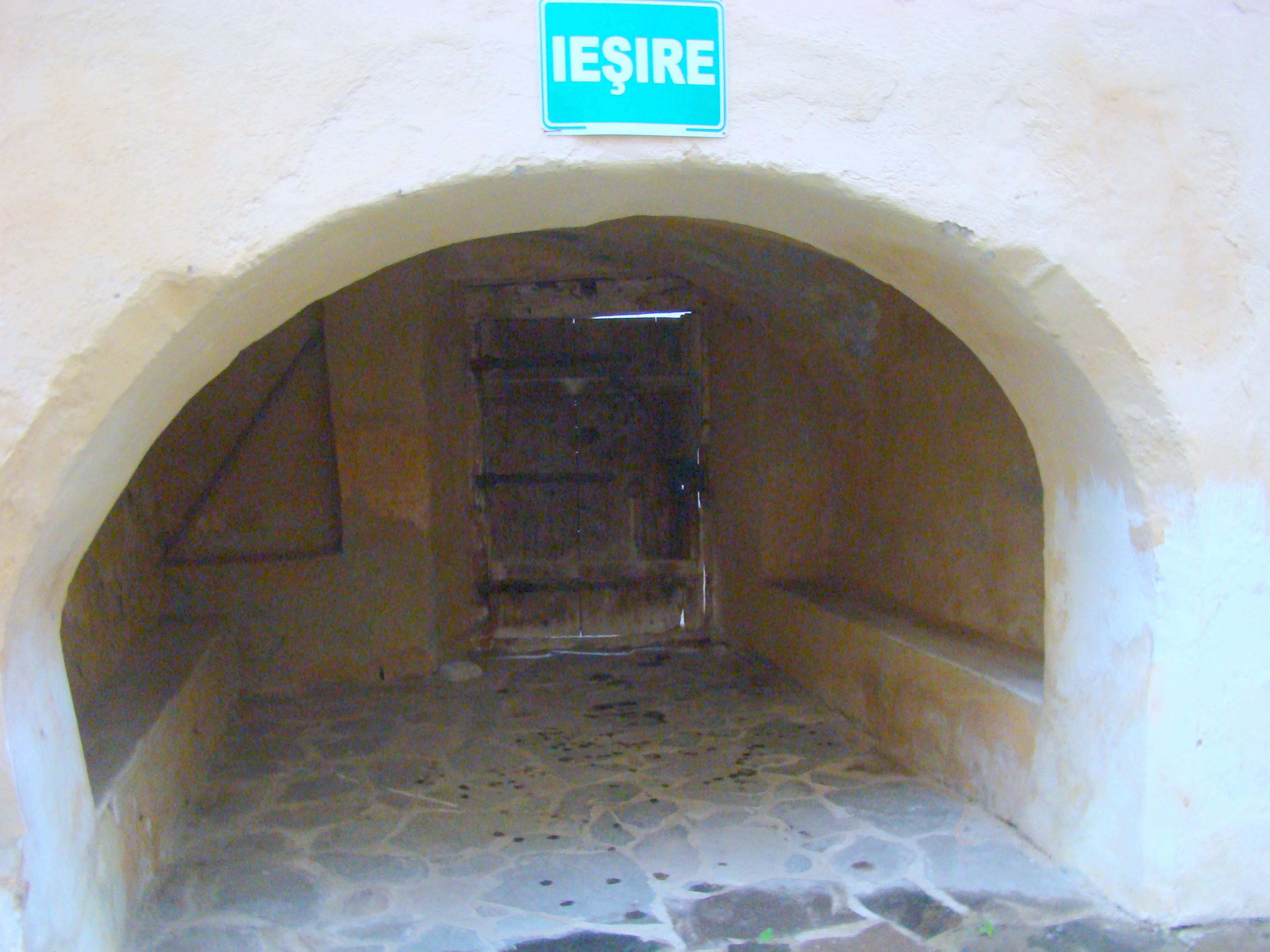
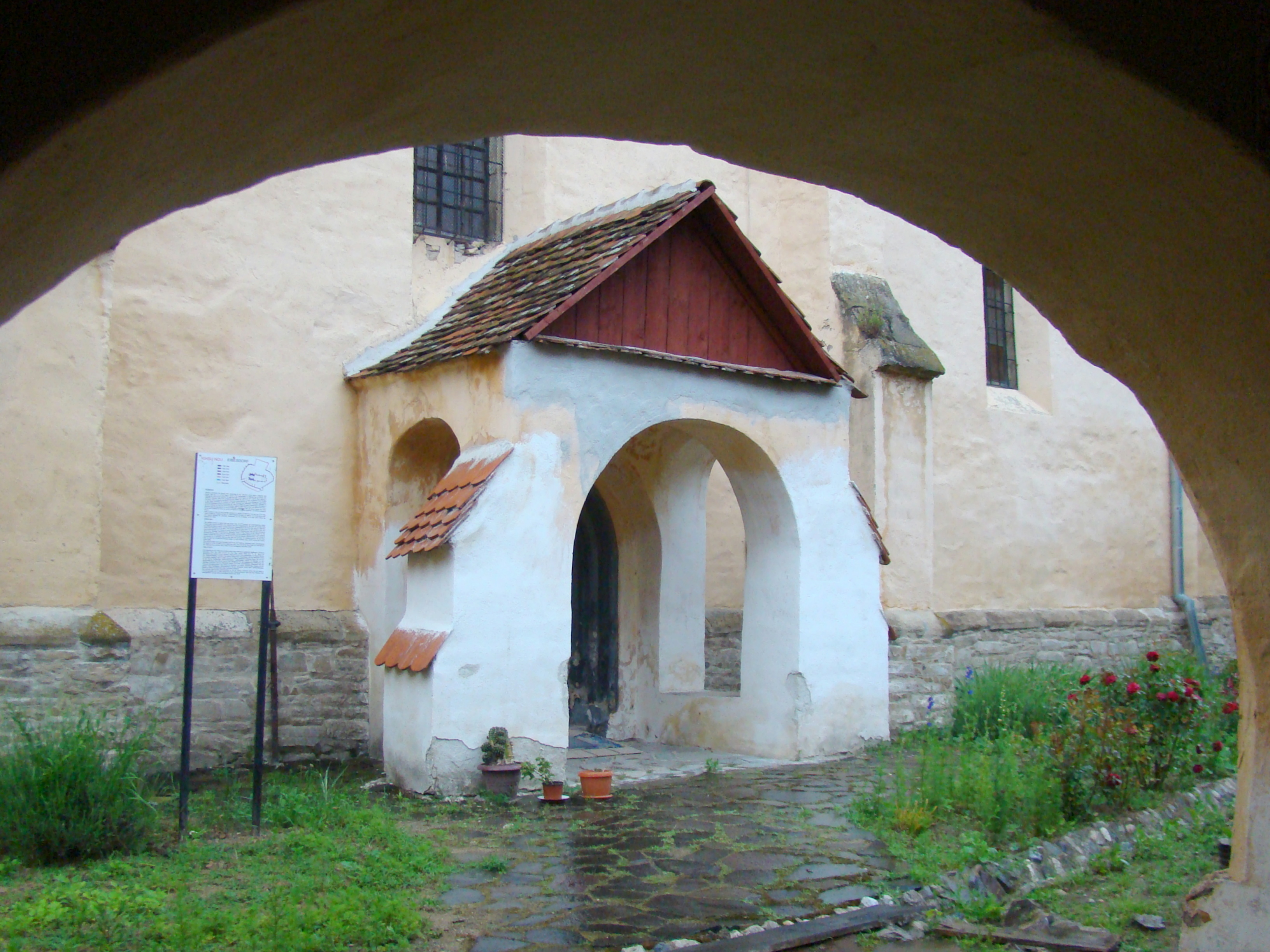
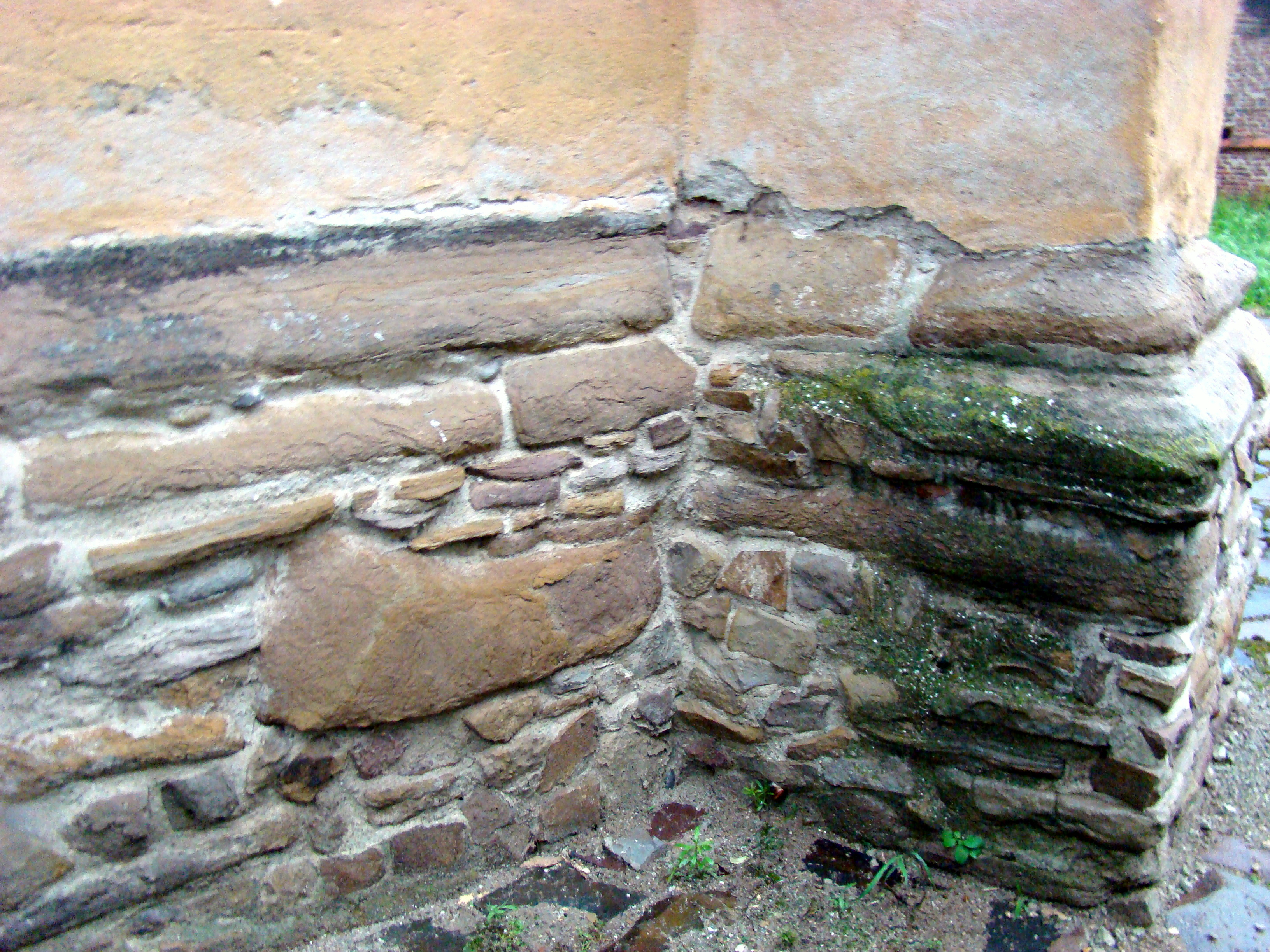
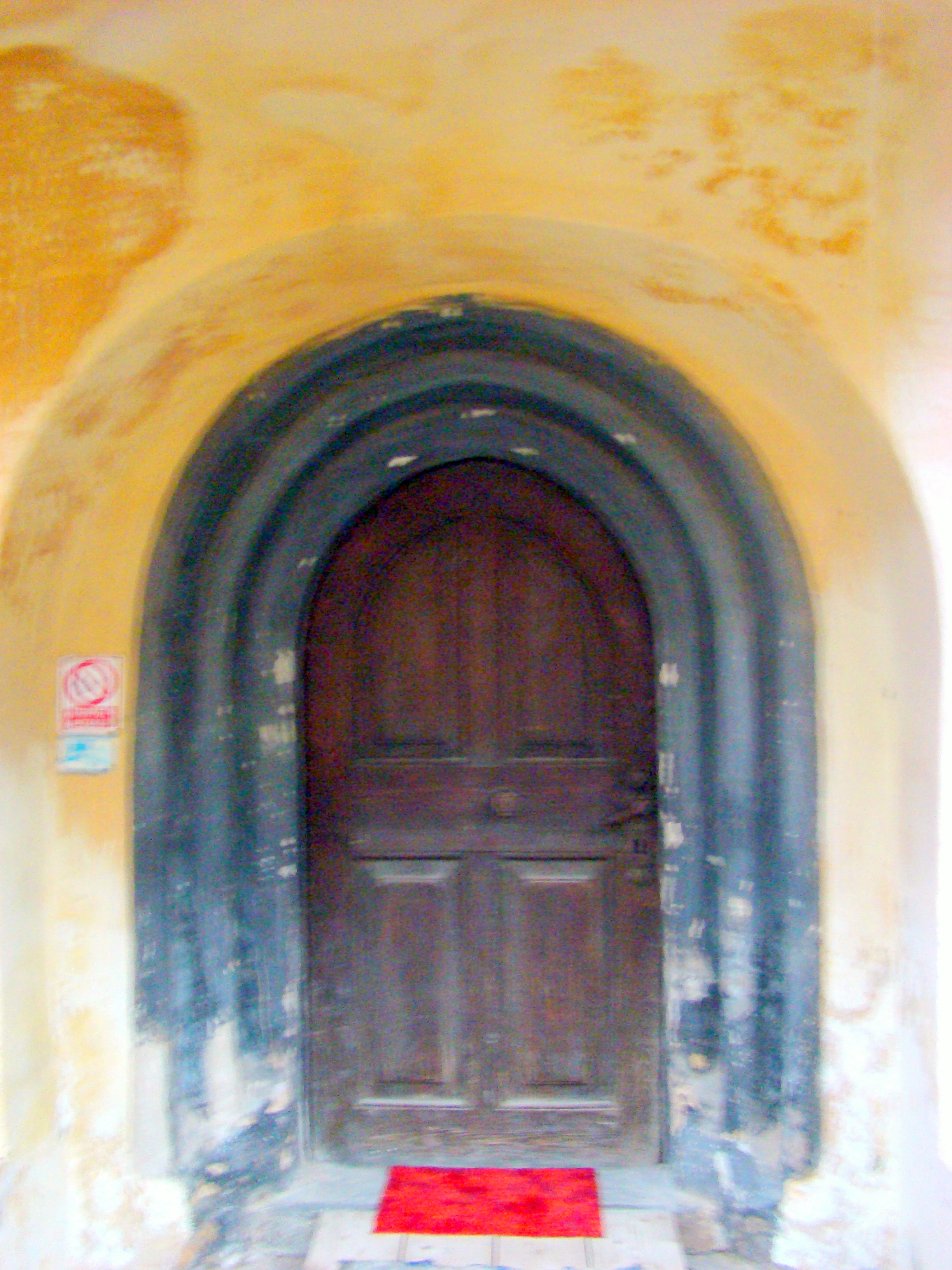
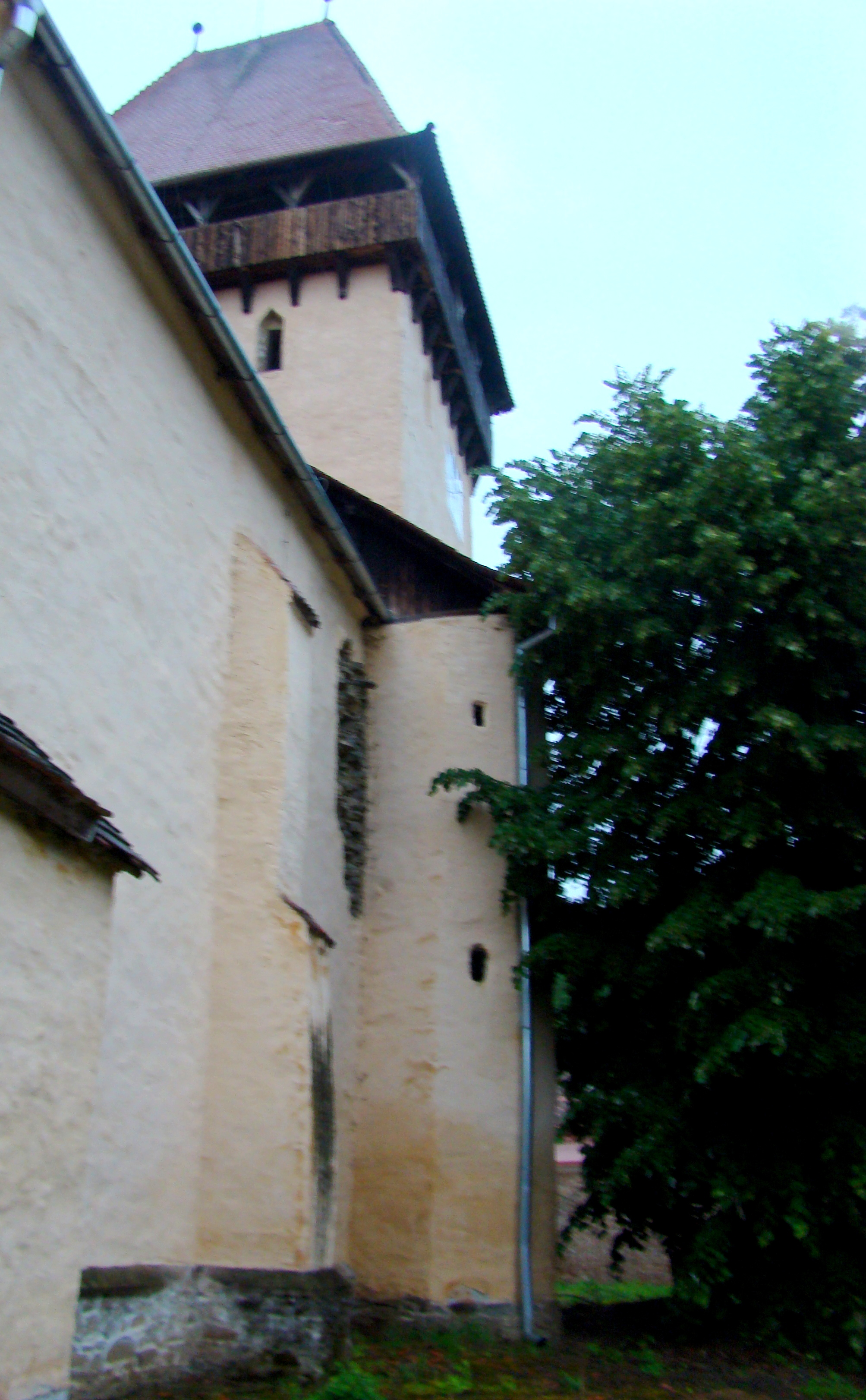
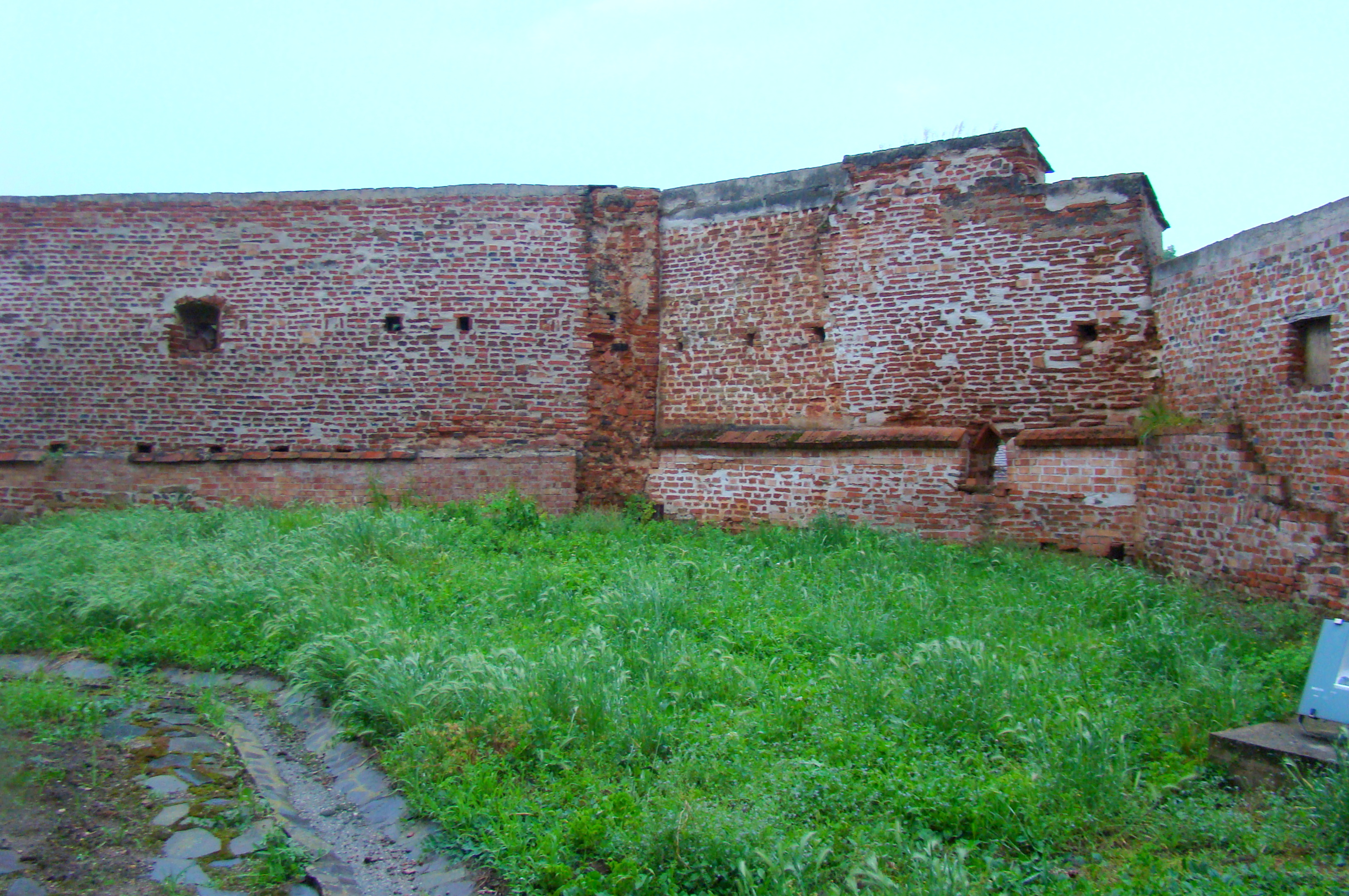

## Imagini din interior

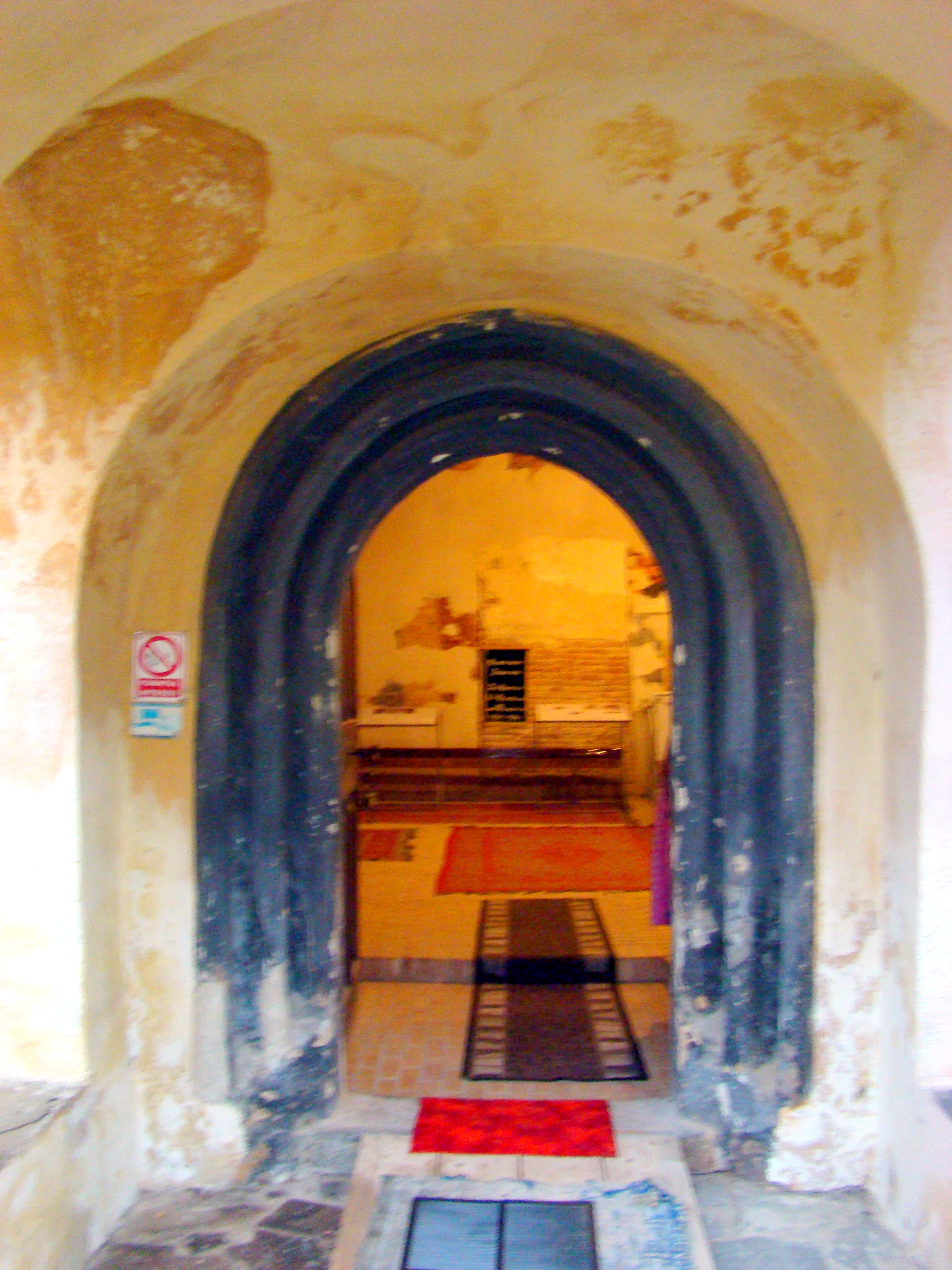
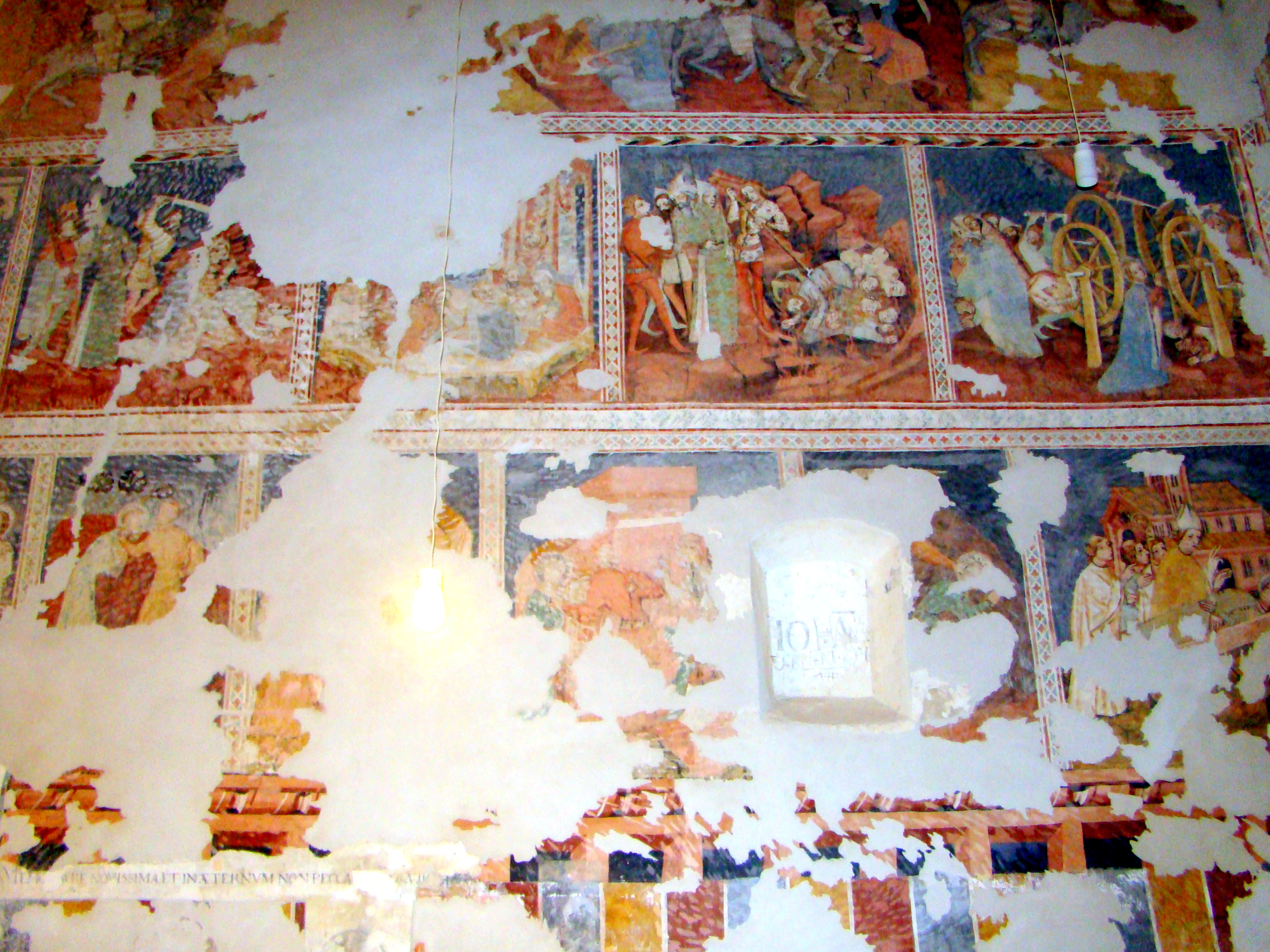
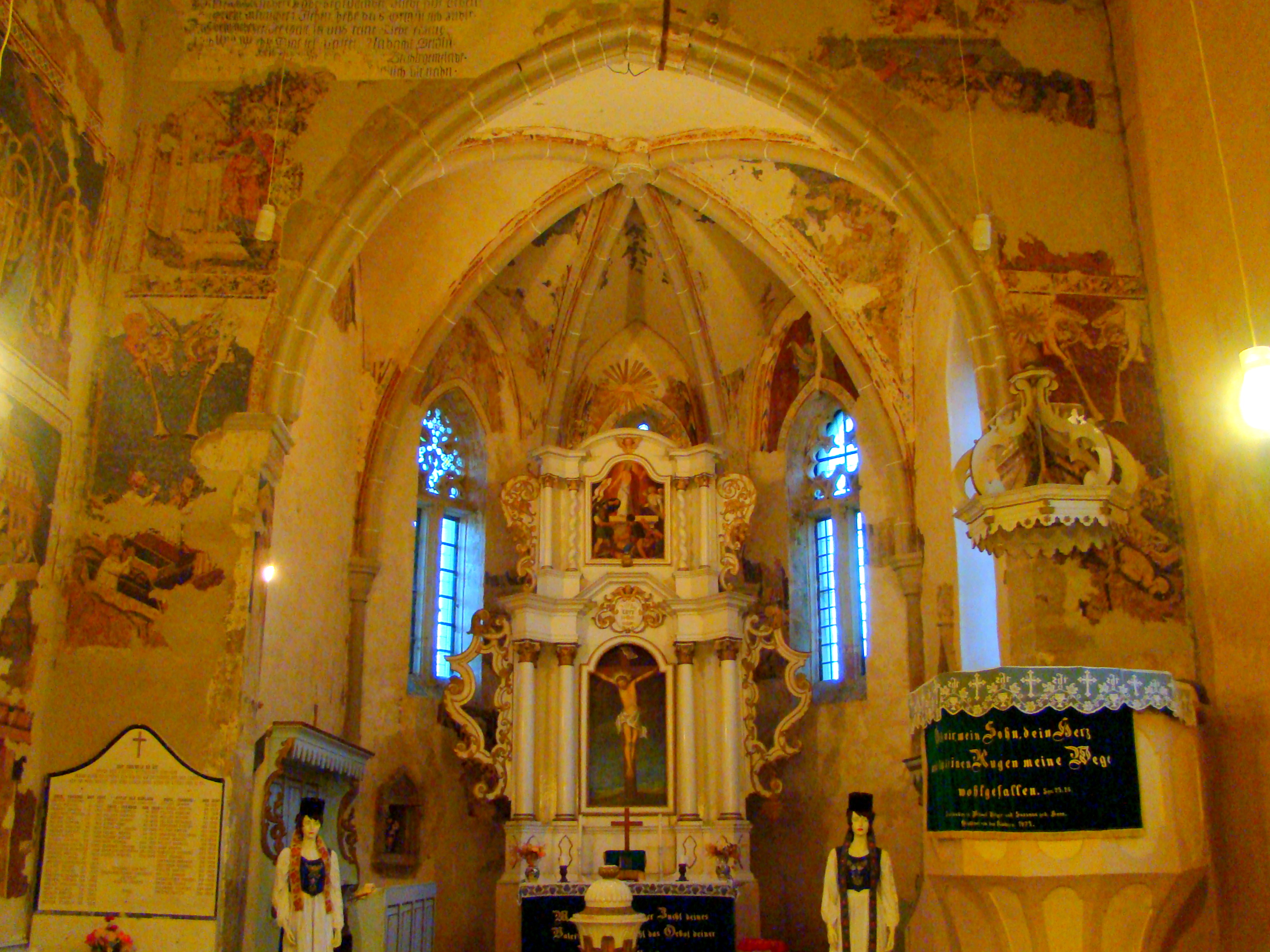
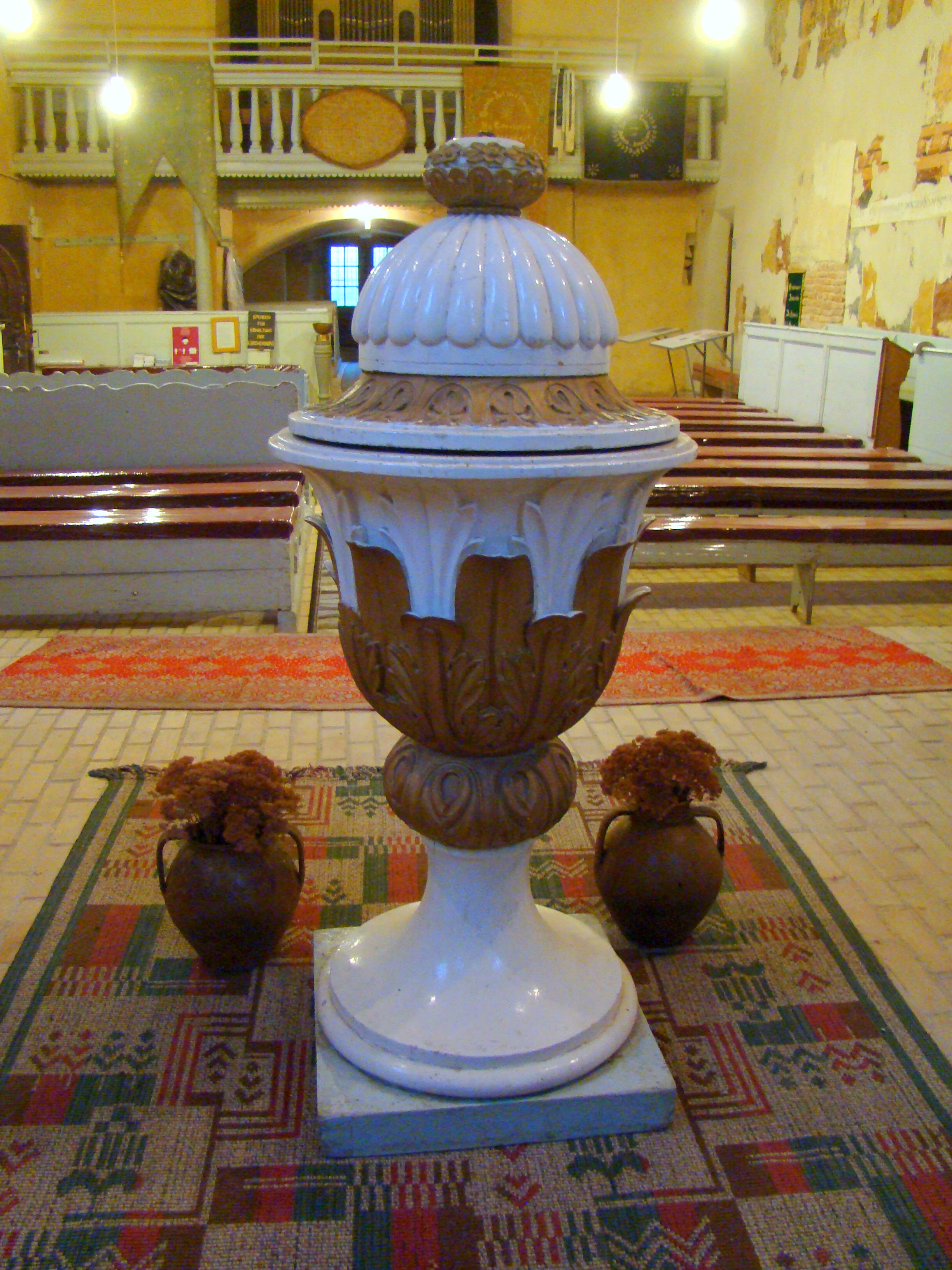
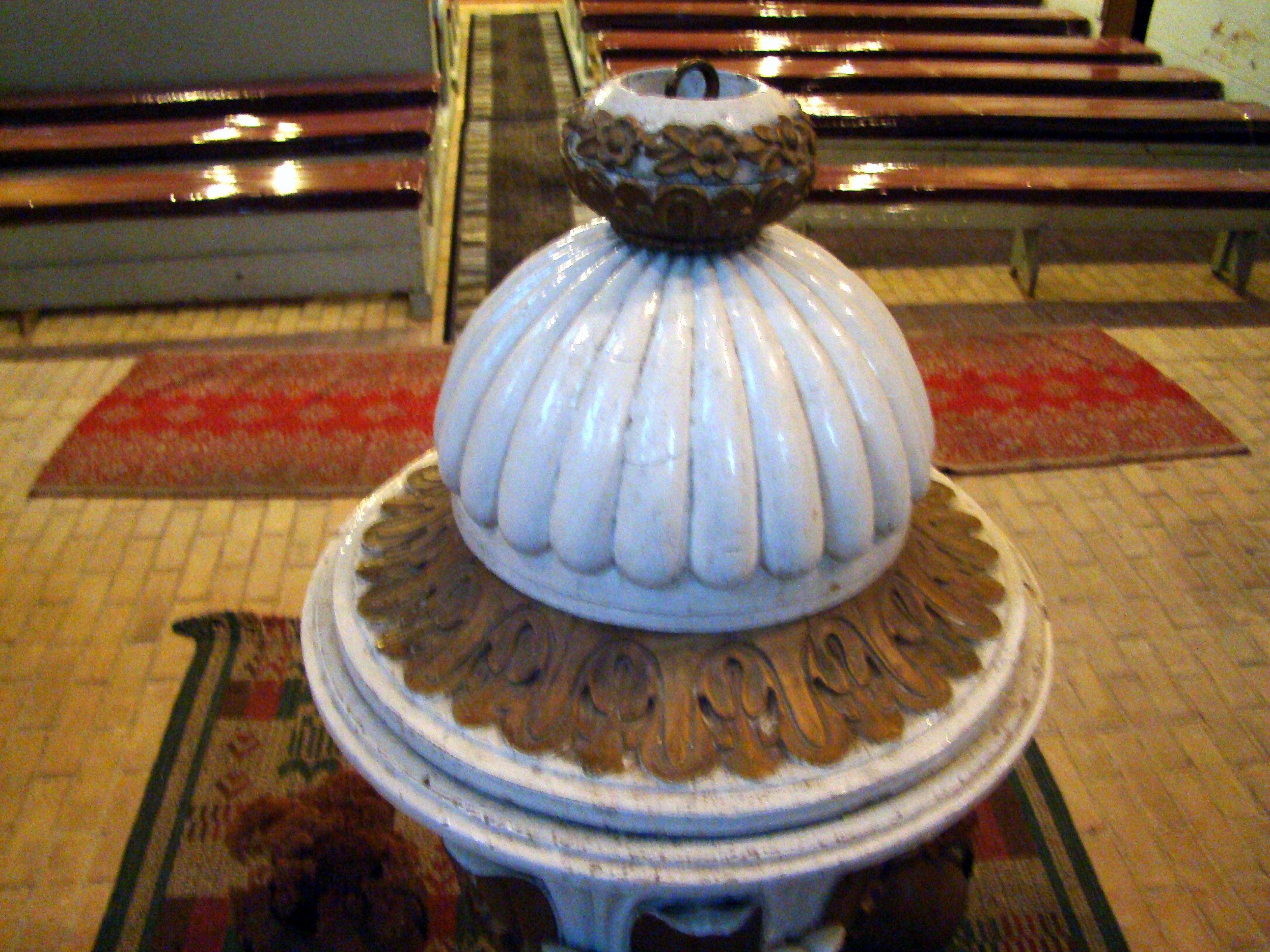
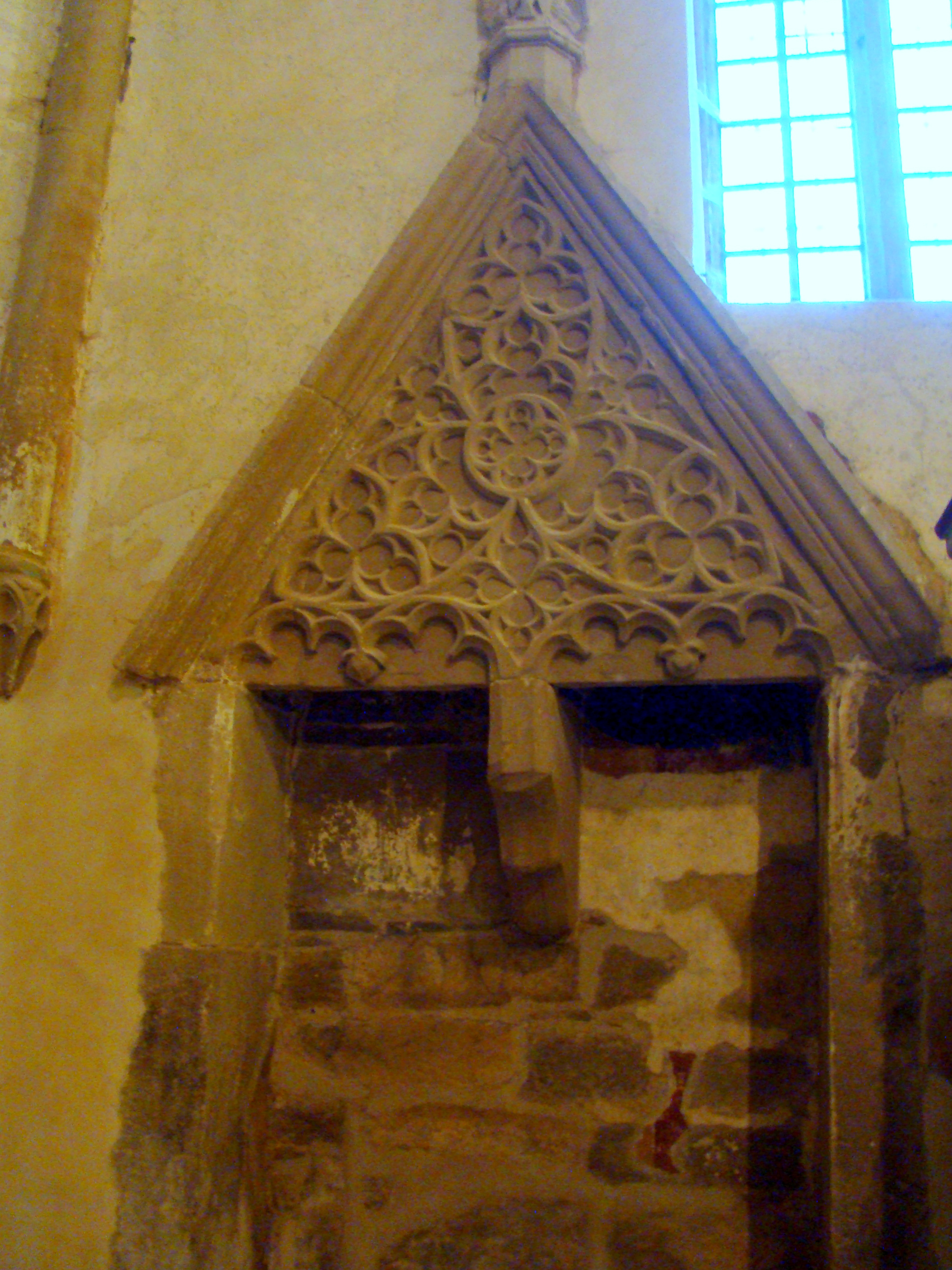
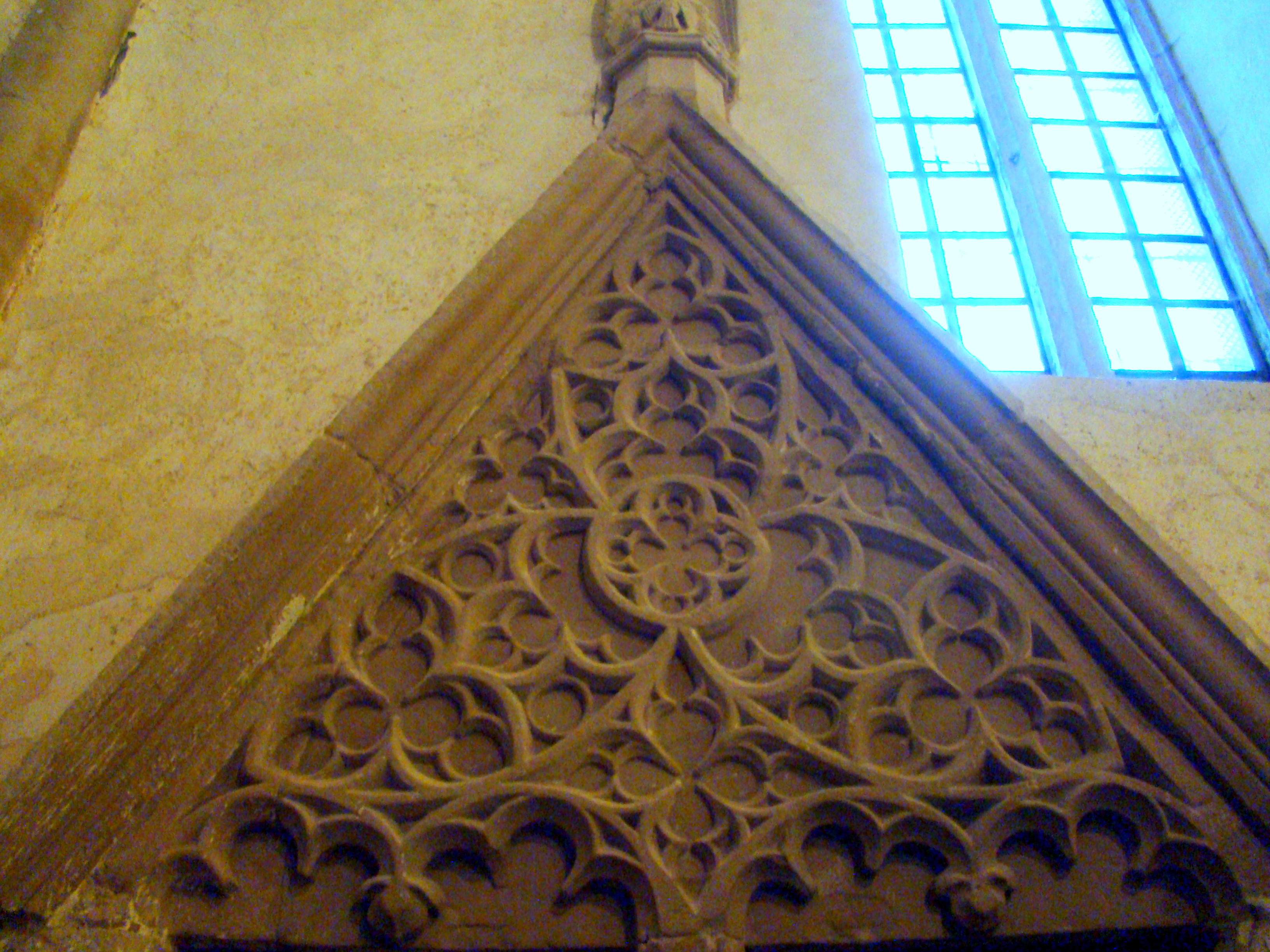
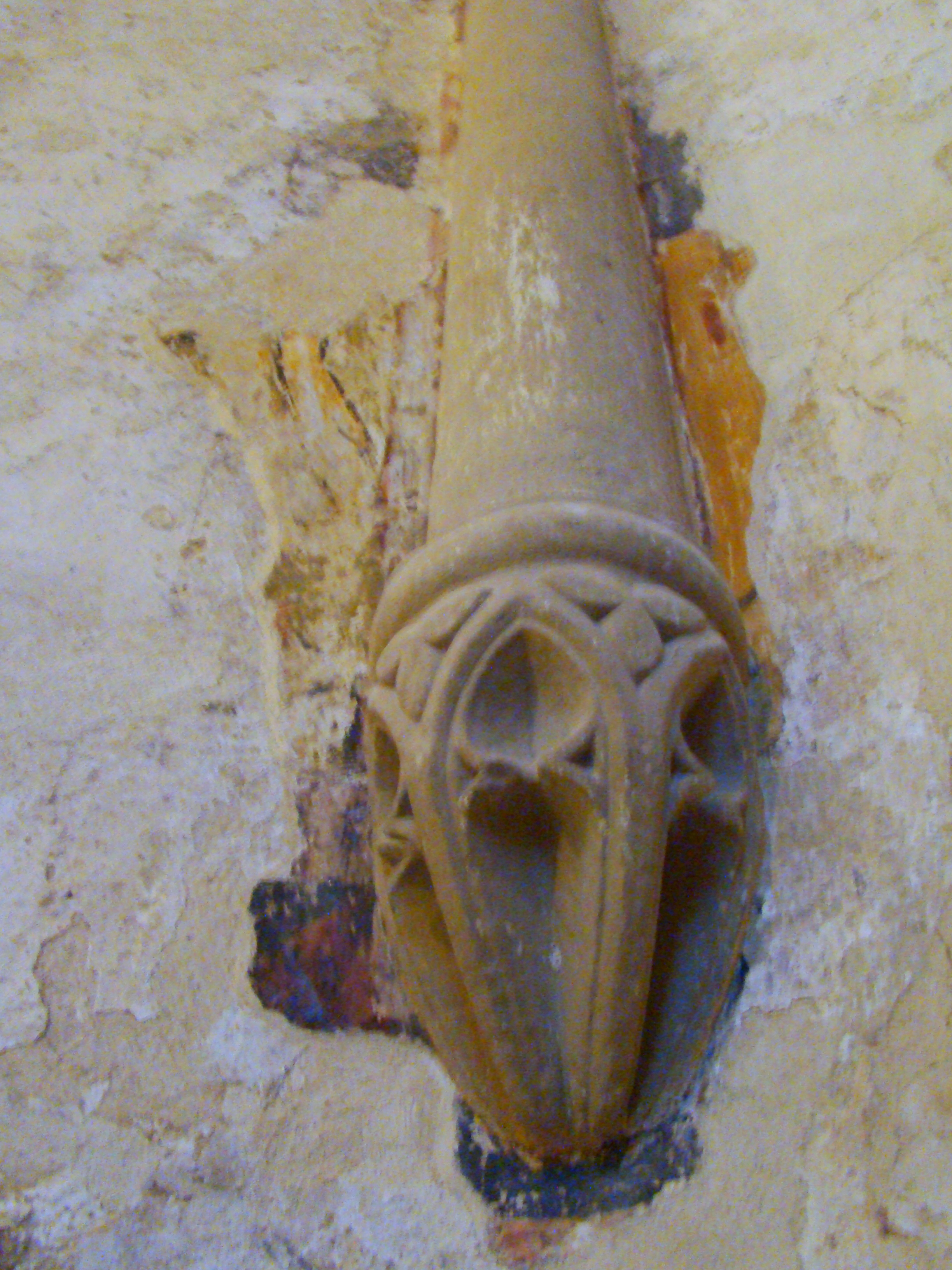
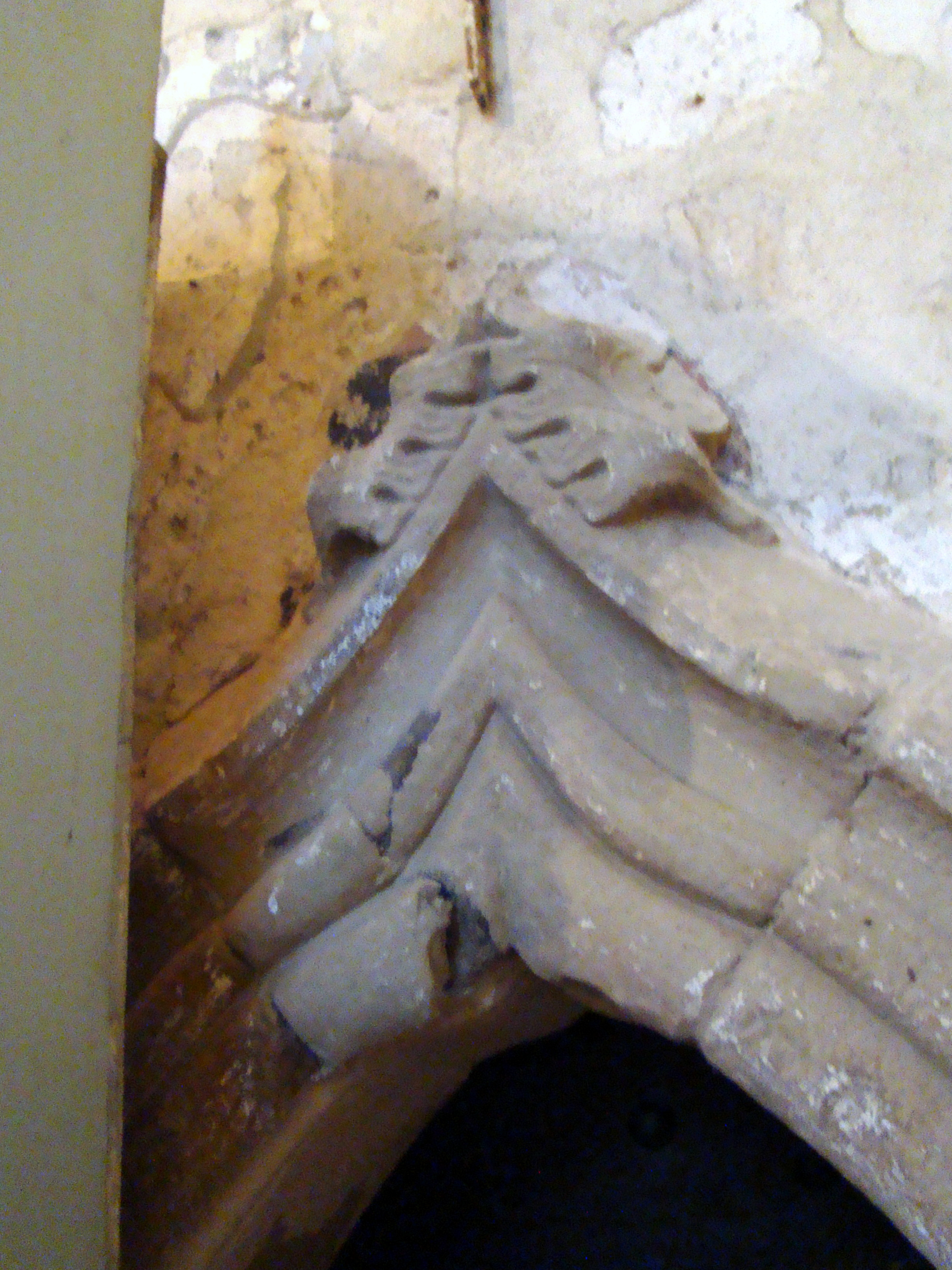
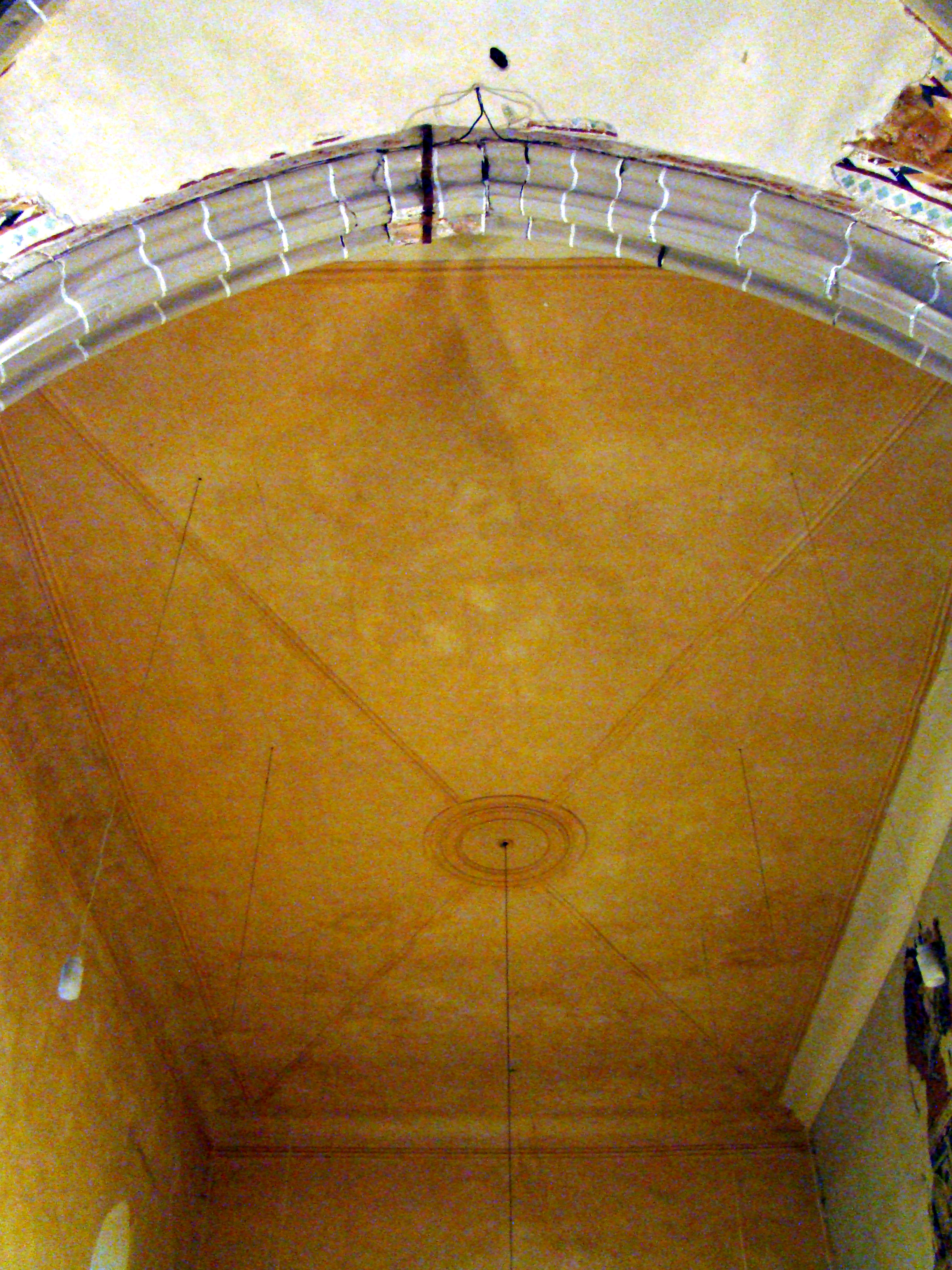
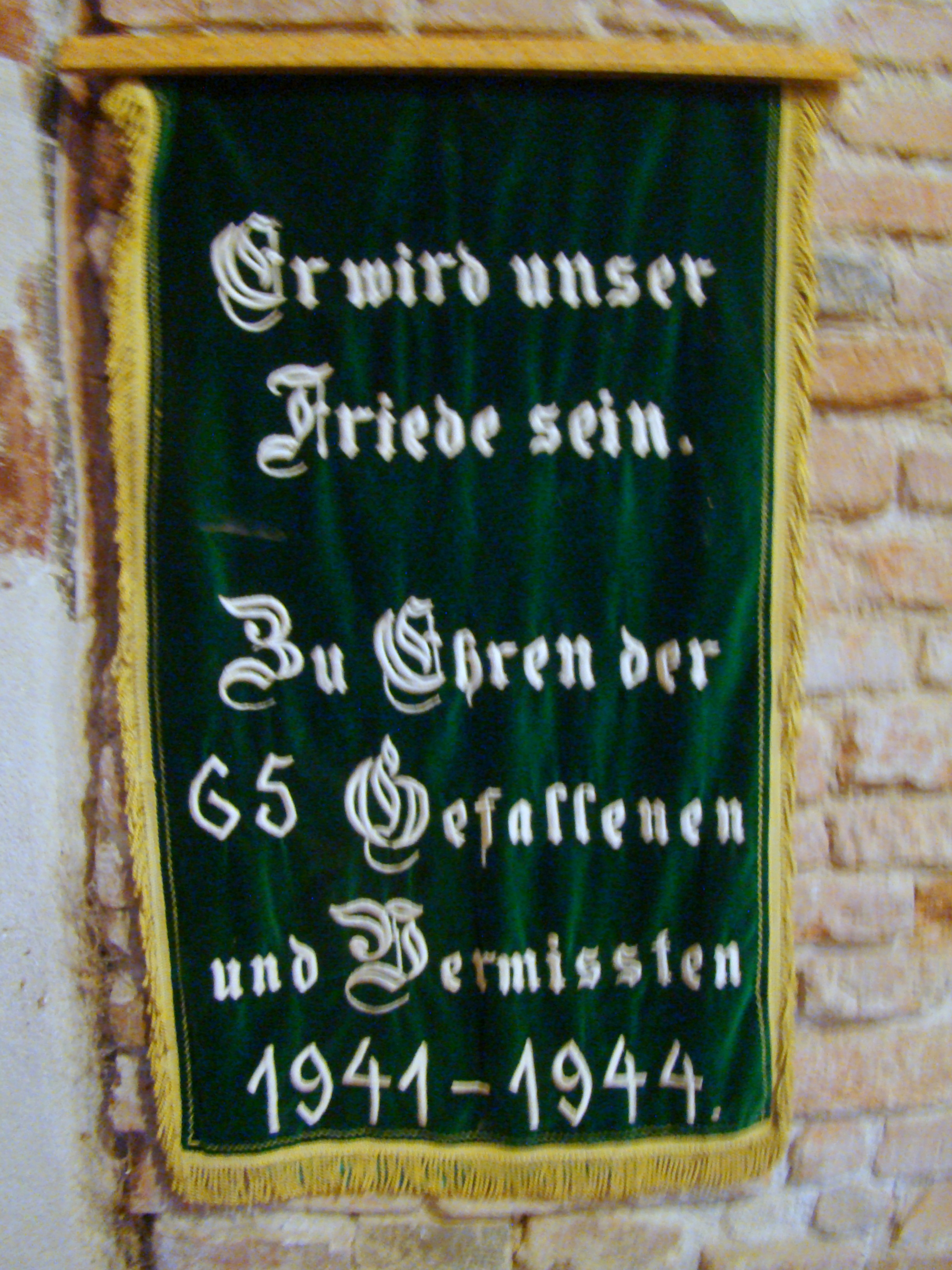
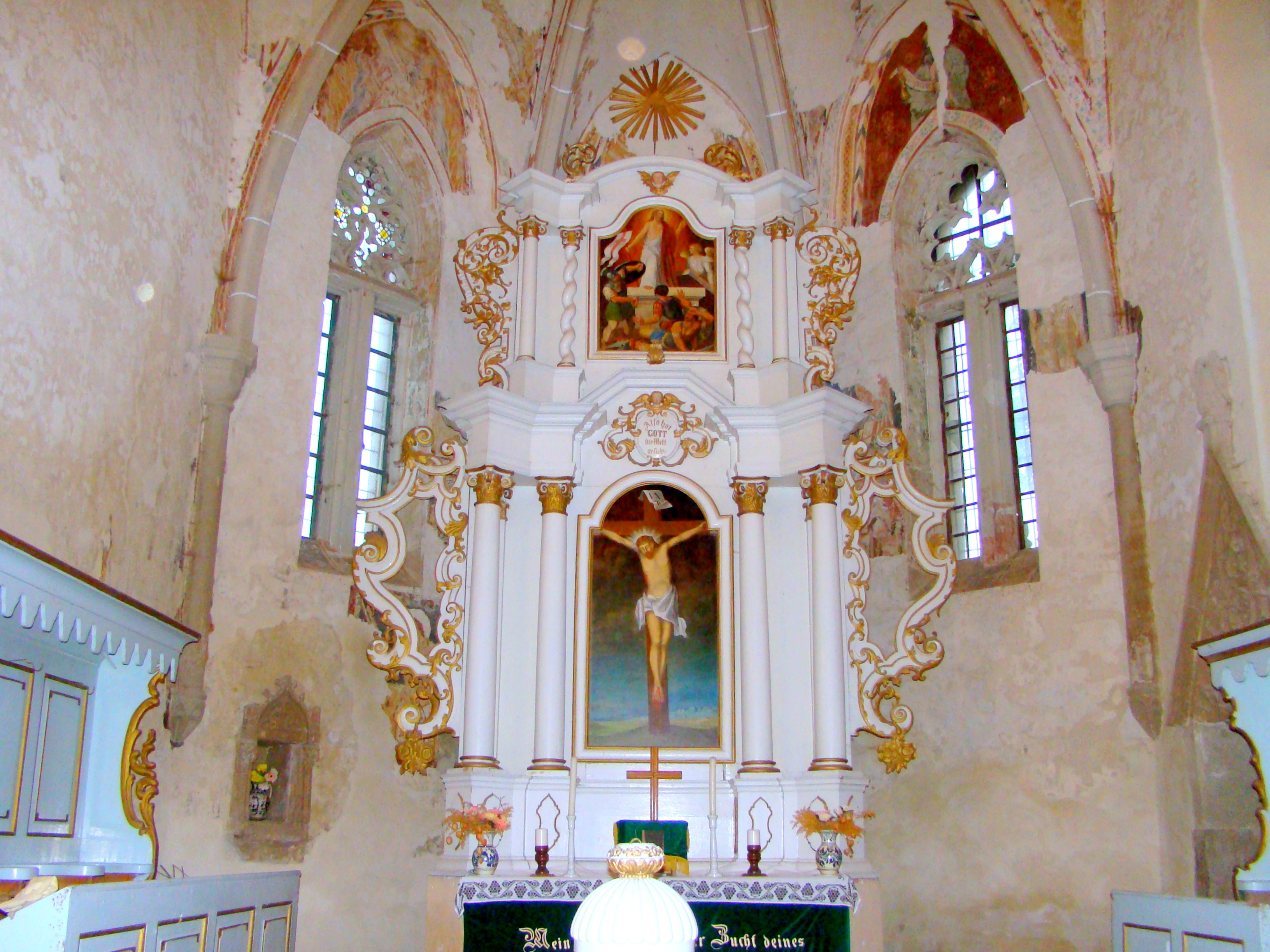
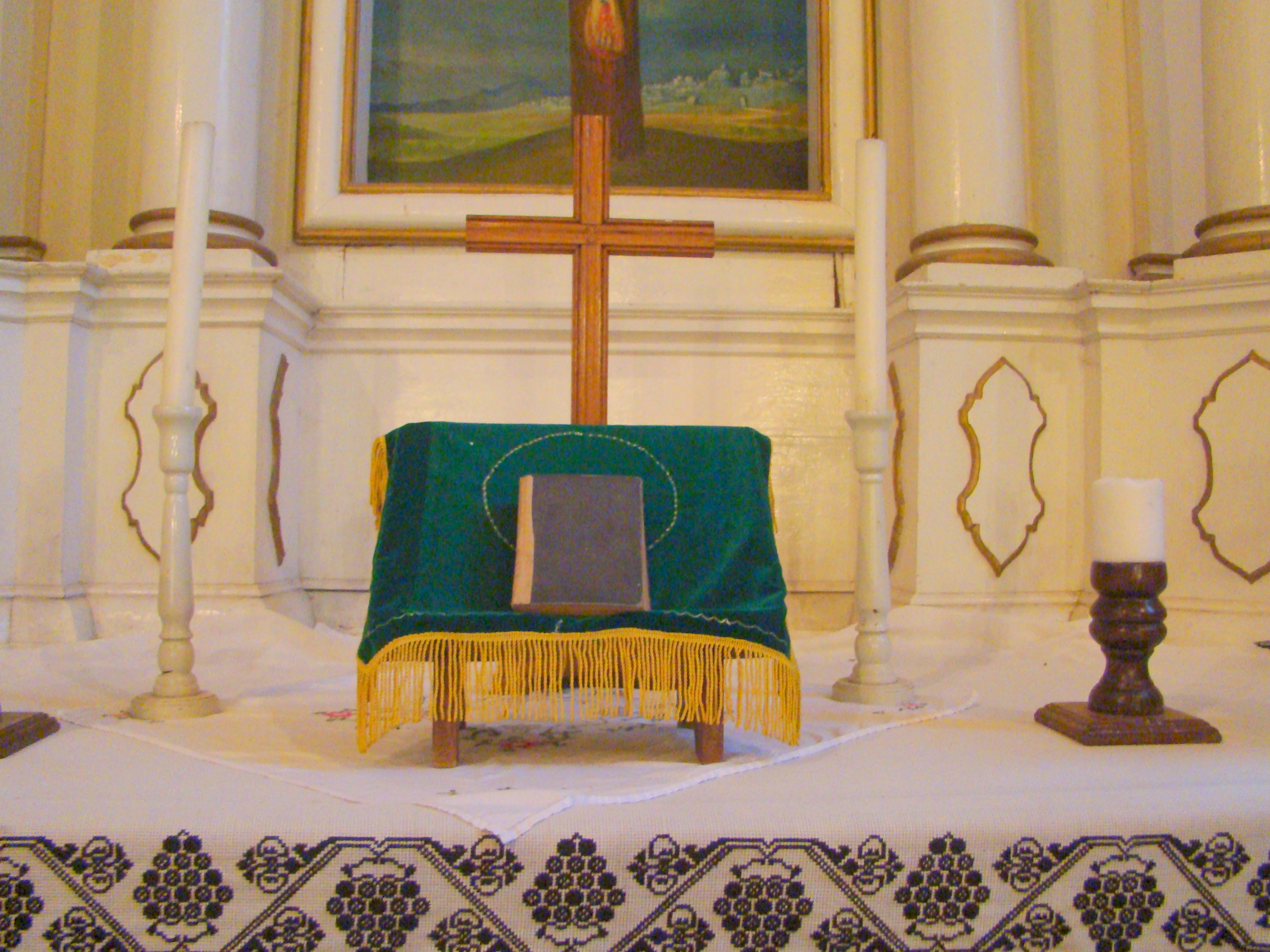
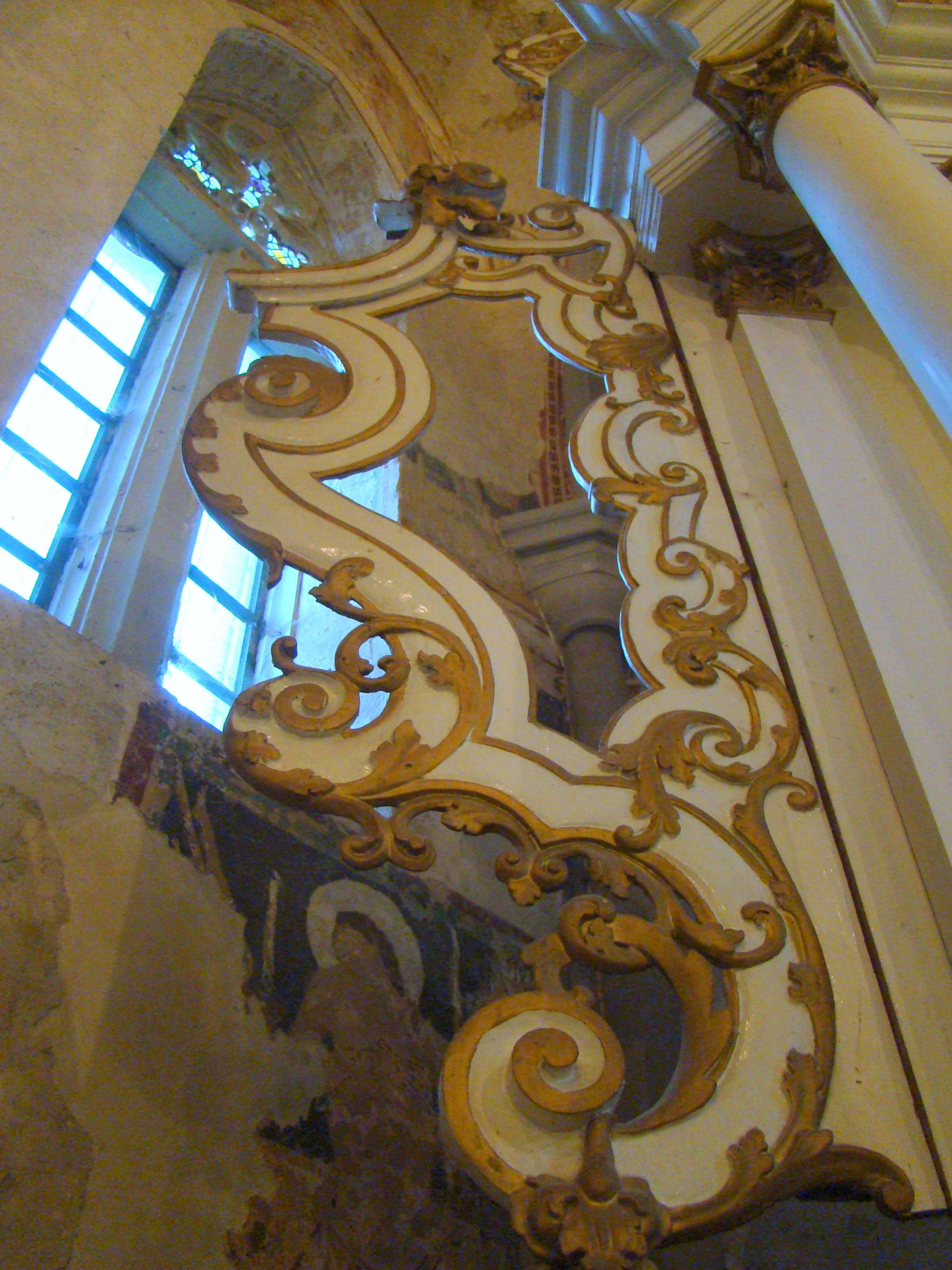
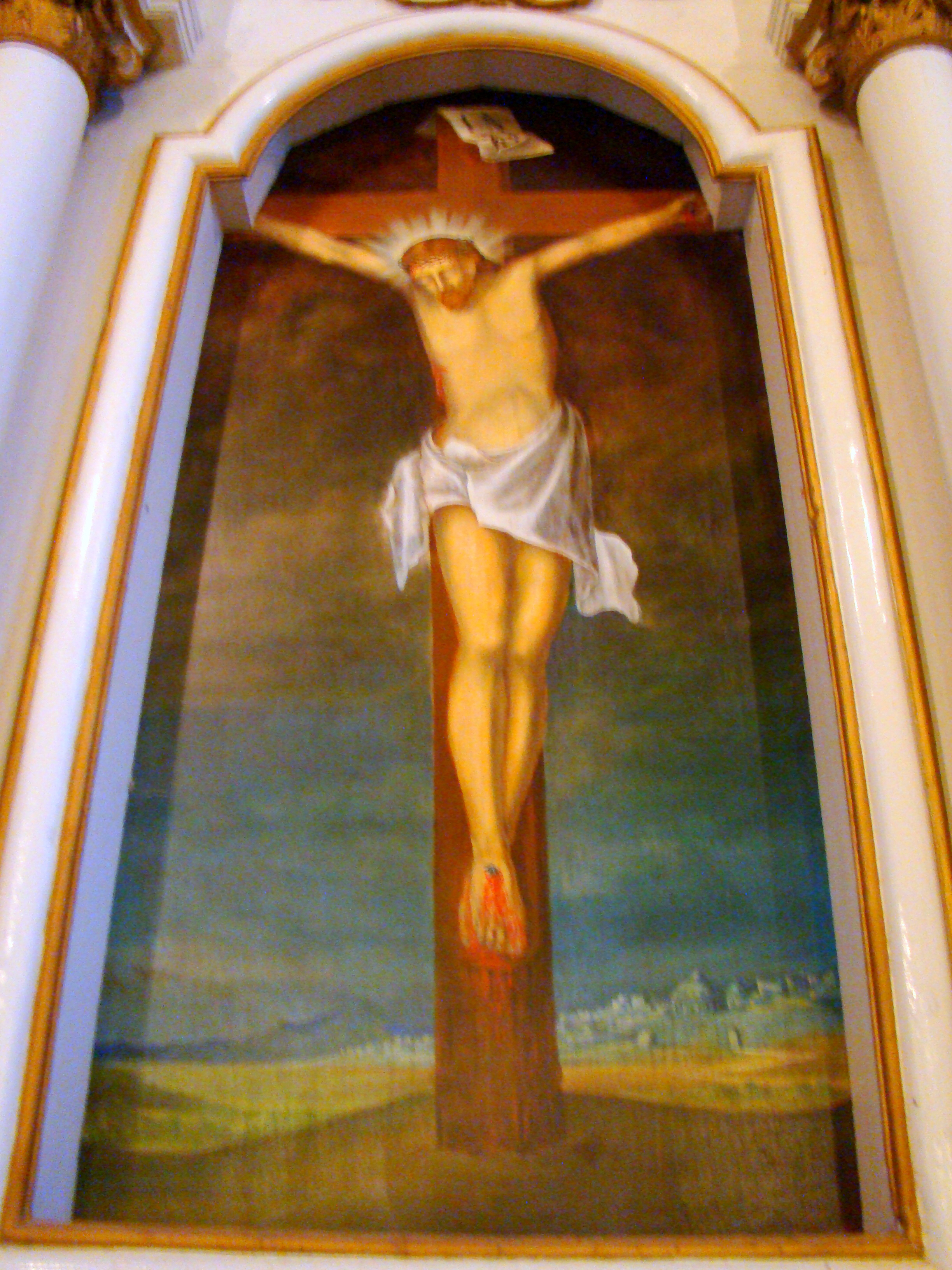
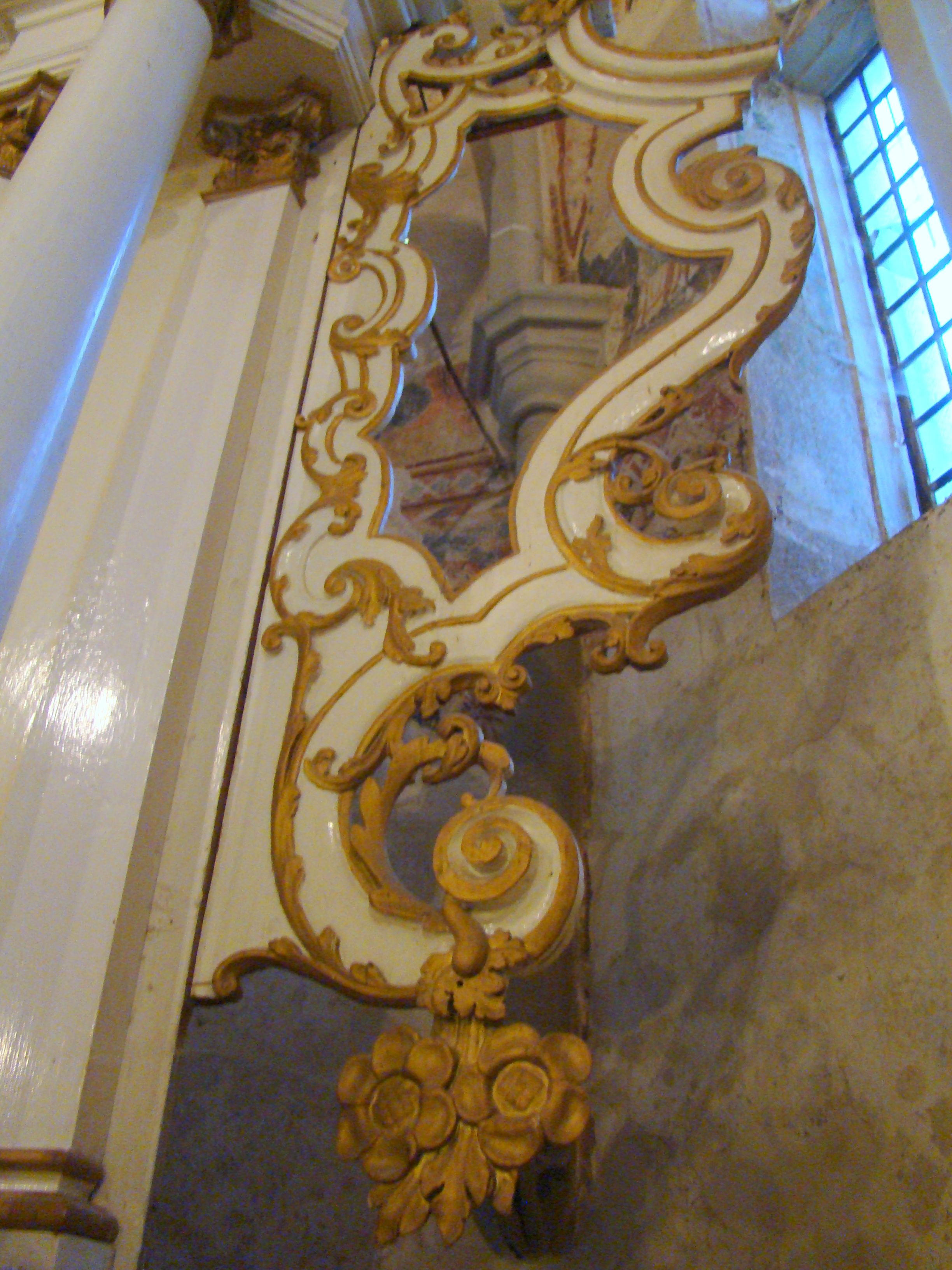
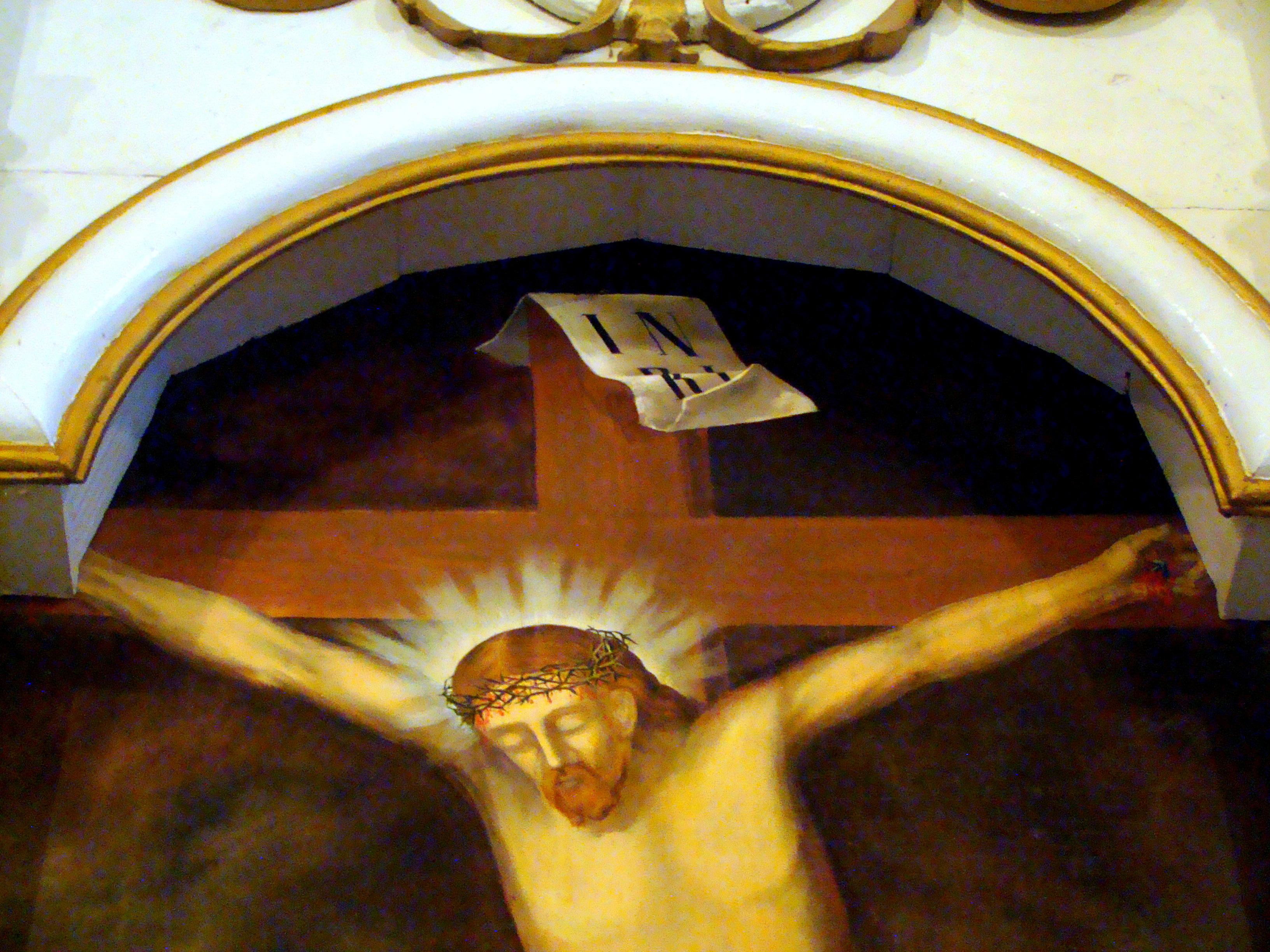
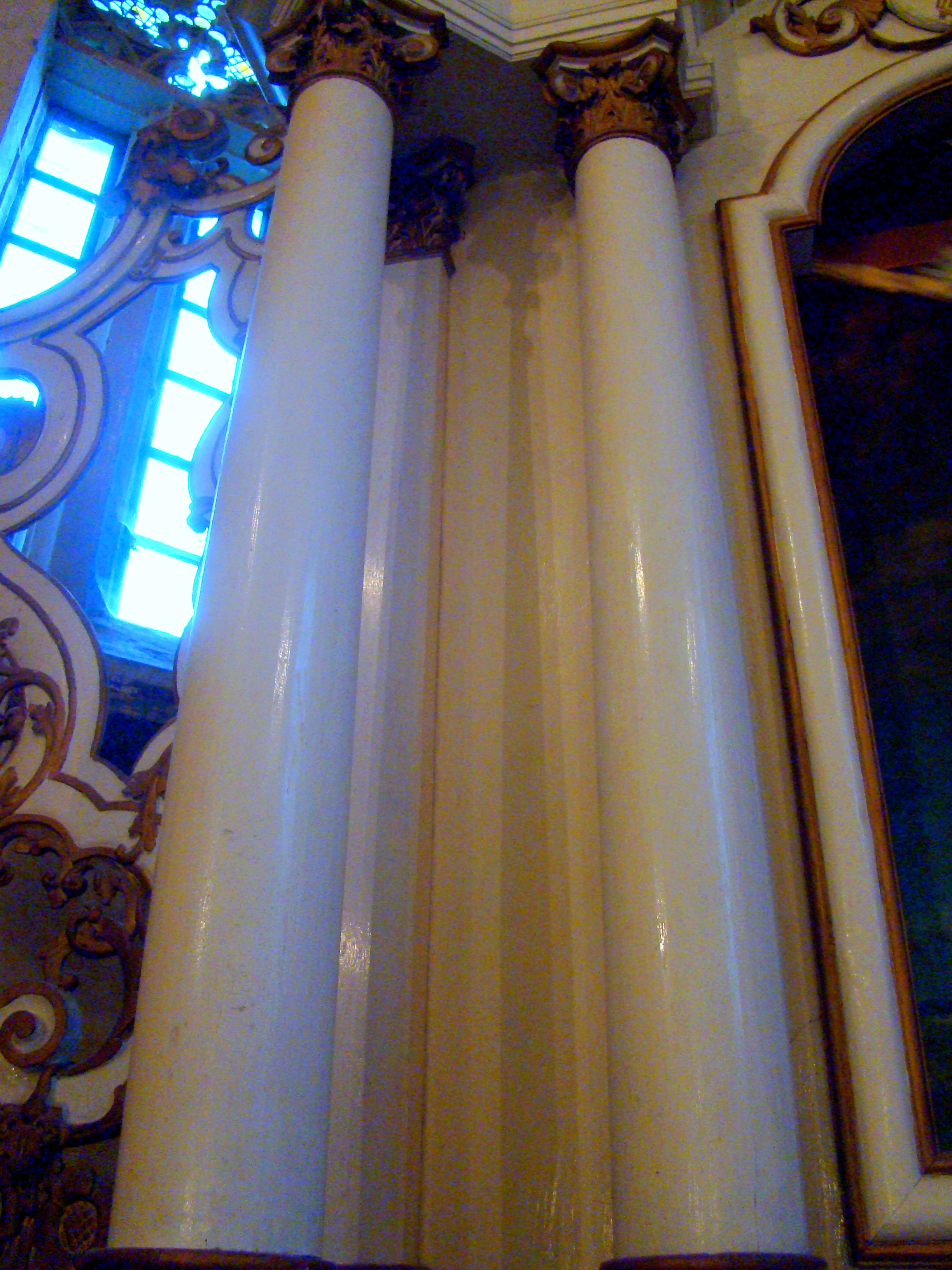
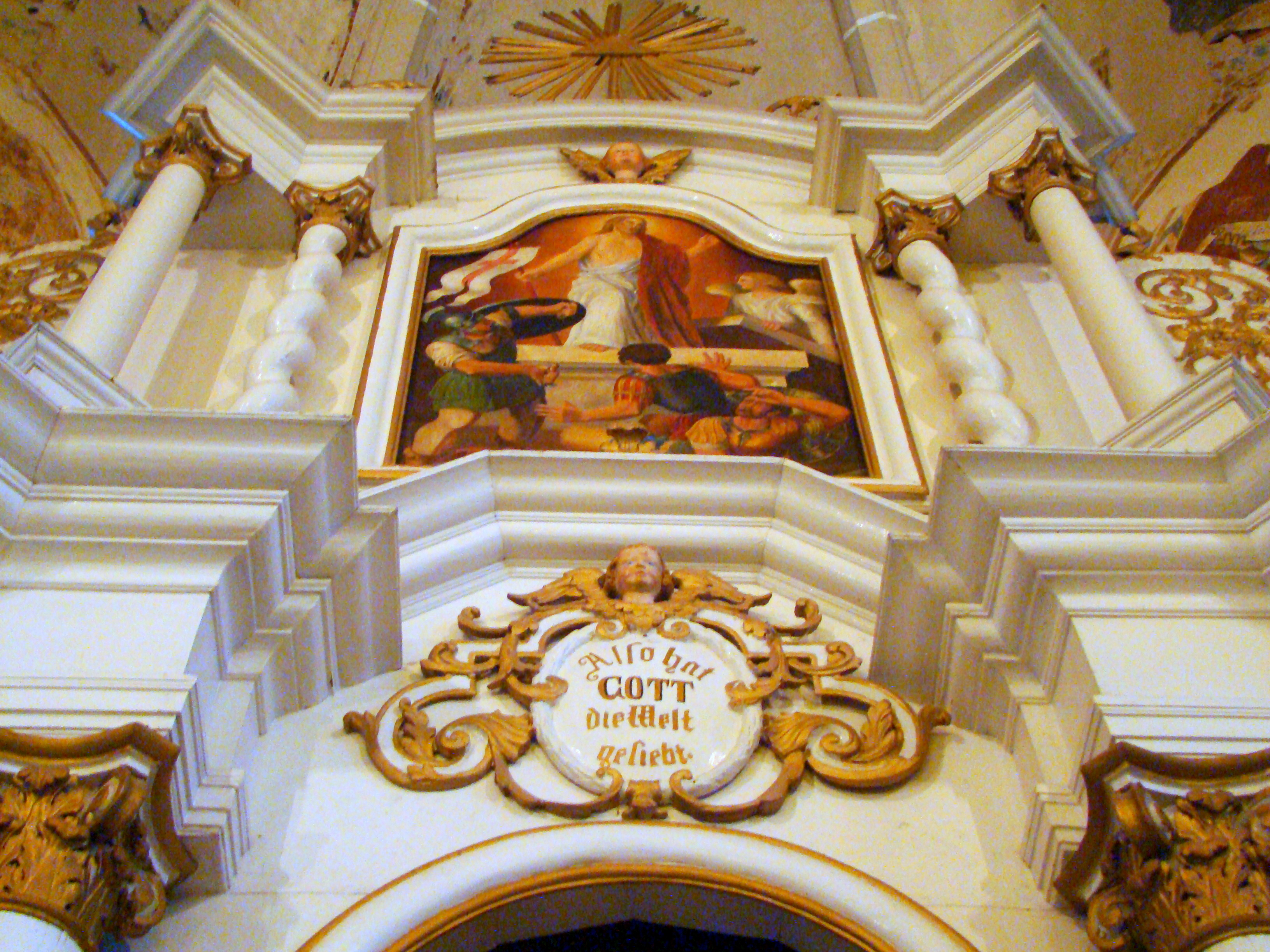
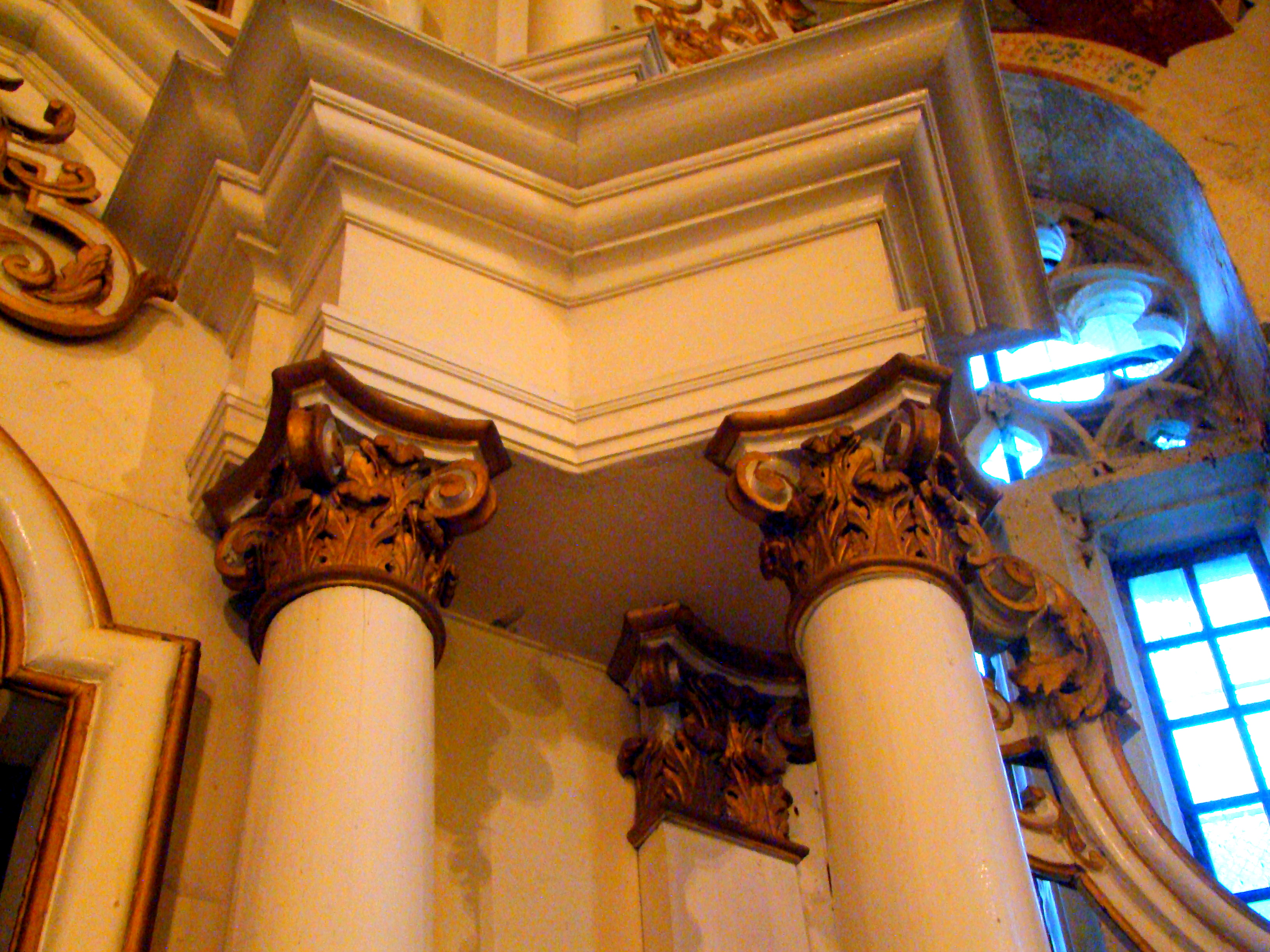
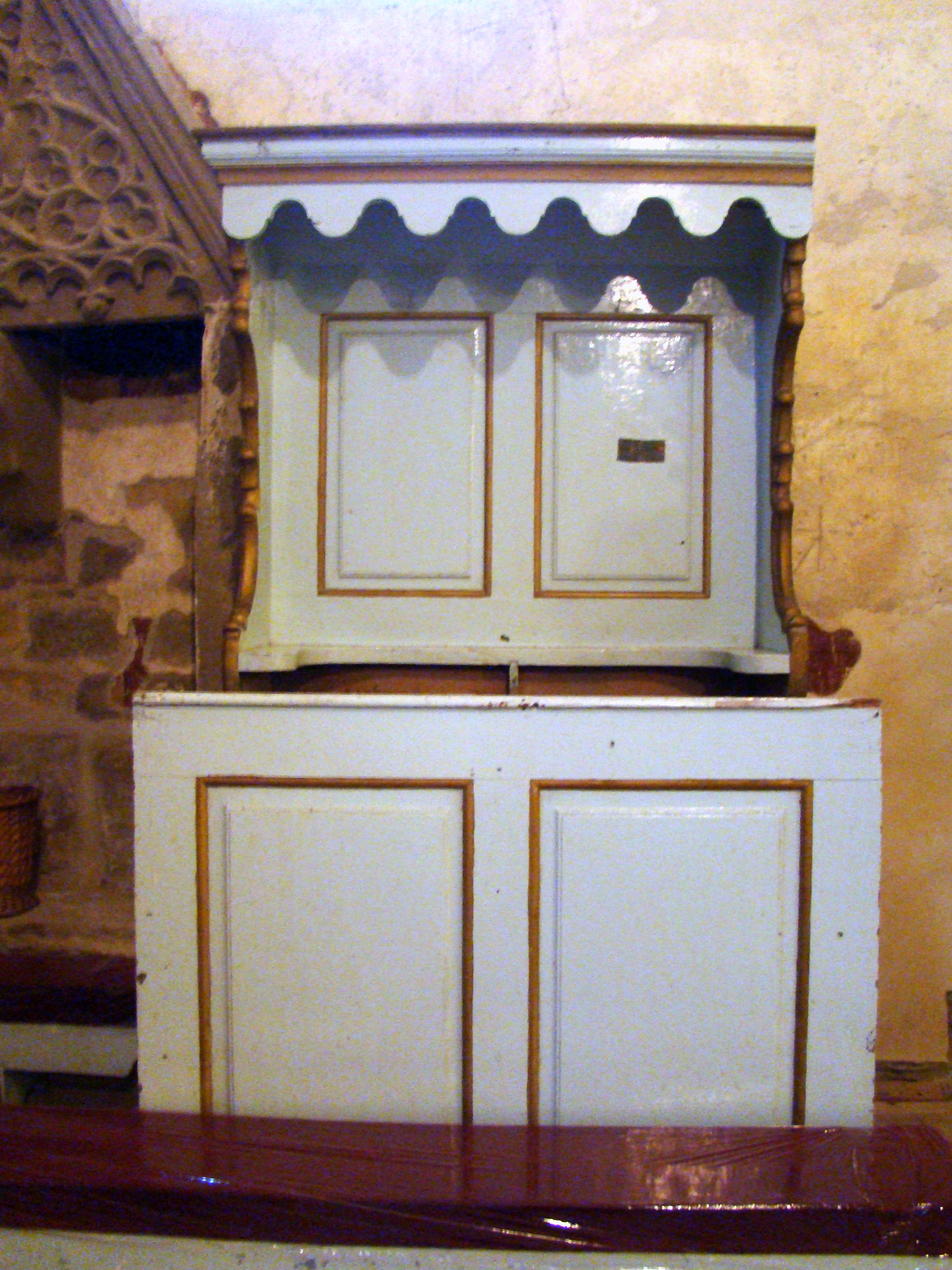
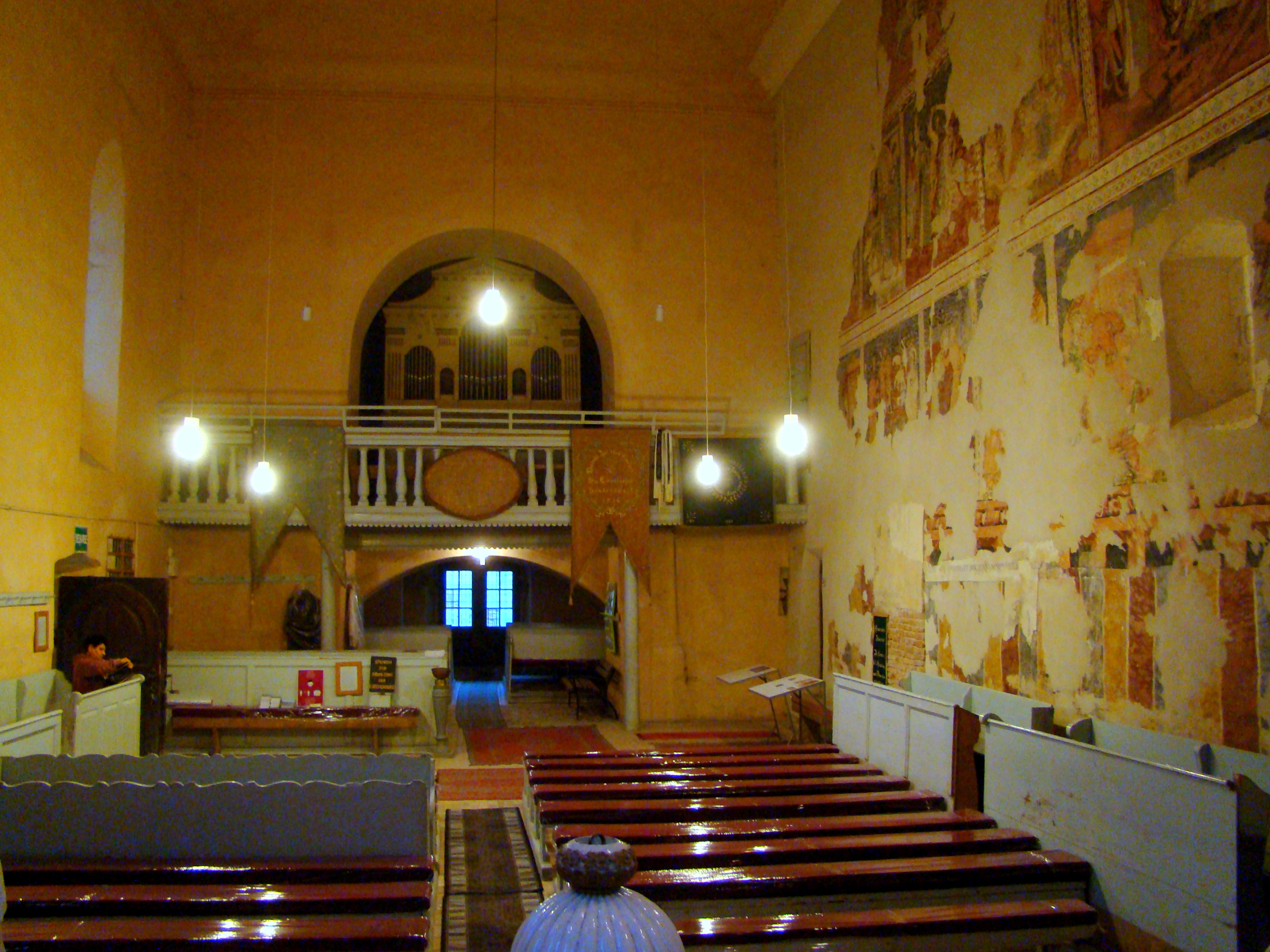
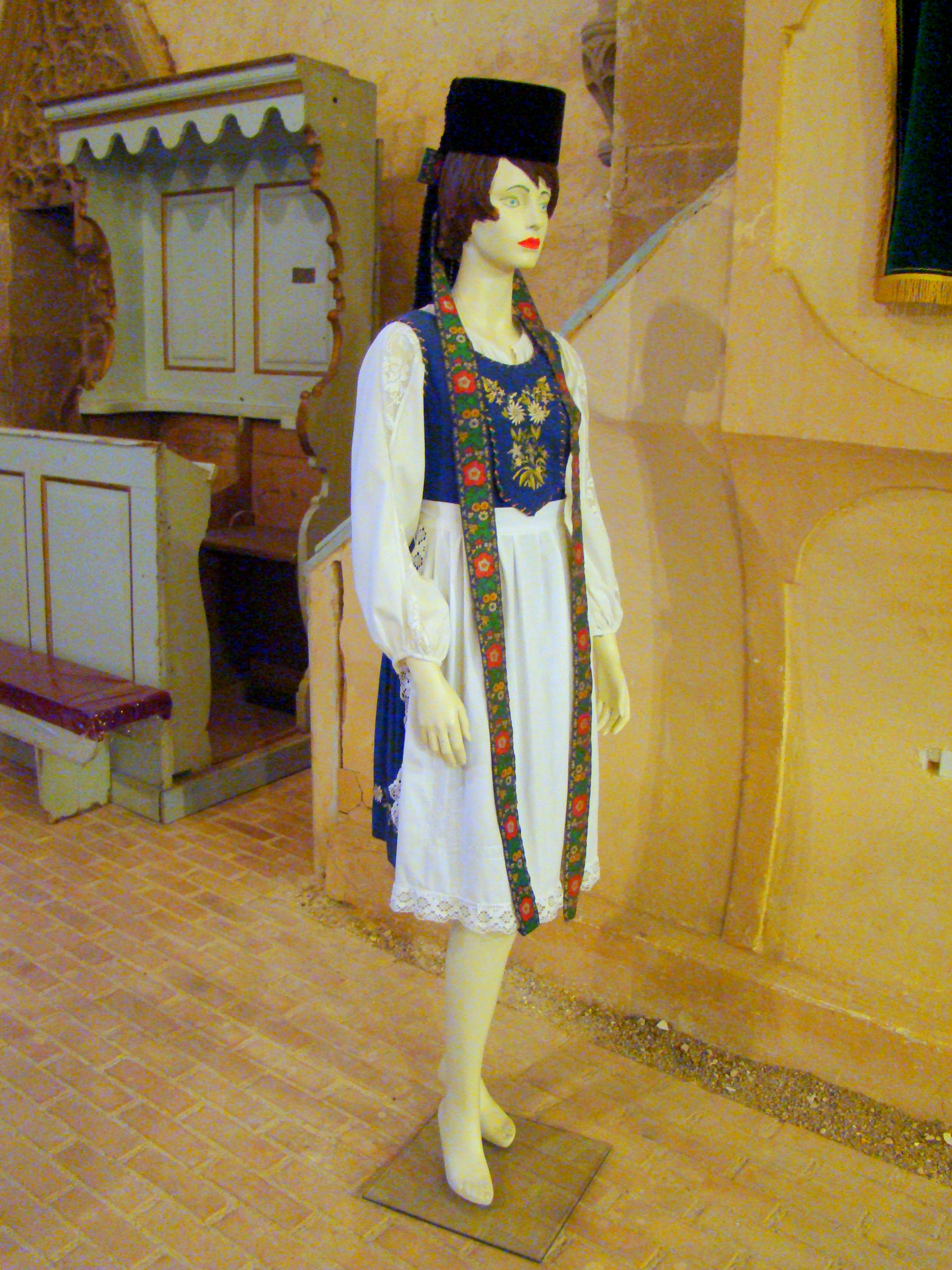
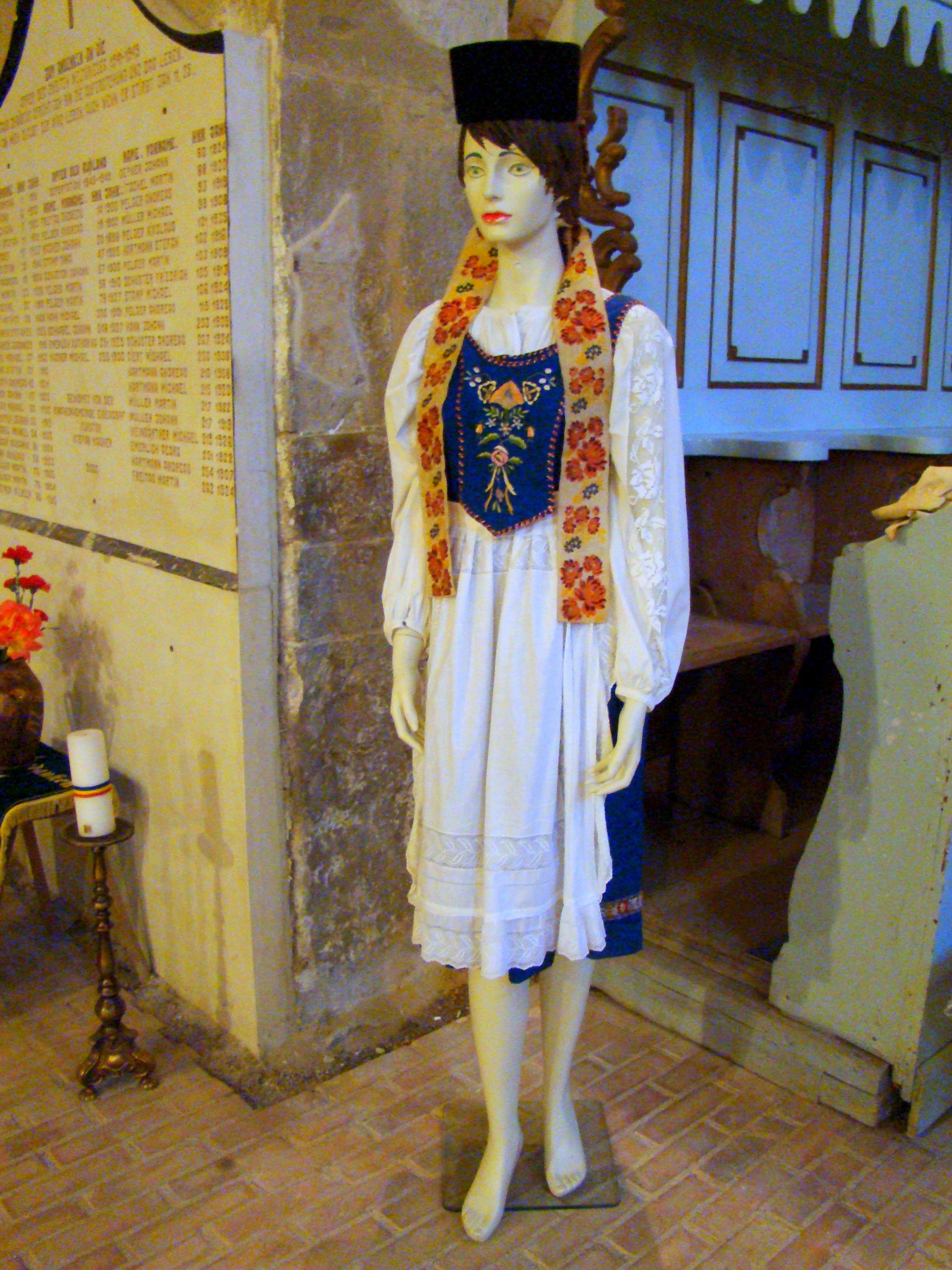
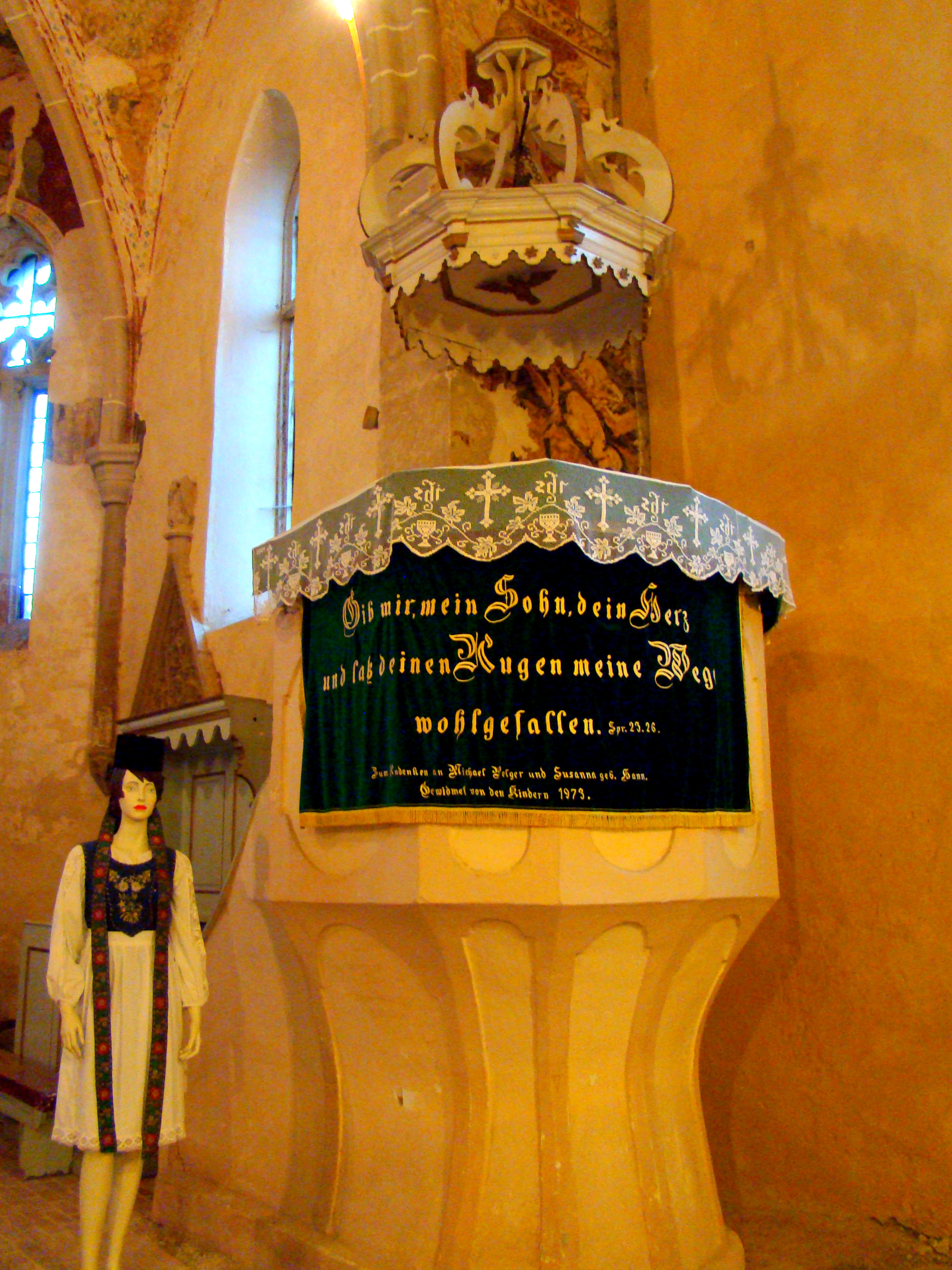
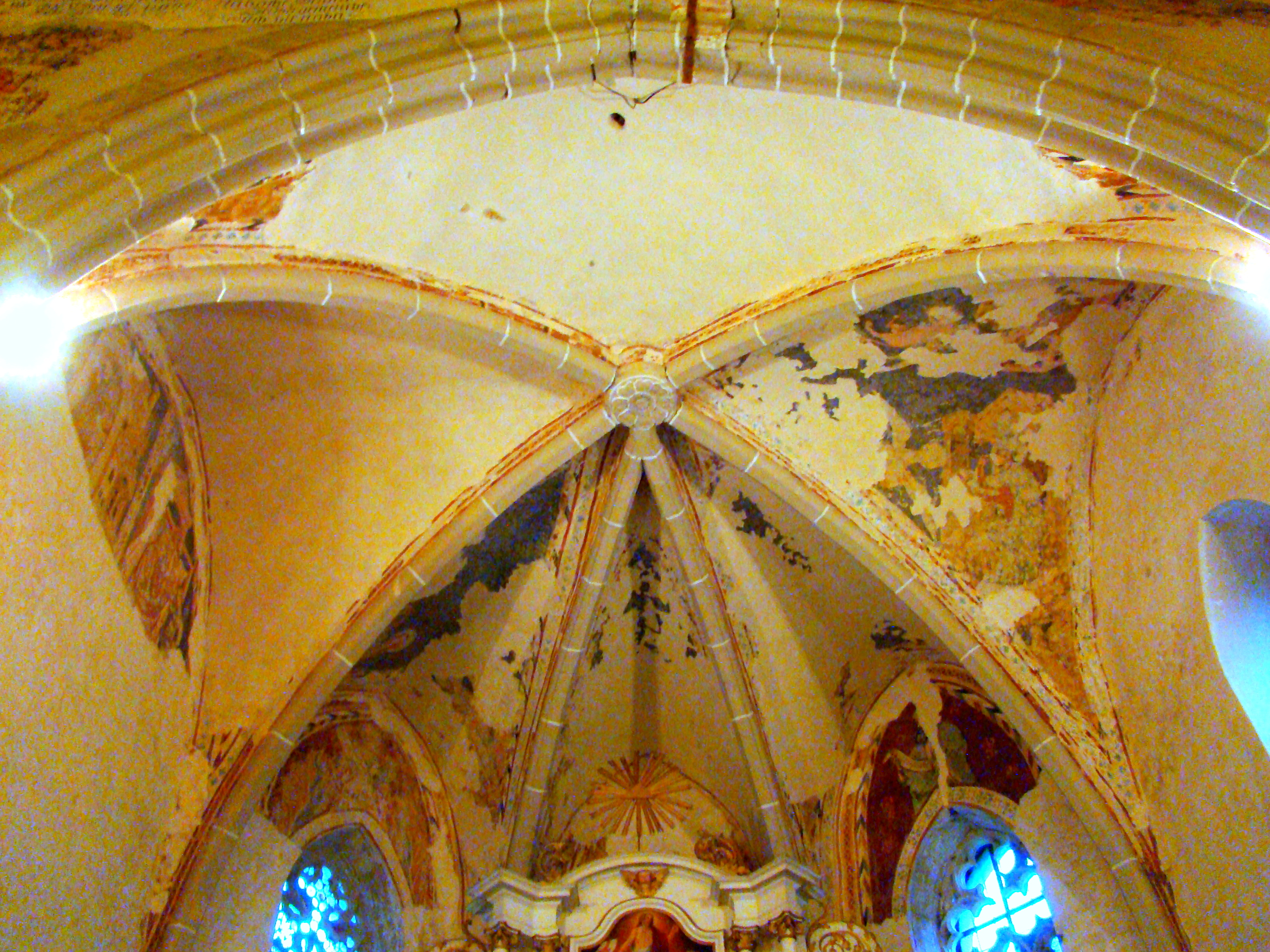
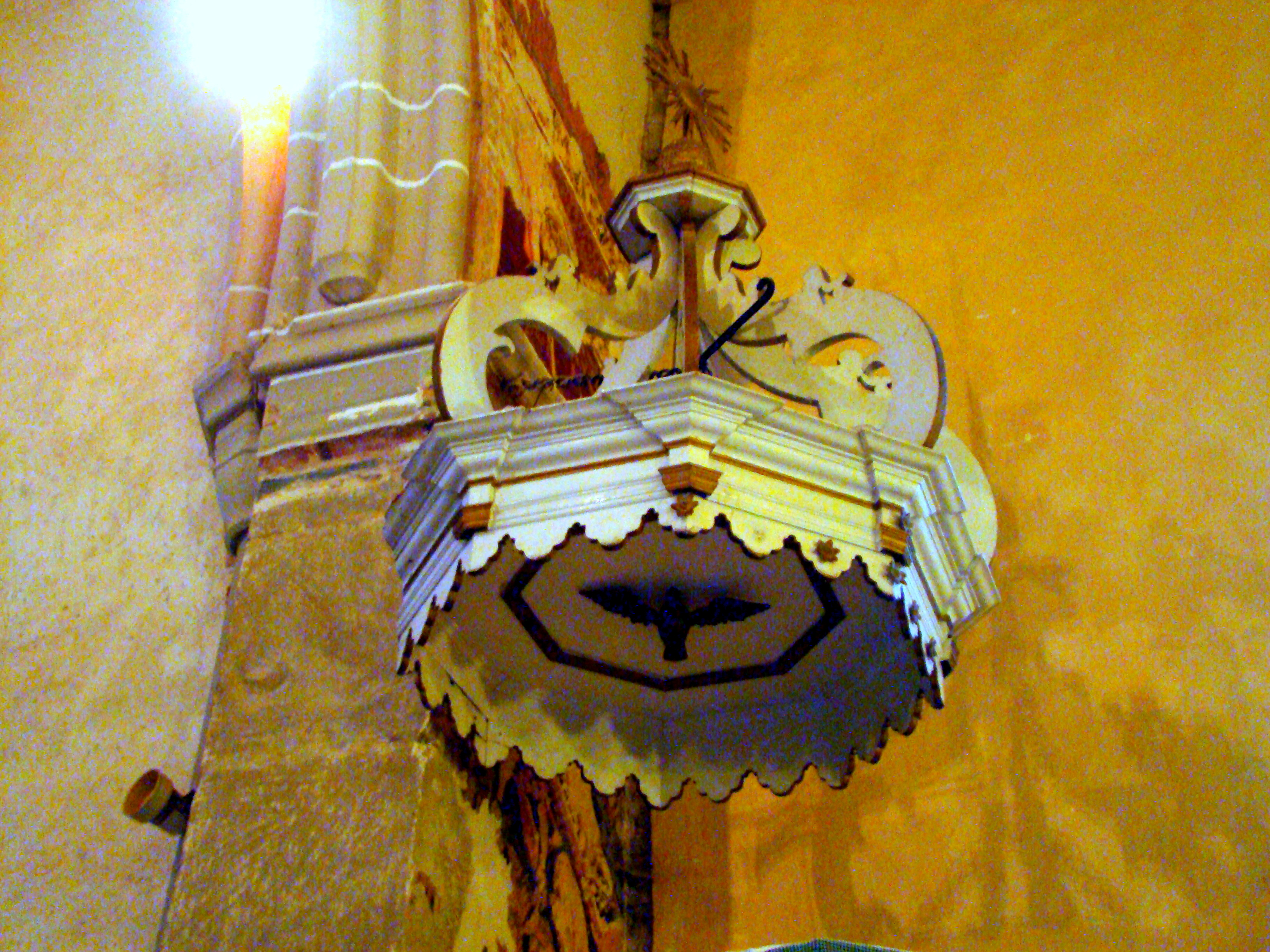
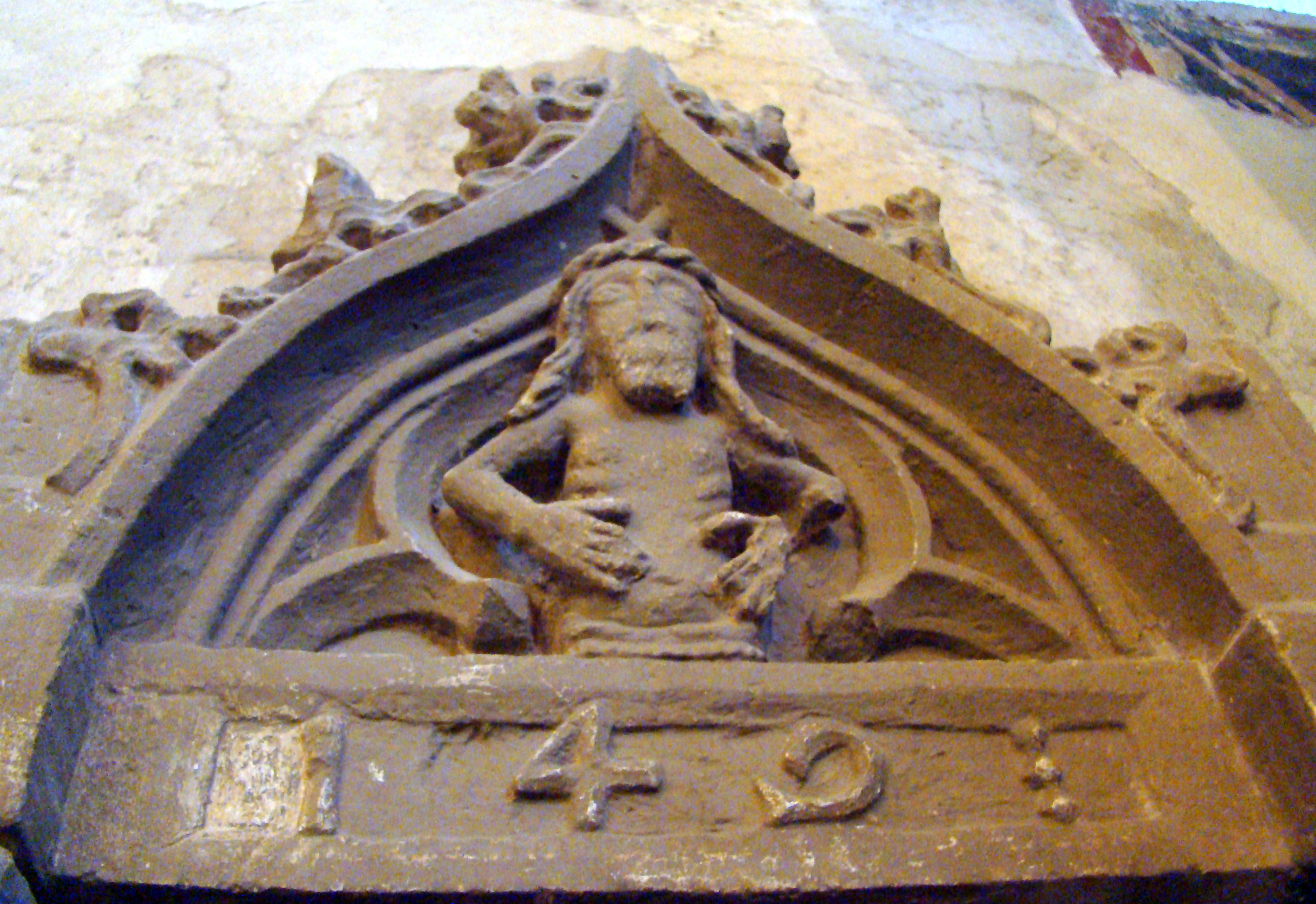
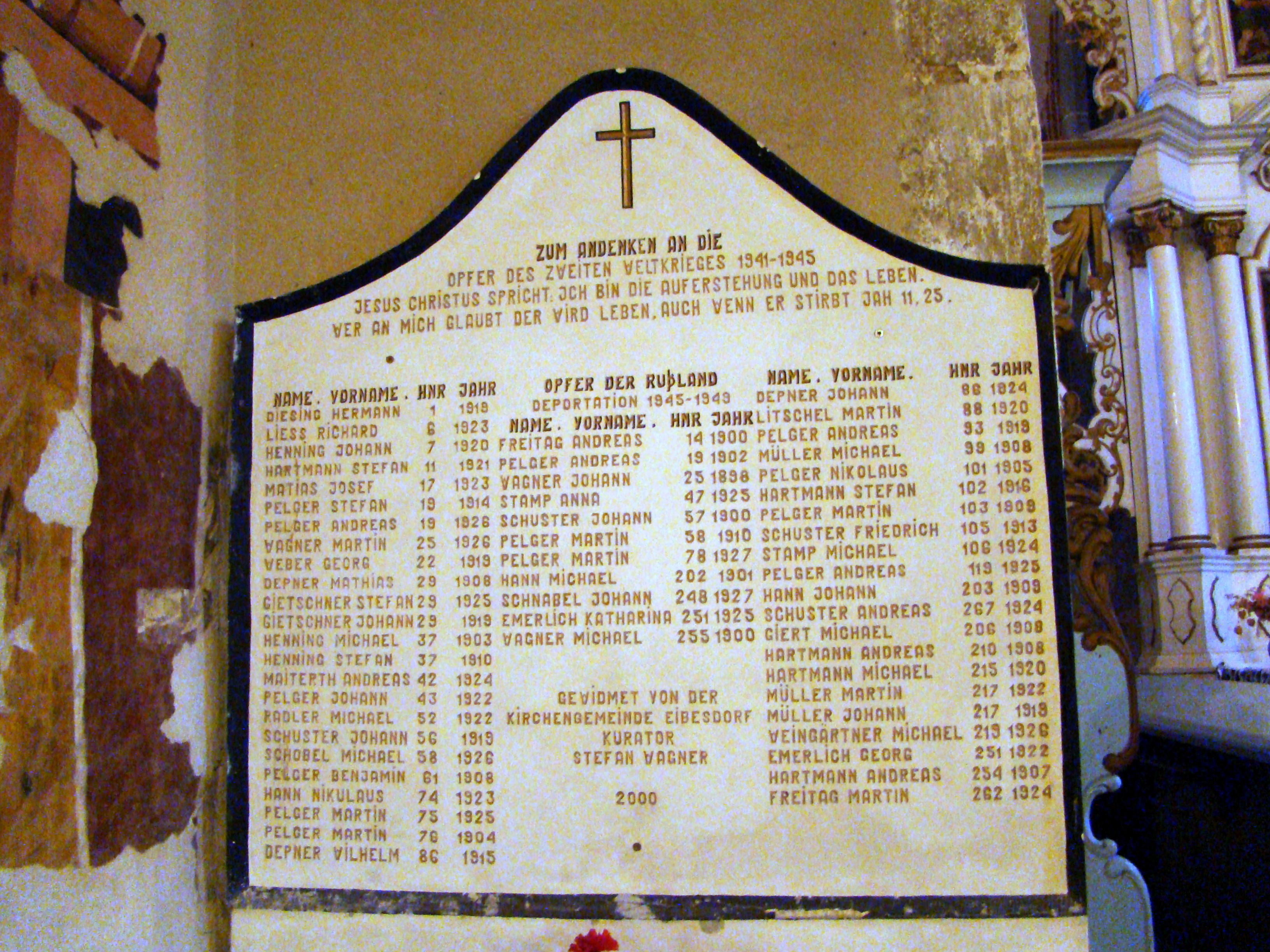
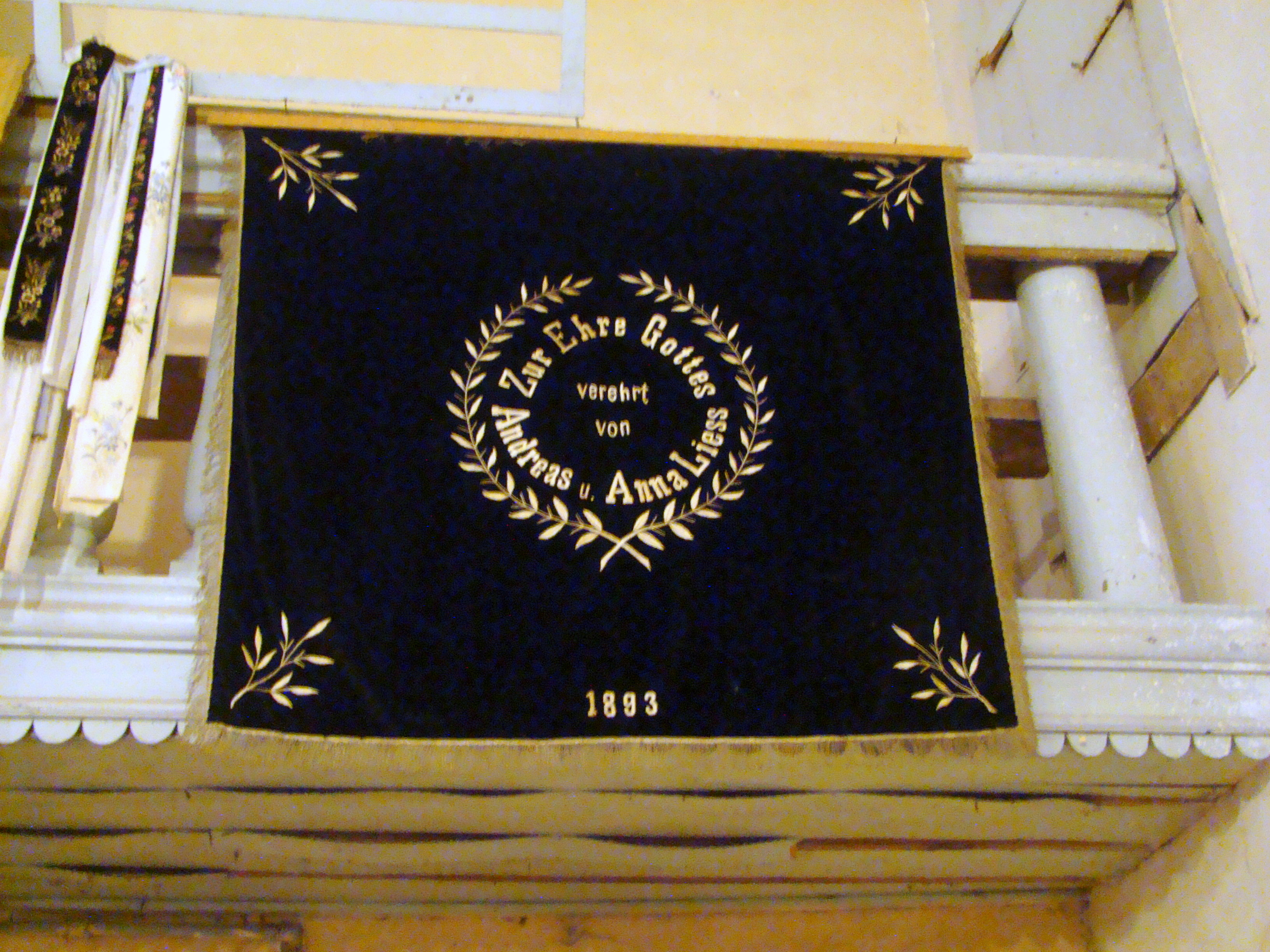
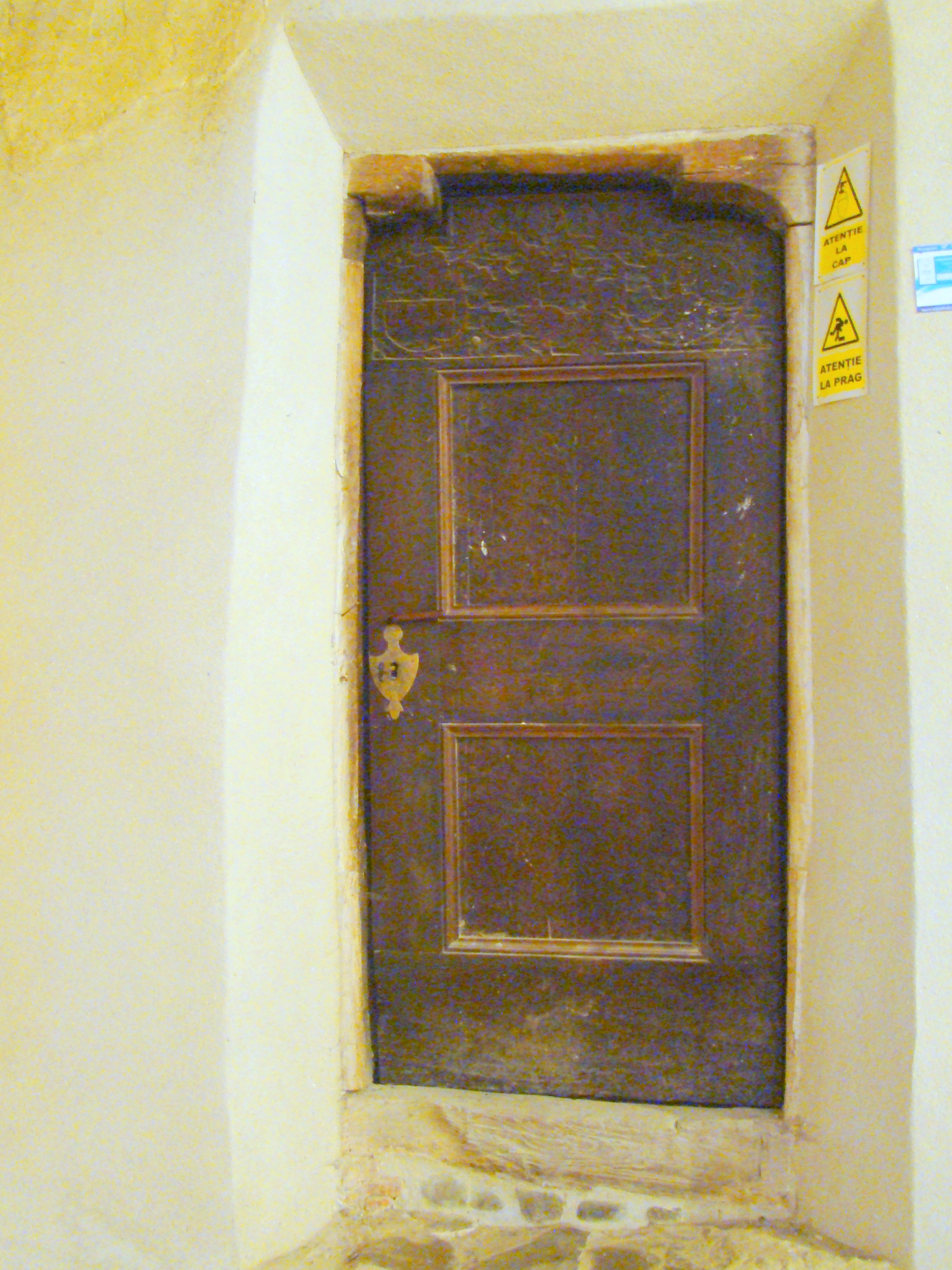
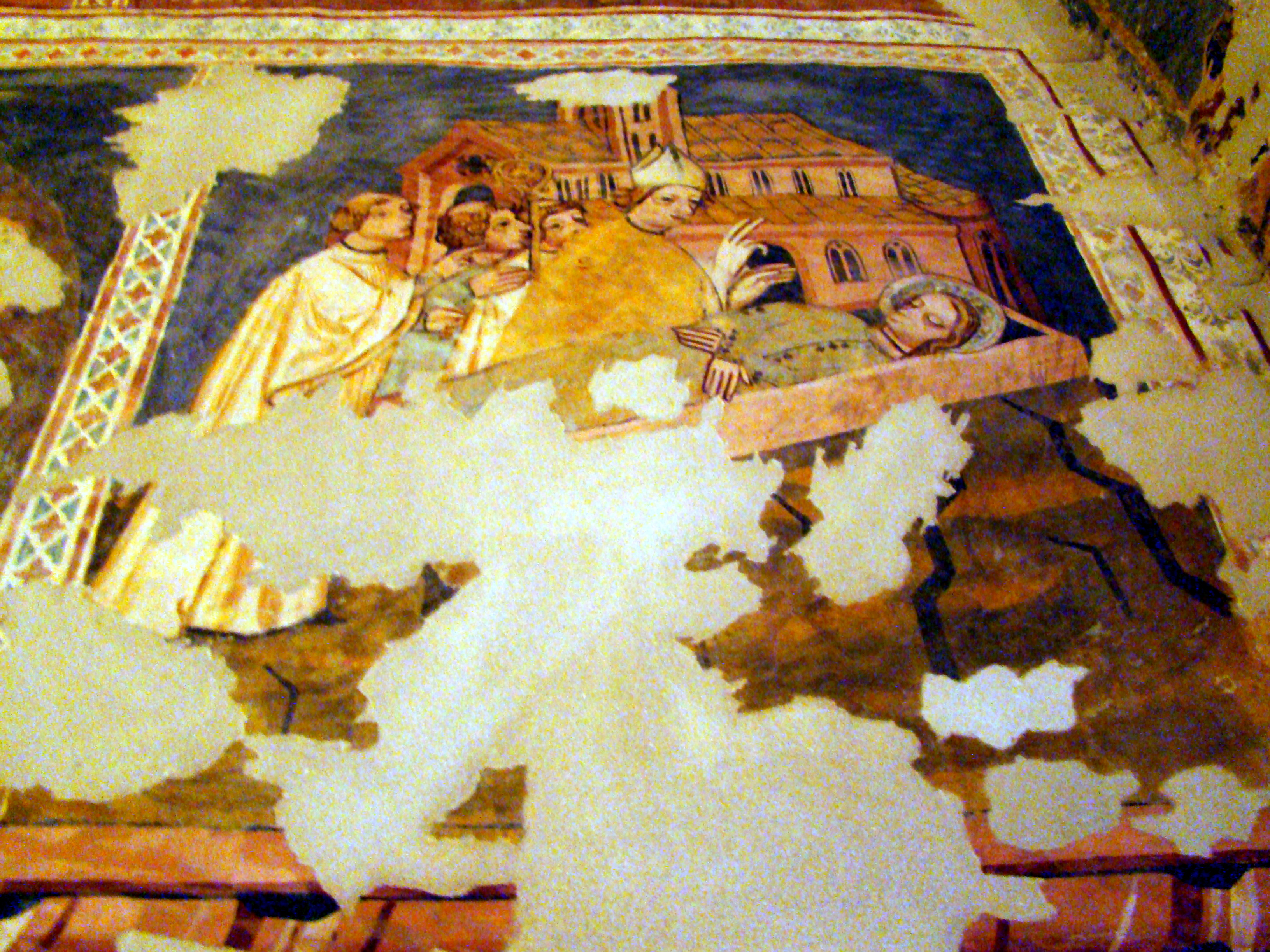
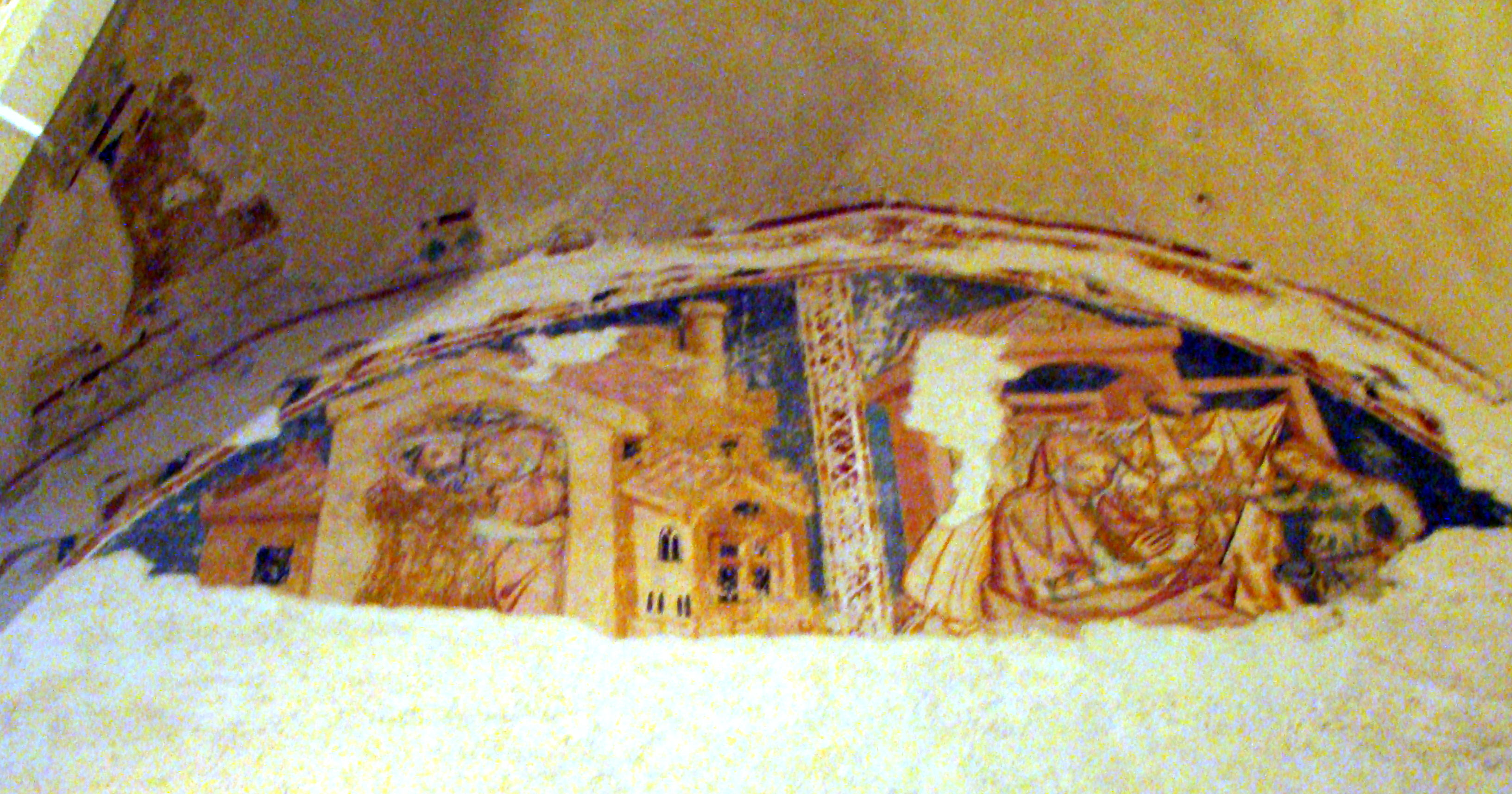
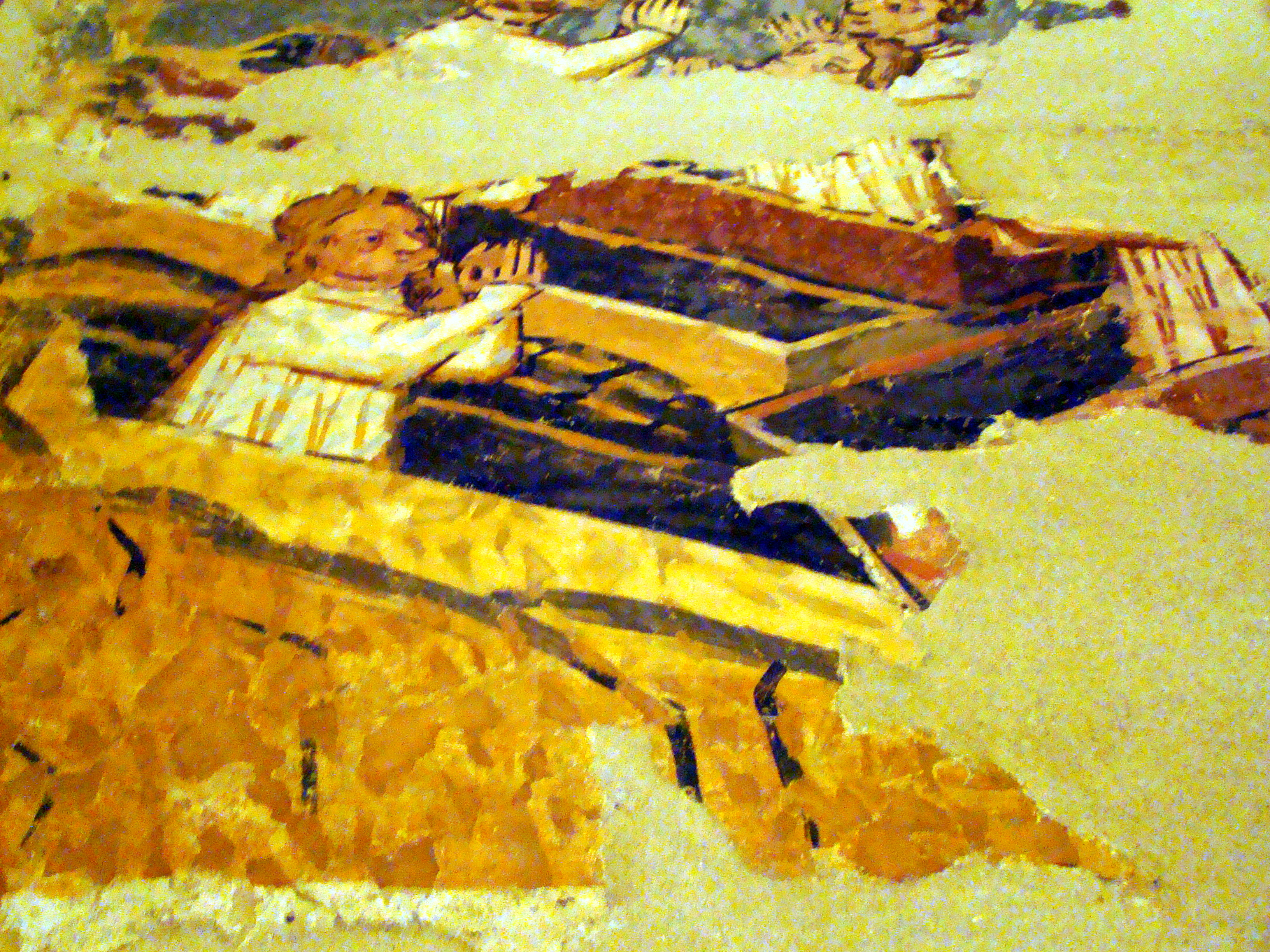
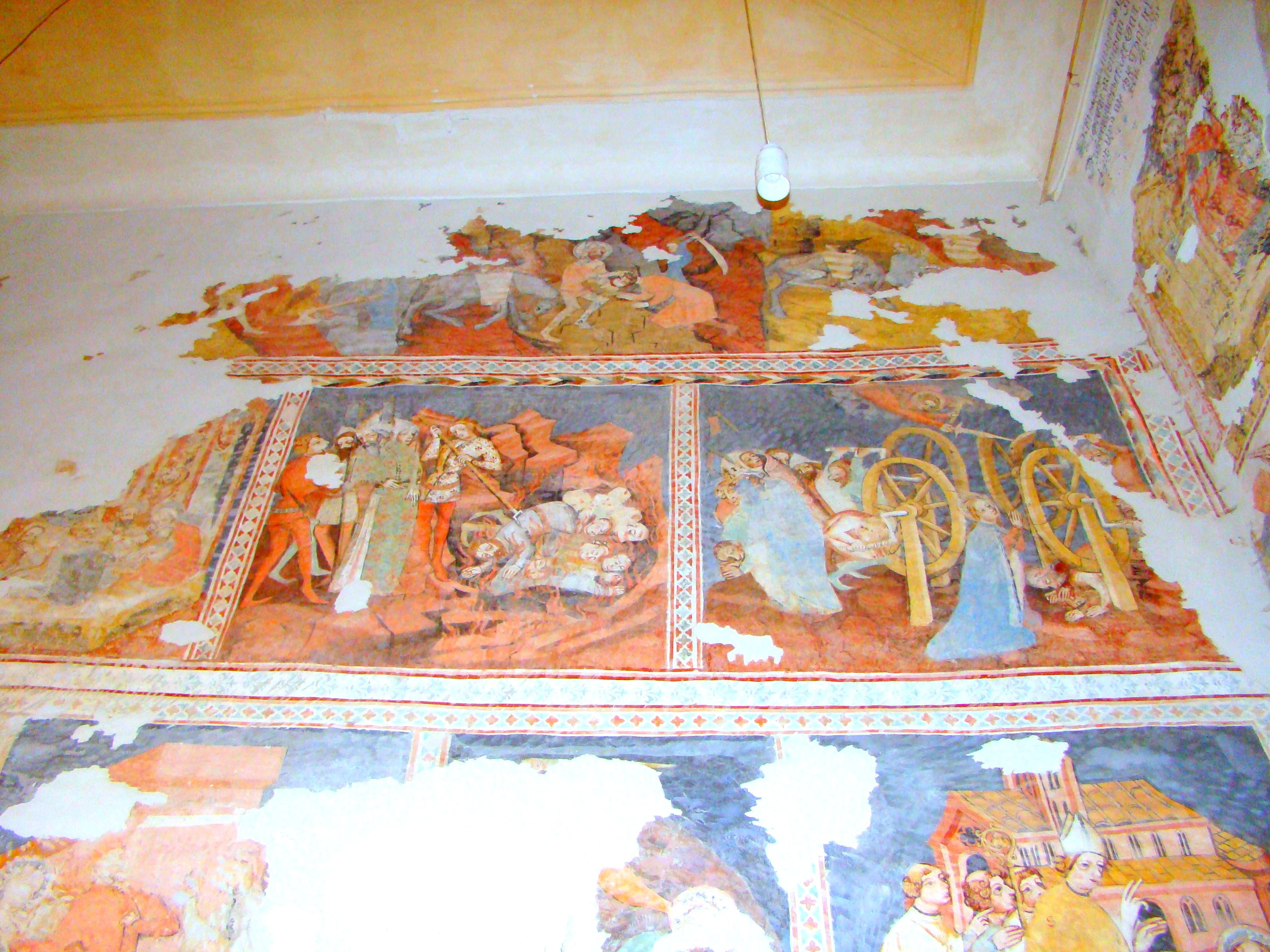
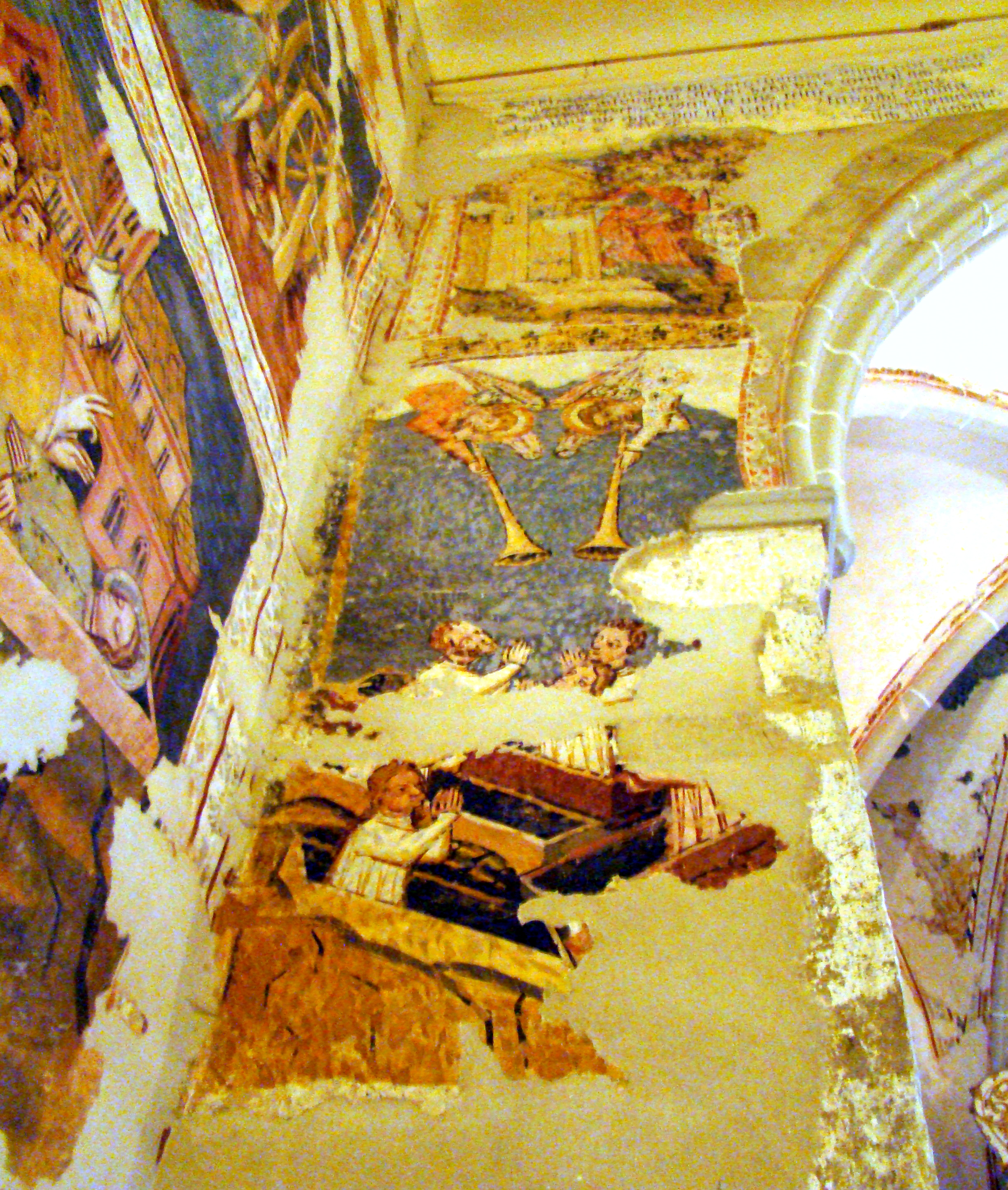
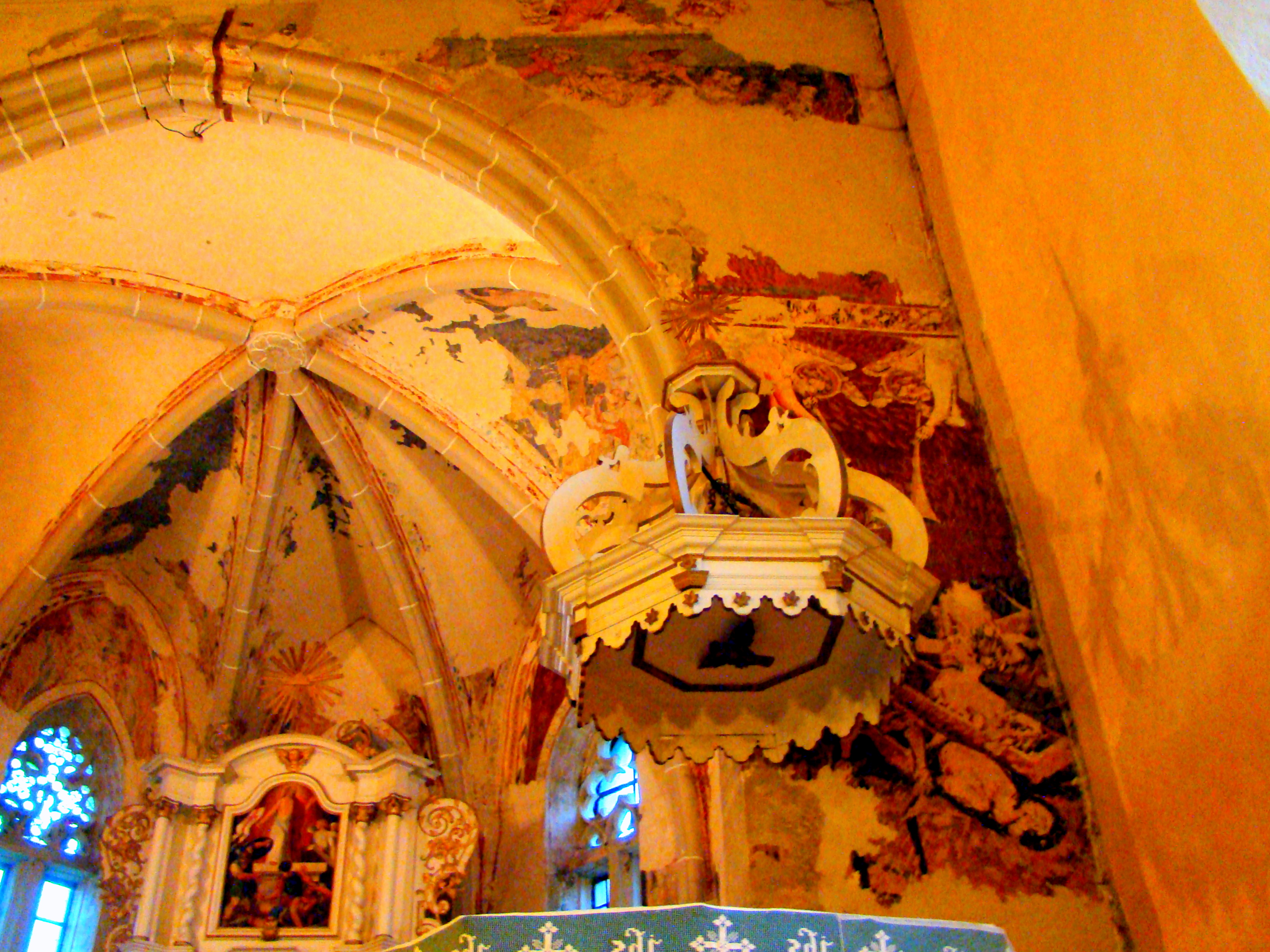
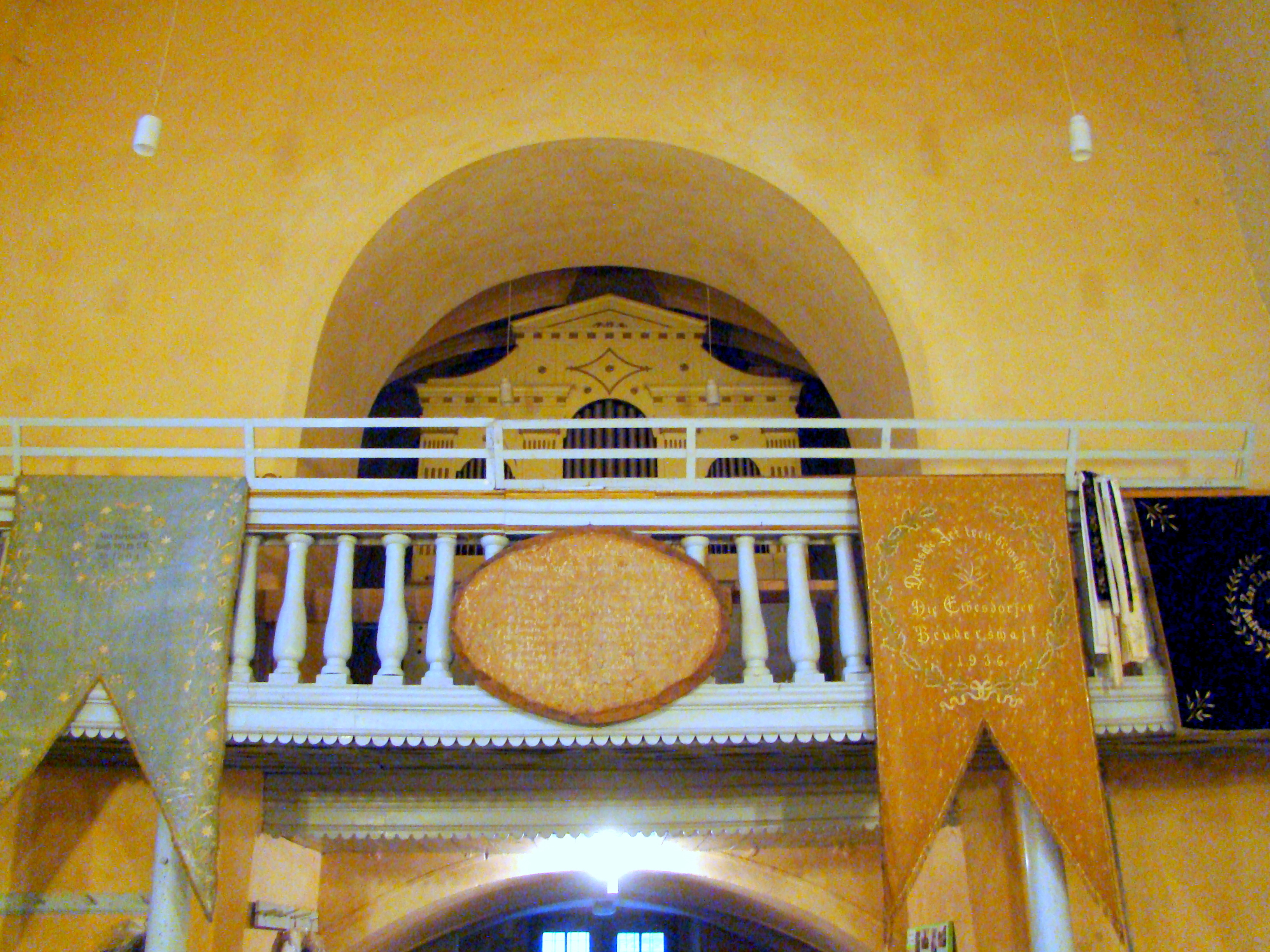
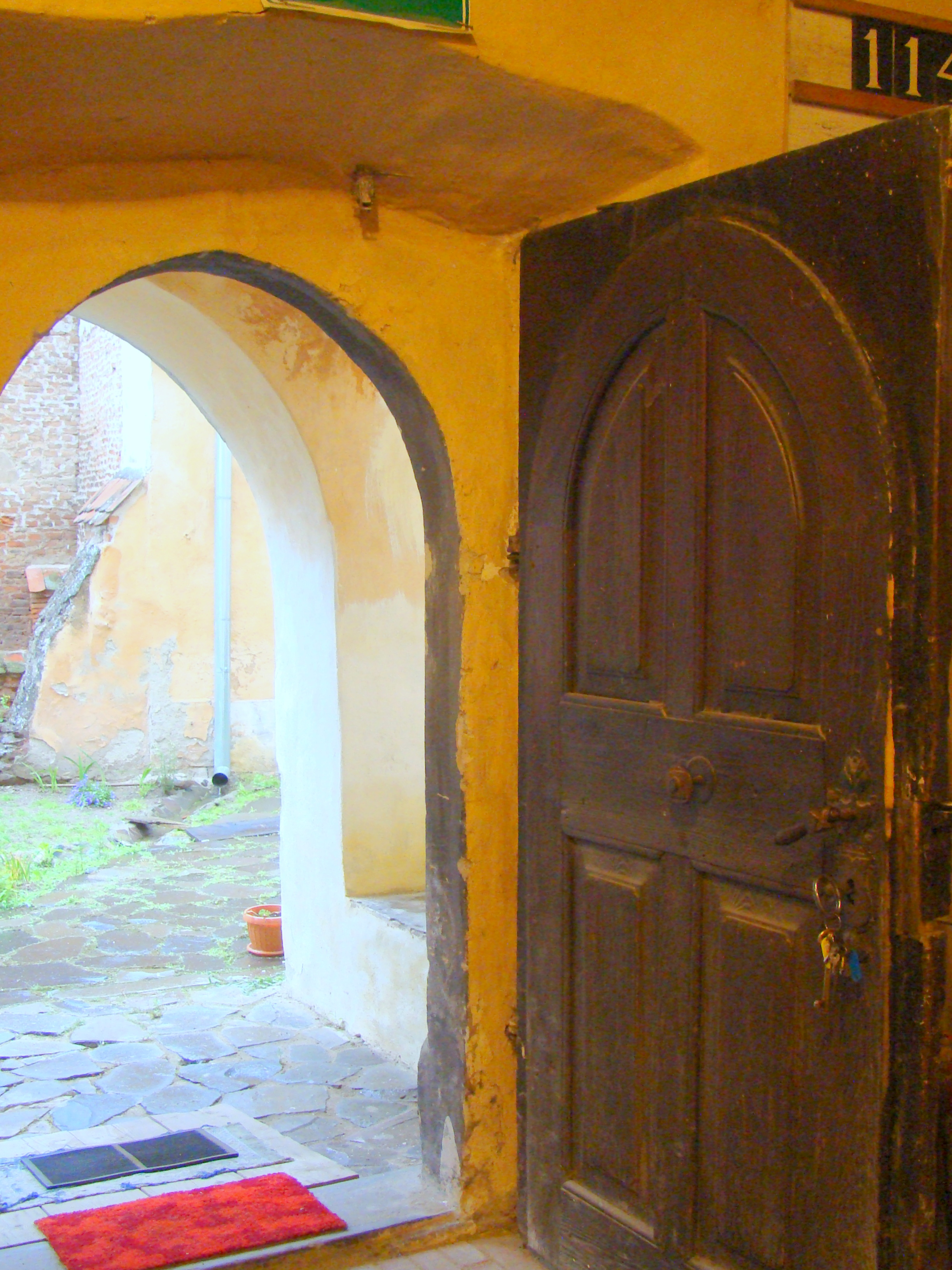